# Đường Huyền Tông
Đường Huyền Tông (chữ Hán: 唐玄宗, bính âm: Xuánzōng /ˈʃwɑːnˈtsɒŋ/; 8 tháng 9, 685 - 3 tháng 5, 762), hay Đường Minh Hoàng (chữ Hán: 唐明皇, bính âm: Táng Míng Huáng), tên thật là Lý Long Cơ, có thời điểm gọi là Võ Long Cơ (tiếng Trung: 武隆基) trong giai đoạn 690 - 705, là vị Hoàng đế thứ 7 hoặc thứ 9 của triều đại nhà Đường trong lịch sử Trung Quốc. Đường Minh Hoàng được đánh giá là một trong những vị Hoàng đế đáng chú ý nhất của nhà Đường, danh tiếng không thua kém ông cố nội của ông là Đường Thái Tông Lý Thế Dân, tạo nên giai đoạn thịnh trị tột bậc cho triều đại này.
Thời niên thiếu của ông chứng kiến những biến động to lớn của dòng họ, từ việc tổ mẫu Võ thái hậu soán ngôi xưng đế cho đến Vi hoàng hậu mưu đoạt ngai vàng. Năm 710, sau khi bác ruột là Đường Trung Tông bị mẹ con Vi hoàng hậu và Công chúa An Lạc ám hại, ông liên kết với cô mẫu là Trưởng công chúa Thái Bình, tiến hành chính biến Đường Long, tiêu diệt bè đảng Vi thị, tôn hoàng phụ tức Duệ Tông Lý Đán trở lại ngôi hoàng đế. Sau đó, Lý Long Cơ được phong làm Hoàng thái tử. Năm 712, Long Cơ được vua cha nhường ngôi. Sau khi đăng cơ, Đường Minh Hoàng thanh trừng các phe cánh chống đối do công chúa Thái Bình lãnh đạo, chấm dứt gần 30 năm đầy biến động của nhà Đường với liên tiếp những người phụ nữ nối nhau bước lên vũ đài chánh trị. Sau đó, ông bắt tay vào việc xây dựng đất nước, trọng dụng các tể quan tài ba như Diêu Sùng, Tống Cảnh, Trương Thuyết và Trương Cửu Linh, đề xướng phát triển kinh tế, văn hóa, xã hội, trọng dụng nhân tài, ngăn chặn quan liêu lãng phí, tăng cường uy tín của Trung Quốc với lân bang, mở ra thời kì Khai Nguyên thịnh thế (開元盛世) kéo dài hơn 30 năm.
Tuy nhiên về cuối đời, Đường Minh Hoàng sinh ra u mê xa xỉ, mê đắm trong tửu sắc, không chú ý đến nền chính trị ngày càng bại hoại suy vi, bên trong sủng ái Dương Quý Phi, bỏ bê việc nước, bên ngoài trọng dụng gian thần Lý Lâm Phủ, Dương Quốc Trung khiến cho nền thống trị ngày càng xuống dốc. Các phiên trấn do người dân tộc thiểu số cai quản được trọng dụng quá mức, trong đó có mạnh nhất là An Lộc Sơn ở đất Yên. Năm 755, An Lộc Sơn chính thức phát động loạn An Sử sau đó nhanh chóng tiến về kinh đô Trường An. Sự kiện này cũng mở đầu cho giai đoạn suy tàn của triều đại nhà Đường. Trước bờ vực của sự diệt vong, Minh Hoàng và triều đình phải bỏ chạy khỏi kinh thành Trường An, đi đến Thành Đô. Cùng năm 756, con trai ông là thái tử Lý Hanh xưng đế, tức là Đường Túc Tông, Minh Hoàng buộc phải thừa nhận ngôi vị của Túc Tông, lên làm Thái thượng hoàng.
Cuối năm 757, khi quân Đường giành lại được kinh đô Trường An, Thái thượng hoàng đế được đón về kinh đô nhưng không còn quyền lực và bị hoạn quan Lý Phụ Quốc ức hiếp. Những ngày cuối cùng của ông sống trong u uất và thất vọng cho đến lúc qua đời vào ngày 3 tháng 5 năm 762, ở tuổi 78.

## Thời niên thiếu
Đường Minh Hoàng tên thật là Lý Long Cơ (李隆基), là con trai thứ ba của Đường Duệ Tông Lý Đán, vua thứ 5 hay thứ 7 của Triều đại nhà Đường, chào đời vào ngày Mậu Dần tháng 8 năm nguyên niên Thùy Củng (tức ngày 8 tháng 9 năm 685) ở kinh đô Trường An, ông ra đời dưới thời gian trị vì đầu tiên của vua cha Đường Duệ Tông, mẹ của ông là Đậu thị, người vợ thứ hai của Duệ Tông, khi ấy đang được phong là Đức phi. Lúc đó tuy Duệ Tông nắm ngôi vua, nhưng mọi quyền hành đều bị chi phối bởi mẹ Duệ Tông là Võ thái hậu, bà nắm mọi quyền hành trong triều, có âm mưu soán ngôi mà xưng đế.
Tháng 8 năm 687, hoàng tử Lý Long Cơ 3 tuổi, cùng các anh em trai đều được phong tước Vương, ông được phong làm Sở vương (楚王). Tân Đường thư mô tả Lý Long Cơ "từ nhỏ đã anh minh đa nghệ, hiểu biết âm luật, thiện bát phân thư, dung mạo vĩ lệ, có tư chất phi thường". Trong số các con của Duệ Tông, xếp trên Long Cơ là hai người anh trai Lý Thành Khí (con người vợ chánh của vua cha là Lưu hoàng hậu) và Lý Thành Nghĩa, các em trai ông gồm Lý Long Phạm, Lý Long Nghiệp và Lý Long Đệ. Ông có hai người chị em cùng cha mẹ là công chúa Kim Tiên và công chúa Ngọc Chân (Lý Trì Doanh), cả hai người sau đều xuất gia làm nữ đạo sĩ.

## Thời Võ Tắc Thiên
Năm 689, Lý Long Cơ được Võ Thái hậu mệnh làm con thừa tự của bác ruột là Lý Hoằng, thái tử dưới thời Đường Cao Tông, song yểu mệnh mất sớm đi (có lời đồn là do Võ thái hậu hạ độc mà chết). Sang năm 690, Thái hậu ép Duệ Tông nhường ngôi cho mình, làm gián đoạn nhà Đường, lập ra nhà Võ Chu. Bà ta cũng buộc Duệ Tông cùng các hoàng tử đổi sang họ của mình là Võ. Tháng 11 năm 692, ông và các anh em được phép ra khỏi cung, mở phủ đệ ở ngoài cung và bố trí người phục vụ, năm đó ông vừa mới 7 tuổi. Cùng năm đó, nhân dịp triều đình tổ chức nghi thức cúng tế, Long Cơ cũng được tới dự. Có viên quan Võ thị là Kim Ngô tướng quân Võ Ý Tông (武懿宗) thấy Long Cơ là tông thất Lý thị đã hết thời mà có tác phong nghiêm chỉnh, thì đem lòng ganh ghét, muốn sỉ nhục ông. Ông nói:
| “ | Triều đình của nhà ta, việc gì tới nhà ngươi. | ” |

Khi biết được chuyện này, Võ Tắc Thiên đã bắt đầu chú ý tới đứa cháu nội này hơn.
Năm 693, mẹ cả và mẹ ruột của Long Cơ, tức Lưu Vương phi và Đậu Đức phi, bị một người đàn bà thân cận của Võ Tắc Thiên là Vi Đoàn Nhi vu khống là lập bùa phép để hãm hại Võ thái hậu. Thái hậu bèn triệu họ vào trong cung giết hại - thậm chí thi thể của họ về sau cũng không được tìm thấy. Khi đó Long Cơ chỉ mới 8 tuổi, ông được một thị thiếp khác của Duệ Tông là Đậu Lư thị cùng 2 người dì nuôi dưỡng. Vì việc này, Võ Tắc Thiên giáng phong vị Sở vương của ông thành Lâm Tri vương (臨淄王), chuyển vào trong cung quản thúc cùng với các anh họ là Lạc An vương Lý Quang Thuận, Ung vương Lý Thủ Lễ và Vĩnh An vương Lý Thủ Nghĩa, ba người con của cố thái tử Lý Hiền (thái tử dưới thời Đường Cao Tông, con người chị của Võ Tắc Thiên tức Hàn Quốc phu nhân Võ Thuận, sau bị Tắc Thiên giết). Tất cả họ đều bị cắt đứt mọi liên lạc với bên ngoài. Cho đến năm 699, khi Duệ Tông không còn được giữ ngôi Thái tử, trở lại làm Tương vương, thì Long Cơ mới được phép ra khỏi cung, và được lập phủ đệ ở phường Tích Thiện, thành Lạc Dương. Mấy năm sau, ông được cùng Võ Tắc Thiên đến Trường An, sau đó được ban phủ đệ ở Khánh phường (nơi ở của hoàng thân nhà Đường ở Trường An).

## Thời Đường Trung Tông
Năm 705, trong triều đình, tể tướng Trương Giản Chi làm binh biến ép Võ thái hậu phải thoái vị. Bác ruột Long Cơ là Đường Trung Tông Võ Hiển, bị phế truất năm 684, được trở lại ngôi vị, tái lập nhà Đường. Những hoàng thân bị Võ Tắc Thiên đổi họ trước đây đều được đổi sang họ Lý như cũ, do đó Võ Long Cơ được đổi là Lý Long Cơ, sau nhận chức phong là Vệ úy thiếu khanh.
Giữa năm 708, Lý Long Cơ được phong làm biệt giá Lộ châu. Đầu năm 709, ông được đổi phong làm Ngân Thanh Quang Lộc đại phu. Sang năm 710, Long Cơ bị điều Lộ châu trở về Trường An. Lúc này bọn pháp sư ở trong cung phao tin rằng có khí thiên tử ở khu vực quanh nơi ở của Lý Long Cơ, nên Trung Tông tìm cách trấn an dư luận bằng việc đến thăm phủ đệ của Long Cơ và dùng tiệc rượu tại đây.
Vào cuối thời Đường Trung Tông, Vi hoàng hậu và con gái là công chúa An Lạc Lý Khỏa Nhi nắm giữ triều chính, muốn xưng Hoàng đế như Võ Tắc Thiên trước đây, nhưng Trung Tông trước sau không đồng ý. Lý Long Cơ biết thế Vi hậu rất lớn, nên cũng âm thầm chuẩn bị lực lượng, chiêu tập nghĩa sĩ để chống lại Vi hậu. Do đó ông thường hay giao du nhiều văn võ sĩ, trong đội Thân quân Vạn kị của Trung Tông phát triển thế lực. Từ thời Đường Thái Tông, đội kị binh đã được hàng trăm, sang thời Võ Tắc Thiên được nâng lên hàng nghìn, và đến thời Trung Tông đã hàng vạn.

## Thời Đường Duệ Tông

### Chính biến chống Vi hậu
Ngày 3 tháng 7 năm 710, Đường Trung Tông qua đời một cách đột ngột, mà các sử gia thời xưa phần nhiều cho rằng là do mẹ con Vi hoàng hậu hạ sát. Vi hậu tính việc dùng binh biến xưng Đế, trở thành Võ Tắc Thiên thứ hai, và sẽ cho công chúa An Lạc làm Thái nữ kế thừa ngôi vị. Giữa lúc đó, em gái Trung Tông công chúa Thái Bình Lý Lệnh Nguyệt và Chiêu dung Thượng Quan Uyển Nhi can thiệp vào, lập di chiếu buộc Vi hoàng hậu lập Ôn vương Lý Trọng Mậu làm hoàng đế, nhưng Vi thị vẫn là Thái hậu lâm triều nhiếp chính, còn Tương vương Lý Đán được quyền nghe chính sự, thế cuộc tạm thời yên ổn. Phe cánh của Vi Thái hậu là Vi Ôn (韋溫) và Tông Sở Khách (宗楚客) thấy Lý Đán và Lý Lệnh Nguyệt là mối đe dọa lớn đối với Vi hậu, nên định diệt trừ. Tương vương Lý Đán đối với việc cung đình không hề có hứng thú, nên việc khuếch trương bàn bày thế lực đều do Lý Long Cơ tự mình làm chủ.
Bấy giờ trong triều, Thị lang bộ Binh Thôi Nhật Dụng (崔日用) vốn thân thiện với gian thần Tông Sở Khách, biết Sở Khách và Vi Thái hậu có ý làm bậy, sợ bị liên lụy, bèn sai người báo với Lý Long Cơ. Bấy giờ, Long Cơ bị bãi chức Lộ châu biệt giá, ở trong kinh thành chiêu kết được nhiều dũng sĩ, nghe được tin này, bèn liên lạc với cô ruột tức công chúa Thái Bình mưu trừ Vi Thái hậu. Bấy giờ, Vi thái hậu đối với sự can thiệp của công chúa trong việc lập Ôn vương vô cùng bất mãn, nên càng gây hiềm khích hơn. Long Cơ mật bàn kế hoạch cùng Thái Bình và con trai bà ta Tiết Sùng Giản (薛崇簡) cùng bọn Chung Thiệu Kinh (鍾紹京), Ma Tự Tông, Lưu U Cầu... tính bề lật đổ họ Vi. Lúc này, quân cấm vệ do Vi Bá (cháu Vi thái hậu) cùng Cao Tung nắm giữ. Những người này cố gắng thể hiện quyền lực của mình, đối xử với quân sĩ rất hà khắc, do vậy tướng sĩ đều phẫn nộ. Bọn Cát Phúc Thuận, Trần Huyền Lễ, Lý Tiên Phù liền rủ nhau theo về phe Long Cơ
Có người xin Long Cơ báo trước việc với cha là Tương vương Lý Đán, ông nói
| “ | Hành động lần này là cứu cho xã tắc, sự thành thì phúc về Tương vương, không thành thì chỉ một thân chết, không dám để liên lụy đến Vương. Vả lại, nay bái kiến mà nói ra, thì Vương sẽ do dự mà không đồng ý, đó là kế bại | ” |

Ngày 21 tháng 7 năm 710, Lý Long Cơ mặc quần áo bình thường, cùng các thuộc hạ (trong đó có Dương Tư Húc) vào cửa Huyền Võ, đến trụ sử của Chung Thiệu Kinh đang quản lý cổng thành. Thế nhưng lúc đó, Chung Thiệu Kinh lo sợ muốn từ chối không tham gia, thì được vợ khuyên nhủ mà nghe theo, cùng phối hợp với Lý Long Cơ vào được sâu bên trong cấm cung. Cát Phúc Thuận (葛福順) và Lý Tiên Phù (李仙鳧) xin xung phong đi trước, vào doanh Võ Lâm, chém chết Vi Tuyền (韋璿), Vi Bá (韋播) là thân thích của Vi Thái hậu. Các tướng sĩ Võ Lâm quân cũng ghét Vi Thái hậu sát hại Trung Tông, bèn cùng nhau hưởng ứng, kéo vào cung. Lý Long Cơ đóng ở ngoài cửa Huyền Võ, sai các tướng chia nhau tiến vào. Vi hậu bỏ trốn, bị một người phi kị chém đầu, nộp cho Long Cơ. Công chúa Lý Khỏa Nhi đang soi gương trang điểm cũng bị chém chết cùng chồng là Võ Diên Tú, Thượng Quan chiêu dung cũng bị chém đầu. Cuộc chính biến được sử sách gọi là Sự biến Đường Long (唐隆之變) kết thúc thắng lợi, toàn bộ bè đảng họ Vi bị diệt trừ. Lý Long Cơ sai giết hại thân tộc họ Vi và các quan lại trong phe của Vi Thái hậu, và đem thi thể Vi hậu ra giữa chợ để khoe chiến thắng với người dân.
Ngày 24 tháng 7, ông đích thân đến yết kiến cha là Tương vương Lý Đán, khấu đầu tạ tội. Sau đó, ông đón cha vào cung làm chú chánh cho Đường Thương Đế Lý Trọng Mậu. Lý Long Cơ ép Thương Đế lập mình làm Bình vương (平王). Ngày 25 tháng 7, dưới sự sắp đặt của công chúa Thái Bình, Đường Thương Đế hạ chiếu truyền ngôi cho Tương vương Lý Đán. Lý Long Cơ được cân nhắc làm Điện trung giám (殿中監).
Sau khi phục vị, Đường Duệ Tông cân nhắc việc lập Thái tử, giữa con đích trưởng là Tống vương Lý Thành Khí (李成器), người kế thừa hợp pháp theo những nguyên tắc của Nho giáo, với con thứ là Bình vương Lý Long Cơ, nhưng lập được nhiều công trạng. Nhưng Thành Khí lại xin nhường ngôi cho Long Cơ, còn mình an phận chịu làm một thân Vương hưởng phú quý, ông nói
| “ | "Quốc gia an tắc thì lập con cả của người vợ cả, nhưng quốc gia nguy cấp thì công lao là trên hết; nay Bình vương vì an nguy xã tắc mà lập nên đại công, nhi thần không dám vì phận đích tử mà ở trên Bình vương". | ” |

Lý Thành Khí khóc lóc trong nhiều ngày, và sau cùng Duệ Tông theo lời khuyên của Lưu U Cầu - một trong số những đại thần tham gia sự biến Đường Long đã chấp thuận thỉnh cầu này, quyết định lập Long Cơ làm Thái tử. Long Cơ cố từ, lại dâng sớ nhượng vị lại cho anh là Thành Khí, song Duệ Tông không chấp nhận.

### Mâu thuẫn với Thái Bình công chúa
Công chúa Thái Bình trước kia ủng hộ Lý Long Cơ làm thái tử, vì cho rằng ông tuổi trẻ (khi làm thái tử thì ông 25 tuổi) và là người dễ dàng kiểm soát. Nhưng về sau, nhận thấy sự tài trí của Long Cơ, nên lại hối hận và muốn lật đổ ông. Hai bên rơi vào thế đối đầu nhau, chia làm hai phe phái trong triều. Nhiều lần bà ta nói với Đường Duệ Tông rằng Long Cơ không phải con trưởng, không nên cho ở ngôi Trừ, nhưng Duệ Tông không nghe. Công chúa còn mua chuộc đám người hầu cận, tìm cách bới móc những lỗi lầm của thái tử và người của bà ta trong triều thì lan truyền những đồn đãi không hay về thái tử. Ngoài ra công chúa còn cố liên minh với bọn tể thần Sầm Hi và Đậu Hoài Trinh; nhưng hai tể tướng khác là Ngụy Tri Cổ và Tống Cảnh quyết định không tham gia vào phe đảng của công chúa.
Đầu năm 711, Thái Bình công chúa nhiều lần tố cáo Long Cơ mưu phản, lại mua chuộc đại thần Vi An Thạch. Duệ Tông bắt đầu nghi ngờ thái tử, triệu An Thạch vào hỏi ý, nhưng An Thạch cố gắng khuyên can và bênh vực cho thái tử, nên bị Thái Bình ghét bỏ. Thái Bình tố cáo An Thạch, nhưng An Thạch được Quách Nguyên Chấn xin giúp nên không bị trị tội. Tống Cảnh cùng quan tể thần khác là Diêu Nguyên Chi cũng ủng hộ thái tử, tâu với Duệ Tông nên đưa các hoàng tử có khả năng tranh chấp ngai vàng, cùng Bân vương Lý Thủ Lễ - con Chương Hoài thái tử Lý Hiền ra làm Thứ sử các châu và an trí công chúa Thái Bình cùng các con ở Đông Kinh Lạc Dương, đồng thời trao quyền hành cho thái tử. Duệ Tông chấp nhận cho các hoàng tử ra khỏi kinh thành, song cho rằng Lạc Dương quá xa, nên dời công chúa cùng phu quân Võ Du Kị đến Bồ châu
Công chúa Thái Bình đang ở Sơn Tây, nghe vậy tức giận, uy hiếp Lý Long Cơ phải tố cáo Tống Cảnh và Diêu Nguyên Chi mưu phản. Biết mình thế yếu, Long Cơ phải chấp nhận, dâng tấu nói Tống, Diêu hai tướng có ý chia cắt tình anh em giữa Long Cơ với Thành Khí và Thủ Lễ (họ từng có thời gian lớn lên cùng nhau), xin xử tử hai người. Duệ Tông cuối cùng giáng chức Tống, Diêu, triệu hồi lại các thân vương bị đày cùng Thái Bình trở về kinh đô. Bấy giờ, bảy vị tể tướng trong triều có tới bốn là tay chân của Thái Bình (Đậu Hoài Trinh, Tiêu Chí Trung, Sầm Hi, Lục Tượng Tiên, Trừng Lan), chỉ còn hai người theo phe Long Cơ, thế lực của ông thua kém hẳn Thái Bình. Tháng 7 cùng năm, Long Cơ xin nhường ngôi thái tử cho anh là Thành Khí, Duệ Tông không chấp nhận. Long Cơ nhân đó xin cho Thái Bình về kinh, Duệ Tông vì muốn trấn an ông, đành phải chấp thuận. Sau đó Duệ Tông bắt đầu giao các việc nhỏ trong triều cho Lý Long Cơ giải quyết. Cùng trong năm 711, Duệ Tông làm lễ cầu siêu cho Lưu thị và Đậu thị, cũng truy tặng cho Đậu thị làm Chiêu Thành hoàng hậu, lập miếu ở kinh sư, nhưng do thi thể của họ không được tìm thấy, nên phải cho an táng theo quy cách chiêu hồn.

## Niên hiệu Tiên Thiên: Ổn định nội bộ

### Thụ thiện đăng vị

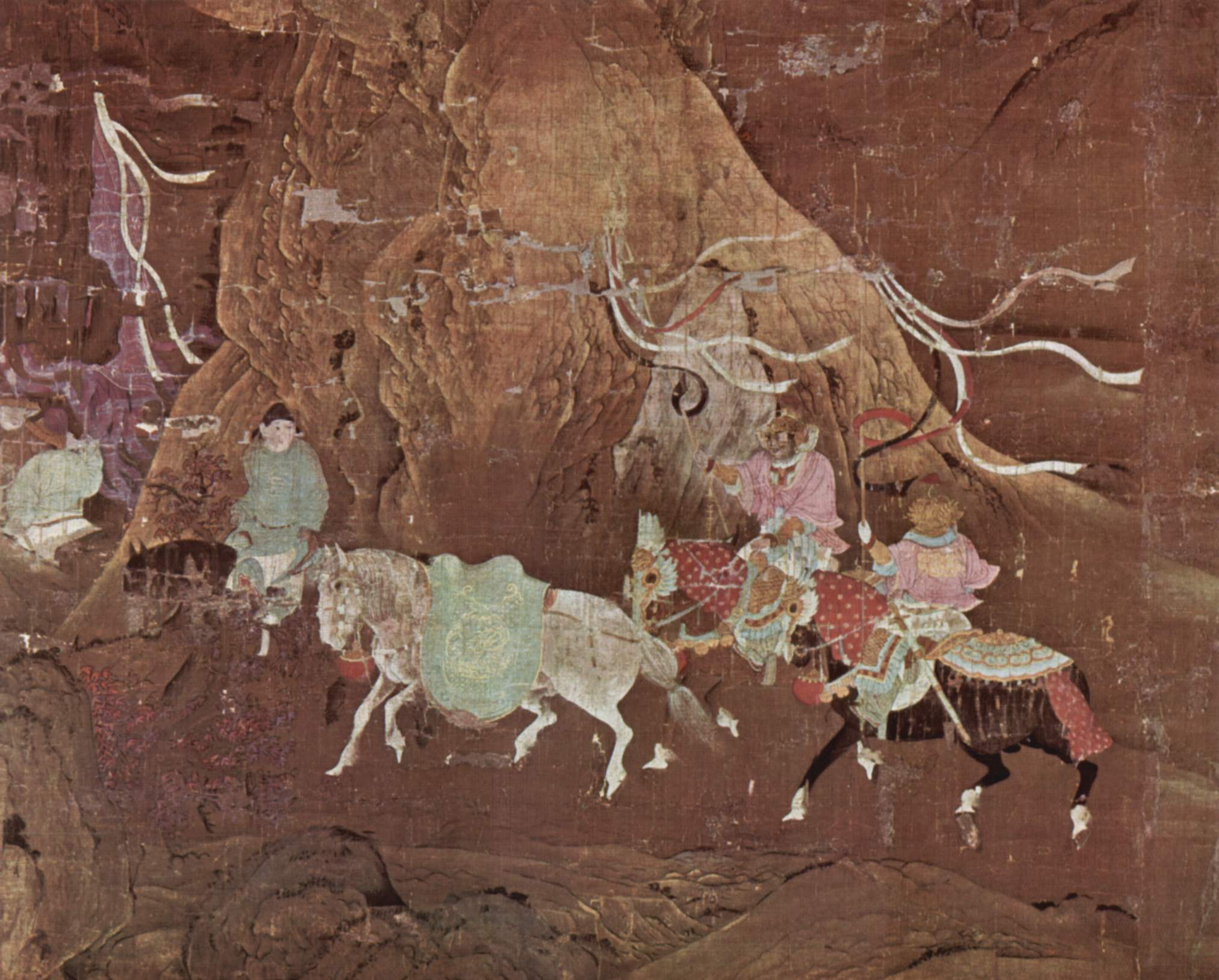
Hình vẽ một đoàn ngựa được triều cống cho Đường Minh Hoàng, vẽ vào thế kỉ XII thời nhà Tống

Tháng 8 năm 712, trên bầu trời xuất hiện dị tượng, sao Tuệ Tinh ra hướng tây, kinh Hiên viên nhập vào Thái vi là điềm sắp thay đổi triều đại. Công chúa Thái Bình do muốn hại Long Cơ, bèn sai bọn thuật giả báo việc này và nói thái tử sẽ lên ngôi hoàng đế, mục đích để cho Duệ Tông giết chết Long Cơ trừ hậu hoạn. Nhưng Duệ Tông cho rằng nên nhân cơ hội này, truyền ngôi cho Long Cơ một cách có trật tự cũng có thể trừ được nạn. Công chúa Thái Bình cực lực phản đối, Long Cơ cũng xin không nhận ngôi vua, nhưng Duệ Tông vẫn khăng khăng muốn nhường ngôi, nên cuối cùng ông đã chấp thuận, tức vị hoàng đế vào ngày Canh Tí (8 tháng 9) năm 712, Lý Long Cơ tức vị, tức Đường Huyền Tông, đổi niên hiệu là Tiên Thiên, tôn Duệ Tông làm Thái Thượng hoàng. Thái Bình muốn kiềm chế Long Cơ, bèn xin Thượng hoàng Duệ Tông tiếp tục nắm quyền lực, cứ năm ngày ra triều một lần.
Khoảng đầu năm 713, Thượng hoàng lệnh cho Đường Minh Hoàng đến tuần tra biên giới phía bắc, tuyển sĩ tốt ở các quận gia nhập quân đội. Tuy nhiên sau đó bọn sĩ tốt mới nhập ngũ bị giải tán, Minh Hoàng cũng không đến phía bắc nữa.

### Tiêu diệt công chúa Thái Bình và bè đảng
Tuy nhiên mâu thuẫn giữa ông với Công chúa Thái Bình vẫn tiếp diễn. Thái Bình công chúa ỷ việc Thượng hoàng Duệ Tông còn nắm quyền, ra sức nhờ vào đó tác oai trong triều và thường xảy ra hiềm khích với vua Minh Hoàng. Một nửa đại thần trong triều đều là vây cánh của bà ta. Lưu U Cầu cùng một đại thần khác là Trương Vĩ, với sự chấp thuận của Minh Hoàng, lên kế hoạch triệu tập các đạo quân trong nước về kinh cứu giá, diệt trừ bọn Đậu Hoài Trinh, Sầm Hi thuộc phe đảng của Thái Bình. Tuy nhiên sau đó Trương Vĩ lại đem việc này tiết lộ với Đặng Quang Tán, và Quang Tán lại lỡ miệng tiết lộ việc này ra. Kết cục là Lưu U Cầu bị bắt giam và kết án tử hình. Minh Hoàng ra mặt xin cho U Cầu, cuối cùng Thượng hoàng Duệ Tông quyết định lưu đày Lưu U Cầu, Trương Vĩ và Đặng Quang Tán.
Những hành động lôi kéo bè đảng của Công chúa Thái Bình đã chứng tỏ bà ta đang chuẩn bị cho một cuộc đảo chính nữa. Còn Đường Minh Hoàng Lý Long Cơ đang đứng trước hai sự lựa chọn: một là đứng yên chờ đến khi Công chúa ra tay với mình và đối phó một cách thụ động, hai là ra tay trước, trừ khử người cô ruột để thực sự trở thành "hoàng đế" và thực hiện những hoài bão chánh trị của mình. Tuy nhiên Thái Bình là người em gái ruột duy nhất của phụ thân ông, nếu như ông hành động lỗ mãng thì sẽ mang tai tiếng bất hiếu. Nhà vua suy nghĩ rất nhiều về việc này. Khi đó có viên quan tên là Vương Cư khuyên ông rằng tai họa sắp đến, không thể chần chừ:
| “ | Thiên tử lấy việc giữ yên bốn bể làm hiếu chứ không thể quanh quẩn nơi góc nhỏ được, chẳng may kẻ gian đắc chí thì lúc đó hiếu để ở đâu? | ” |

Mùa hạ năm 713, có tin đồn rằng công chúa Thái Bình, Đậu Hoài Trinh, Sầm Hi, Tiêu Chí Trung, Trừng Lan cùng bọn văn thần Tiết Tắc, Lý Tấn (hậu duệ Lý Đức Lương, em trong họ của Đường Cao Tổ Lý Uyên), Lý Du, Cổ Ưng Phúc, Đường Tẩn, võ tướng Thường Nguyên Giai, Lý Từ, Lý Khâm và nhà sư Huifan, đang âm mưu lật đổ Minh Hoàng. Người ta còn cho rằng họ đã mưu tính với thị tì của Minh Hoàng là Nguyên thị để hạ chất độc Gastrodia elata (một loại chất kích dục) vào trong đồ ngự dùng của Minh Hoàng. Khi âm mưu này được Ngụy Tri Cổ tấu lên Minh Hoàng, Minh Hoàng theo lời khuyên của Vương Cư, Trương Thuyết và Thôi Nhật Dụng, quyết định hành động trước. Ông triệu các huynh đệ là Kỳ vương Lý Phạm và Tiết vương Lý Nghiệp, Quách Nguyên Chấn, Vương Mao Trọng, Khương Kiểu, Lý Lệnh Vấn, Vương Thủ Nhất (hoàng tỉ phu), thái giám Cao Lực Sĩ, hoạn quan Dương Tư Húc, tướng quân Lý Thủ Đức, bàn kế sách hành động. Ngày 29 tháng 7, hoàng đế giao cho Vương Mao Trọng 300 quân từ điện Võ Đức tiến vào cửa Kiềm Hóa, giết Triệu Nguyên Giai và Lý Từ, bắt giam Giả Ưng Phúc, Tiêu Chí Trung, Sầm Hi, Lý Du rồi chém ở giữa triều. Đậu Hoài Trinh bỏ trốn sau đó treo cổ tự tử. Minh Hoàng sai đổi họ của Hoài Trinh thành Độc và giết chết bè đảng của Hoài Trinh. Ông ra lệnh xá thiên hạ, trừ những đồng mưu của công chúa. Tiết Tắc bị bức tử trong ngục.
Thượng hoàng Duệ Tông nghe tin biến động, lên cửa Thừa Thiên để quan sát điều gì đang xảy ra. Quách Nguyên Chấn tâu với Thượng hoàng về hành động của Minh Hoàng, và Thượng hoàng bắt buộc phải ra chiếu lệnh kể tội những người kể trên, hợp pháp hóa cuộc chánh biến. Ngày 30 tháng 7, Thượng hoàng ra lệnh giao lại quyền hành trong triều cho Minh Hoàng, chuyển sang sống ở điện Bách Phúc cho đến khi qua đời ngày 13 tháng 7 năm 716. Từ đó ông hoàn toàn nắm giữ quyền lực trong triều. Công chúa Thái Bình trốn vào một ngôi chùa, sau bị phát hiện và bị Minh Hoàng ban cho được tự sát. Tuy nhiên, ông tha cho con trai công chúa là Tiết Sùng Giản, nhưng buộc đổi sang họ Lý. Toàn bộ tài sản của công chúa bị tịch thu.

## Thời kì Khai Nguyên: Thái bình thịnh trị

### Tình hình chính trị

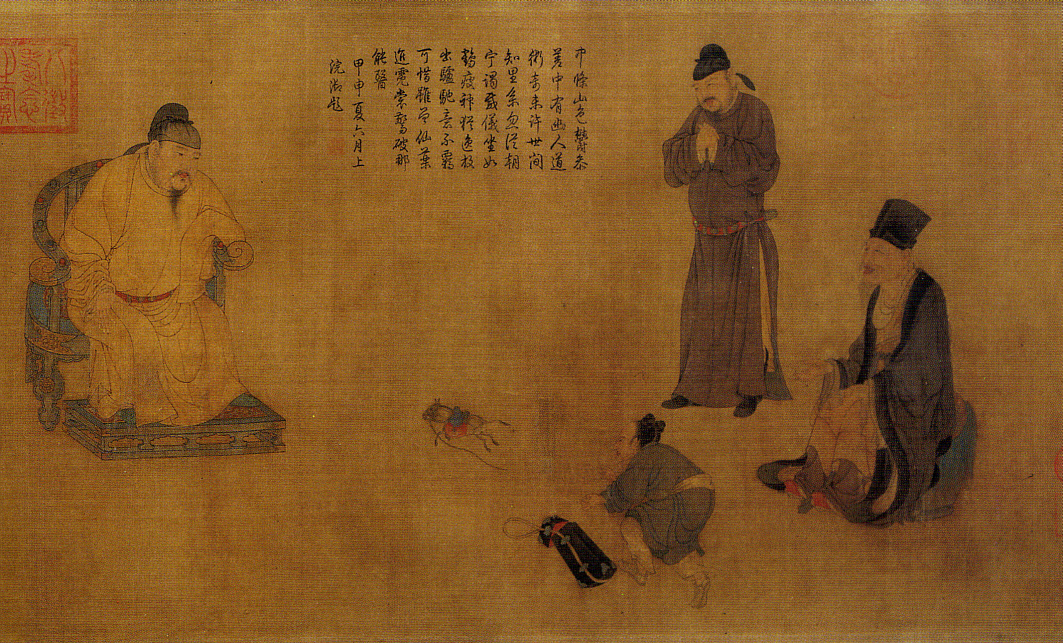
Tranh vẽ Đường Minh Hoàng và Trương Quả Lão

Cuối năm 713, Đường Minh Hoàng đổi niên hiệu thành Khai Nguyên năm thứ nhất. Từ đó mở đầu thịnh trị Khai Nguyên, một thời đại huy hoàng về chính trị, văn hoá, quân sự... trong lịch sử nhà Đường nói riêng và lịch sử Trung Quốc nói chung.
Minh Hoàng ban đầu dùng Trương Thuyết và Lưu U Cầu vào chức tể tướng, nhưng sớm thay thế họ bằng Diêu Nguyên Chi cùng Lư Hoài Thận. Diêu Nguyên Chi được sử sách đánh giá là một vị quan có năng lực và đầy chính trực, sau này khi làm tể tướng, ông đổi tên thành Diêu Sùng do kỵ tên vào niên hiệu Khai Nguyên đang dùng khi đó. Đại thần Khương Kiểu có xích mích với Diêu Sùng, bị Minh Hoàng trách phạt nặng nề, sau đó ông bái Nguyên Chi làm Binh bộ thượng thư, Đồng trung thư môn hạ tam phẩm. Dưới thời Minh Hoàng, số lượng tể tướng trong triều được hạn chế ở số 2 (đôi khi là 3) thay vì 6, 7 người như thông lệ các triều vua trước. Ông lập vợ là Vương thị làm Hoàng hậu. Nhưng do Hoàng hậu không con, nên người con của Triệu Lệ phi - người được Minh Hoàng sủng ái - là Lý Tự Khiêm được phong làm Thái tử vào năm 714.
Ông muốn giao hết triều chính cho Diêu Sùng giải quyết, nhưng Diêu Sùng không hiểu ý khiến Minh Hoàng không hài lòng. May nhờ có Cao Lực Sĩ đứng ra giải hoà, cho Diêu Sùng hay ý vua, từ đó Diêu Sùng (với sự phụ tá của Lư Hoài Thận), chưởng quản triều định, tiến cử trung lương, trừng phạt gian thần, vỗ an bách tính, khiến triều chính trở nên ổn định và vững mạnh, bản thân Sùng trở thành vị tể tướng nổi tiếng thành công trong lịch sử Trung Quốc.
Cuối năm 713, đầu năm 714, Minh Hoàng lần lượt cho đổi tên một số cơ quan và địa danh trong nước: đổi chức Thượng thư tả hữu bộc xạ làm Tả và Hữu thừa tướng; đổi Trung thư tỉnh thành Tử vi tỉnh, Trung thư lệnh thành Tử vi lệnh (chức này giao cho Diêu Sùng); đổi Môn hạ tỉnh làm Hoàng môn tỉnh....
Sang năm 714, Minh Hoàng hạ lệnh bãi chức và lưu đày nhiều quan lại độc ác dưới thời Võ Tắc Thiên, lợi dụng quyền cai ngục mà dùng cực hình chà đạp phạm nhân, xâm hại bách tích như Chu Lợi Trinh, Vương Tiên Đồng, Ngụy Tri Cổ, cấm con cháu những người này ra làm quan... Theo lời tấu của Khương Hối, các cựu tể thần thời Trung Tông gồm Vi Tự Lập, Vi An Thạch, Trương Ngạn Chiêu, Lý Kiệu... bị sa thải vì tội chỉ biết đứng nhìn trước sự lộng hành quá quắt của Vi hoàng hậu. Lư Hoài Thận vẫn cùng Diêu Sùng đảm nhận chức tể tướng, nhưng tài năng của Diêu Sùng vẫn vượt trội Hoài Thận, do đó có phần lấn át hơn. Năm 715, Hoài Thận tiến cử Thái thường khanh Mã Hoài Tố lên Đường Minh Hoàng, ông phong Hoài Tố làm Tả tán kỵ thường thị.
Cuối năm 7 năm 716, Thượng hoàng Duệ Tông băng hà. Minh Hoàng ép con gái mình là Công chúa Vạn An làm nữ quan, cầu phúc cho vong linh của Thượng hoàng.
Cuối năm năm 716, Lư Hoài Thận bị bệnh gần mất, bèn tiến cử các đại thần là Tống Cảnh, Lý Kiệt, Lý Triều Ẩn, Lư Tòng Nguyện lên Minh Hoàng, sau đó thì mất. Hoàng đế đã trọng dụng tất cả những người trên, và dùng Nguyên Can Diệu lên thay vị trí phó tướng của Lư Hoài Thận. Còn Diêu Sùng không có phủ đệ, phải sống trong chùa Võng Cực, đến lúc đó lấy cớ bị bệnh mà không yết triều. Từ đó mỗi khi có việc lớn không giải quyết được, nhà vua đều đến chùa này để gặp hỏi ý Diêu Sùng. Sau đó ông chuyển Sùng sang Tứ phương quán dưỡng bệnh. Tuy nhiên về sau, con trai Diêu Sùng cùng với cộng sự Triệu Hối dính vào một vụ án tham nhũng lớn và bị Minh Hoàng xử tử, Diêu Sùng buồn rầu không muốn dự triều nữa, bèn xin từ chức tể tướng, tiến cử Tống Cảnh lên ngay. Minh Hoàng nghe theo. Nguyên Can Diệu cũng bị bãi chức, và Tô Đĩnh lên nắm giữ quyền tể tướng cùng với Tống Cảnh. Còn Diêu Sùng tuy không còn tham gia chính quyền, nhưng vẫn có ảnh hưởng tới hoàng đế, nhiều lần vẫn được ông hỏi ý kiến đến tận lúc mất (721). Chủ trương chính trị của Tống Cảnh là thượng tôn pháp luật, mọi việc đều làm theo luật và thường can gián thẳng thừng, trái với Diêu Sùng nhanh nhẹn và linh hoạt. Đơn cử như vào năm 719, đại thần Vương Nhân Kiểu mất, người nhà muốn làm mả cao năm trượng một thước, nhưng Tống Cảnh không đồng ý vì theo nghi lễ, phần mộ đại thần cao nhất chỉ tới ba trượng. Tuy không hợp ý với nhà vua nhưng nói chung thời Tống Cảnh làm tể tướng, quan hệ quân thần trong triều vẫn tốt đẹp. Sử sách nhấn mạnh rằng dù tính cách của hai tướng Diêu - Tống trái ngược nhau, nhưng khi nói tới thịnh trị thời Khai Nguyên thì không thể không kể đến tên của họ; và các tể tướng sau này luôn bị đánh giá thấp hơn họ.
Năm 718, Minh Hoàng cho khôi phục lại Tử Vi tỉnh và Hoàng môn tỉnh thành Trung thư và Môn hạ tỉnh như cũ. Trong khi đó trong triều, dưới thời Tống Cảnh làm tể tướng, chính trị vẫn ổn định. Tống Cảnh được người dân quý mến, muốn lập đền thờ sống, nhưng ông xin nhà vua cấm làm việc này.
Từ thời Minh Hoàng, chính sự bắt đầu có sự can thiệp của hoạn quan, đó là Cao Lực Sĩ. Lực Sĩ hầu hạ bên cạnh Minh Hoàng từ thời ông còn trẻ, nên rất được ông tin tưởng. Lực Sĩ từng nhiều lần dàn xếp mối quan hệ vua tôi trong triều, nhưng cũng căm ghét một số đại thần không ưa mình. Năm 719, Minh Hoàng phong cho đại thần Vương Mao Trọng làm Thái bộc khanh và trọng dụng ông ta. Vương Mao Trọng đố kị nhiều đại thần trong triều. Tuy có phủ đệ ở ngoài nhưng ông ta lại thường đến nội trạch trong cung để ở, lại tỏ ra hống hách với các quan lại. Cao Lực Sĩ và Dương Tư Úc ghét ông ta, nên tìm cơ hãm hại.
Cũng năm đó, cha Vương hoàng hậu là Vương Nhân Hiệu qua đời. Hậu huynh Vương Thủ Nhất - người đã kết hôn với công chúa Tiết quốc chị Minh Hoàng - đề nghị xây dựng mộ phần Nhân Hiệu theo quy mô ngôi mộ của Đậu Hiếu Kham, ngoại tổ phụ của Minh Hoàng. Ban đầu nhà vua đồng ý, nhưng sau đó các tể tướng Tống Cảnh và Tô Đĩnh phản đối vì cớ mộ của Đậu Hiếu Kham quá tốn kém và không nên làm thêm một ngôi mộ như thế nữa. Minh Hoàng đồng ý với các tể tướng, và hạ lệnh chôn cất Vương Nhân Hiệu theo lễ quan nhất phẩm.
Từ cuối năm 719, trong nước phát sinh nạn tiền giả, Tống Cảnh và Tô Đĩnh xử lý sự việc khá nghiêm khắc, vô tình làm Minh Hoàng không vui Sang năm 720, ông bãi chức Tể tướng của Tống Cảnh và Tô Đĩnh, sau đó bổ nhiệm Trương Gia Trinh và Nguyên Can Diệu làm tể tướng.. Nguyên Can Diệu chủ trương không nên trọng dụng con cháu thế tộc mà không có công huân, nên tự mình xin Minh Hoàng cho bãi chức hai người con, cho ra làm việc ở các châu. Sau đó các quan khác cũng đành hưởng ứng xin theo, tổng cộng hơn 100 công tử quý tộc được hưởng phụ ấm bị chuyển sang các châu quận làm việc. Còn Trương Gia Trinh cũng là một nhà chính trị có khả năng, nhưng không bằng Diêu Sùng, Tống Cảnh. Lúc làm tể tướng, ông ta tiến cử bốn quan đại thần gồm Miêu Diên Tự, Lã Thái Nhất, Viên Gia Tĩnh, Thôi Huấn. Bốn người này được tham gia quyết định chính sự trong triều, cũng có nhiều quyền lực. Sang tháng 9 ÂL năm 721, Minh Hoàng lại bổ nhiệm Trương Thuyết làm Đồng trung thư môn hạ tam phẩm, do đó trong triều đình có tới 3 tể tướng.
Trong khi đó, hoàng đế theo đề nghị của Trương Thuyết, đã giảm số quân phòng thủ ở biên cương từ 60 vạn xuống còn 20 vạn, để những người lính có thể trở về đoàn tụ với gia đình họ. Hơn nữa, nhận thấy rằng binh sĩ bất bình vì họ bị buộc phải ra trấn thủ biên cương dài hạn nhưng gia đình họ không được miễn thuế, nên Trương Thuyết đã đề nghị bãi bỏ chế độ cũ, ban lệnh cho quân sĩ trong quân đội được miễn thuế thân và lao dịch, do đó nhiều người xung phong nhập ngũ. Điều này giúp cho trong một thời gian, các binh sĩ được chu cấp đầy đủ hơn. Cuối năm, nhà Đường thu thập được 13 vạn tinh binh, bèn hạ lệnh luân phiên chia thời gian trong năm nhau thành các kì hạn; đến kì thì cho binh lính vào túc trực, hết hạn thì trả về quê làm ruộng. Một số sử gia sau này lên án Trương Thuyết, cho rằng quyết định của ông là mầm mống cho sự suy yếu của quân đội Đường sau này, song một số người khác, chẳng hạn như sử gia hiện đại Bá Dương, lập luận rằng hành động của Trương Thuyết không chỉ là cần thiết để đáp ứng binh lính mà còn cứu sống nhiều người.
Tết năm 723, Đường Minh Hoàng rời Trường An đến tuần du phương bắc, tháng 3 về kinh. Trong lúc đó tại triều, hai tể tướng Trương Gia Trinh, Trương Thuyết bất hòa với nhau, và Trương Thuyết bới móc việc em trai của Trương Gia Trinh là Trương Gia Hựu dính dáng tới một vụ tham nhũng mà gièm pha với hoàng đế, do đó Gia Trinh bị hoàng đế biếm làm Thứ sử U châu.. Sau đó Trương Thuyết được phong Trung thư lệnh, trở thành tể tướng nắm quyền lực cao nhất. Đến tháng 4, Minh Hoàng phong Vương Tuấn làm Binh bộ thượng thư, Đồng trung thư môn hạ tam phẩm, thay thế vị trí của Trương Gia Trinh. Nhưng đến cuối năm đó, Tuấn bị tố cáo có ý tạo phản, nhưng do không đủ bằng chứng nên chỉ bị biếm chức làm Thứ sử Kì châu.
Cuối năm 723, quần thần đề nghị Minh Hoàng làm lễ phong thiền (tế trời). Về việc này, hai tể tướng Nguyên Can Diệu và Trương Thuyết trái quan điểm, trong khi Can Diệu khuyên vẫn chưa tới thời cơ thích hợp, nhưng Trương Thuyết thì ngược lại. Do đó giữa hai người sinh ra bất bình. Nghi lễ cuối cùng được tổ chức vào năm 725.
Năm 726, thấy Minh Hoàng có ý trọng dụng các đại thần Thôi Ẩn Phủ và Lý Lâm Phủ, Võ Văn Dung; Trương Thuyết sinh lòng ghen ghét, sau đó hoàng đế phong Thôi Ẩn Phủ làm Ngự sử đại phu, do đó Thuyết oán Ẩn Phủ. Mùa hạ năm 726, Thôi Ẩn Phủ, Võ Văn Dung và Lý Lâm Phủ tố cáo Trương Thuyết nhận hối lộ. Minh Hoàng tức giận, cho bãi chức Trương Thuyết. Tuy nhiên sau đó ông nghe theo hoạn quan Cao Lực Sĩ, vẫn giữ cho Trương Thuyết một số chức vụ lớn trong triều và bỏ qua tội hối lộ. Không lâu sau, ông phong cho Lý Nguyên Hoành làm Trung thư thị lang, Đồng bình chương sự (Tể tướng) thay vào vị trí của Trương Thuyết. Mấy tháng sau, ông tiếp tục phong cho Đỗ Xiêm làm Thừa tướng thứ ba.
Năm 727, thấy Minh Hoàng lại nhớ đến Trương Thuyết; Võ Văn Dung và Thôi Ẩn Phủ lo sợ, bèn dâng sớ đàn hặc Thuyết. Nhà vua không tin, lại cho biếm Võ Văn Dung đến Ngụy châu, bắt Ẩn Phủ về nhà dưỡng bệnh cho mẹ. Tháng 11 năm 728, Minh Hoàng phong đại thần Tiêu Tung làm Đồng bình chương sự. cũng trong thời gian này, Minh Hoàng hạ lệnh cho xây Thập Vương viện (十王院) làm nơi ở cho các hoàng tử, thân vương. Kể từ đó, các thành viên nam trong hoàng tộc phần lớn sống trong Thập Vương viện này.
Trương Gia Trinh rồi Trương Thuyết, Lý Nguyên Hoành... được phong tể tướng rồi bị phế truất, chỉ có Nguyên Can Diệu tại vị được lâu hơn cả, là do ông ta luôn nhún nhường các đại thần khác, không dám lấn át họ, do đó chức vị tể tướng của Can Diệu cũng không làm được gì. Năm 729, Lý Nguyên Hoành cùng Đỗ Xiêm bất hòa, thường tố cáo nhau trước mặt Minh Hoàng. Cuối mùa hạ năm đó, Minh Hoàng sai biếm chức cả hai người, và bãi chức Thị trung của Nguyên Can Diệu, nhưng vẫn để ông ta giữ chức Tả thừa tướng. Ông lấy Bùi Quang Đình, Vũ Văn Dung nắm quyền tể chấp trong triều. Vũ Văn Dung kiến nghị cách thu thêm tiền cho ngân khố bằng việc tăng các loại thuế cũ và thiết lập các loại thuế mới. Cuối năm đó, Vũ Văn Dung đổ oan cho Lý Huy, anh họ của nhà vua, có ý mưu phản. Sự việc được phát giác, Vũ Văn Dung bị trục xuất và chết trên đường lưu đày, Tiêu Tung lên thay. Tuy nhiên, người ta cho rằng từ thời Vũ Văn Dung, vua Minh Hoàng bắt đầu để ý đến việc thu thêm tiền vào ngân khố, điều mà các nhà sử học truyền thống xem là dẫn đến gánh nặng tài chính đổ lên vai người dân. Hơn thế nữa, khi Bùi Quang Đình phụ trách hệ thống vấn đề dân sự, người ta cho rằng do sự cổ hủ của ông ta khiến các khoa cử của triều đình bỏ sót nhiều nhân tài.
Lúc đó Vương Mao Trọng tuy không làm tể tướng nhưng rất được tin dùng. Ông ta cùng Cát Phúc Thuận, Lý Thủ Đức, Vương Cảnh Diệu... trở thành một nhóm thế lực trong triều, khinh rẻ các đại thần khác. Cuối năm 730, hoạn quan Cao Lực Sĩ vốn được nhà vua tin yêu, không hài lòng với Mao Trọng, bèn nhân lúc vợ ông ta sinh con trai, xin Minh Hoàng cho mình đến chúc mừng. Minh Hoàng bèn nhờ Lực Sĩ mang rượu đến chúc mừng và phong tiểu công tử làm quan ngũ phẩm. Khi Lực Sĩ trở về, nhà vua hỏi về thái độ của Vương Mao Trọng, Lực Sĩ bảo Vương Mao Trọng đòi cho con mình làm quan tam phẩm, khiến vua cực kì tức giận. Đầu năm 731, nhà vua sai biếm Vương Mao Trọng làm biệt giá Nhương châu, các đại thần cùng cánh cũng bị đày đến châu xa, sau đó Minh Hoàng lại sai người đến ban rượu độc cho Mao Trọng.. Từ đó ông càng tin tưởng Cao Lực Sĩ, Lực Sĩ chính là người mở đầu cho nạn hoạn quan tham chính trong những năm nửa cuối triều Đường.
Mùa xuân năm 733, Bùi Đình Quang chết, Minh Hoàng theo ý kiến của Tiêu Tung, bổ nhiệm Vương Khâu thay làm tể tướng, nhưng Vương Khâu từ chối và đề cử đại thần Hàn Hưu. Do đó Hàn Hưu được phong Hoàng môn thị lang, Đồng bình chương sự. Ban đầu Hàn Hưu cùng Tiêu Tung hòa hợp, nhưng sau đó chuyển sang bất hòa. Nhà vua biết chuyện, mùa đông cùng năm đó bãi chức cả hai, lấy Bùi Diệu Khanh và Trương Cửu Linh cùng lên thay đảm nhận chức tể tướng.

### Quân sự và ngoại giao
Về quân đội, Đường Minh Hoàng tiến hành cải cách phủ binh chế. Năm 723, ông thiết lập chế độ mướn quân. Chế độ này một mặt vừa có thể giải trừ được nổi khổ đi lính ở dân chúng ở các nơi, mặt khác lại có thể thu hút đội ngũ thất nghiệp, làm dịu mậu thuẫn xã hội. Minh Hoàng còn giải quyết về vấn đế lương thực cho quân đội. Năm 717, quân Đường đã thu tới 13 châu đã rơi vào tay giặc suốt 17 năm. Minh Hoàng còn muốn mở rộng đất đai nên đã đem quân sang xâm chiếm bán đảo Triều Tiên, củng cố nền thống trị ở An Nam. Danh tiếng của nhà Đường ngày càng lừng lẫy, những nước Ả rập và La Mã cử ngay người sang để đi sứ, giao hảo và học hỏi Đại Đường. Đất nước ngày càng cường thịnh.

#### Chiến tranh với lân bang

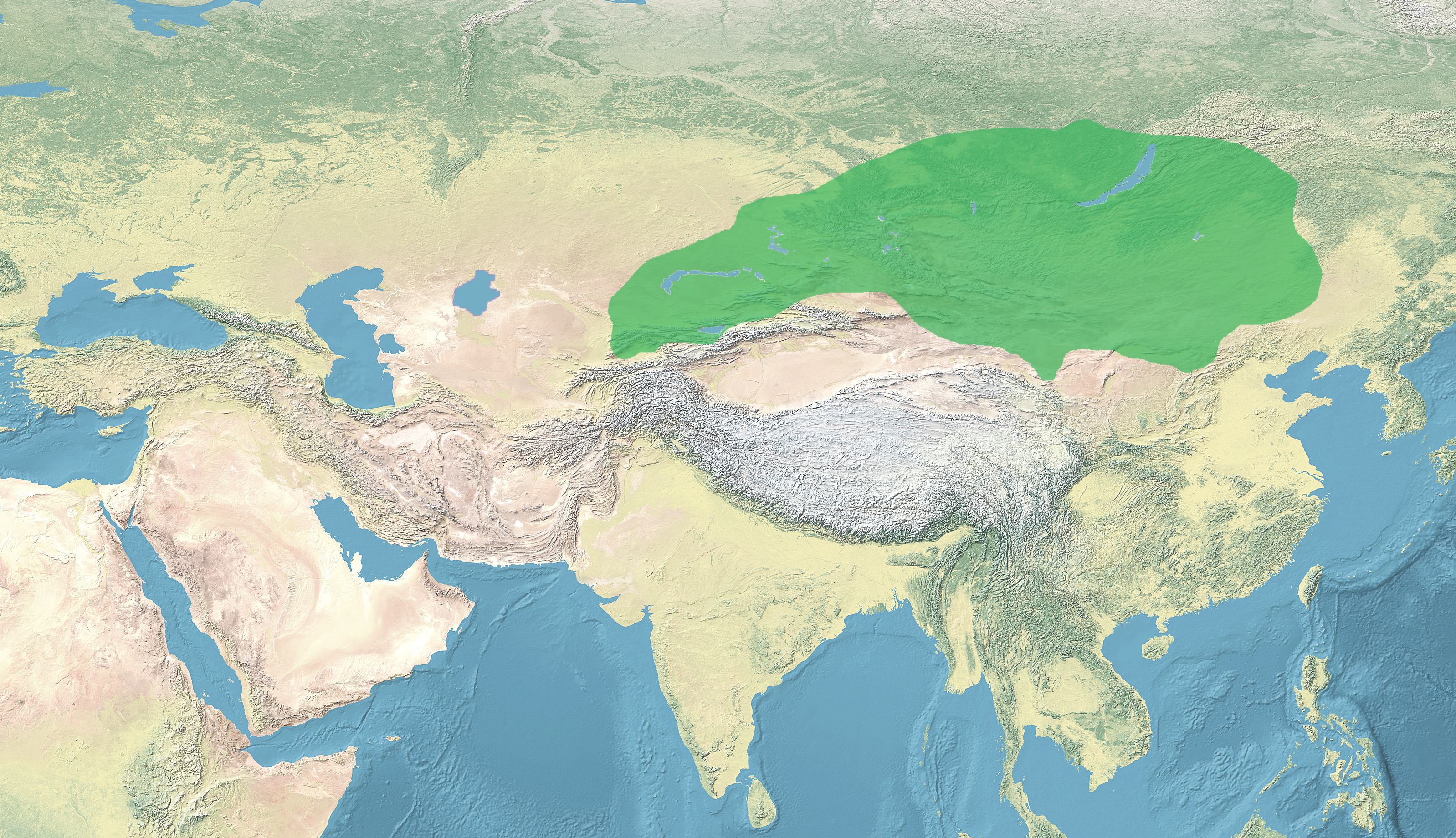
Bản đồ Hãn quốc Hậu Đột Quyết của Thiên Thiện Khả hãn A Sử Na Mặc Xuyết và Bì Gia Khả hãn A Sử Na Mặc Cức Liên khi giao tranh với nhà Đường của Đường Minh Hoàng từ năm 713 đến năm 717

Mùa xuân năm 713, Khã hãn Hãn quốc Hậu Đột Quyết là Thiên Thiện Khả hãn A Sử Na Mặc Xuyết sai con là A Sử Na Bặc Câu, Đồng Nga Đặc Lặc, em vợ Hỏa Bạt Hiệt Lợi cùng tướng Thạch A Thất công đánh Bắc Đình đô hộ phủ, nhưng bị quân Đường kích bại, Đồng Nga Đặc Lặc bị quân Đường chém chết, trong khi Hỏa Bạt Hiệt Lợi sợ hãi mà chạy đến nhà Đường (sau này Hỏa Bạt Hiệt Lợi đổi tên thành Hỏa Bạt Qúy Nhân 火拔歸仁 và được nhà Đường phong làm tướng nhà Đường). A Sử Na Mặc Xuyết đau đớn dẫn quân về. Sau trận này, hoàng đế lấy Hồng Lư thiếu khanh, Sóc Phương phó đại tổng quản Vương Khuê kiêm làm An Bắc đại đô hộ, Sóc Phương đạo hành quân đại tổng quản, cho cai trị thêm ba thành Phong An, Định Viễn, Hàng Thành... để phòng bị Đột Quyết xâm lấn. Tháng 5 năm 714, do nàng công chúa trước kia được Đường Duệ Tông gả cho A Sử Na Mặc Xuyết đã chết, A Sử Na Mặc Xuyết lại sai sứ giả đến nhà Đường xin cầu hôn với một nàng công chúa nữa, trong thư A Sử Na Mặc Xuyết xưng là phò mã, Thánh Thiên Cốt Độc Lộc Khã hãn. Minh Hoàng chấp nhận, gả công chúa sang Đột Quyết.. Từ đó mặc dù thỉnh thoảng vẫn xảy ra xung đột, nhưng nói chung quan hệ giữa hai bên vẫn tốt đẹp. Tuy nhiên sang năm 715, Minh Hoàng phong Tiết Nột làm Thứ sử Lương Châu để trông chừng Thiên Thiện Khả hãn A Sử Na Mặc Xuyết của Hãn quốc Hậu Đột Quyết tấn công. Ở Hãn quốc Hậu Đột Quyết, khi Thiên Thiện Khả hãn A Sử Na Mặc Xuyết già cả thì sinh ra bạo ngược, tàn ác. Một số người của ông ta và một số bộ lạc, bao gồm cả con rể người Cao Câu Ly là Cao Văn Giản (高文簡) và con rể là A Sử Đức Hồ Lộc (阿史德胡禄) không còn quy phục A Sử Na Mặc Xuyết nữa, rủ nhau quy hàng nhà Đường. Các cuộc nổi dậy của các bộ lạc diễn ra ngay sau đó trong lãnh thổ Hãn quốc Hậu Đột Quyết.
Trước kia quân đội nước Khiết Đan và Khố Mạc Hề (Kumo Xi) nhân lúc vùng Doanh châu hỗn loạn đã xua quân chiếm lấy. Đầu năm 714, tướng quân Tiết Nột dâng sớ xin Minh Hoàng hỗ trợ quân khôi phục lại Doanh châu. Tuy Diêu Sùng nhiều lần can gián rằng chưa tới lúc để động binh, nhưng Minh Hoàng vẫn quyết định ra quân. Mấy tháng sau, Minh Hoàng sai Tiết Nột dẫn quân tiến công Khiết Đan. Bất chấp lời cảnh báo của Đỗ Tân Khách rằng cái nóng mùa hè khiến binh lính khó mặc áo giáp và gánh nặng lương thực, Tiết Nột vẫn ra quân trong mùa hè. Tiết Nột tiến quân thì bị quân Khiết Đan của Khả hãn Lý Thất Hoạt phục kích đánh tan, chết đến 8,9 phần. Tiết Nột đã có thể chạy trốn cùng với một số binh lính kỵ binh, và những người lính Khiết Đan đã chê cười Tiết Nột bằng cách gọi Tiết Nột là "Tiết Nãi" (“Bà nội họ Tiết”).. Cùng năm 714, Đỗ Tân Khách và Thôi Tuyên Đạo cũng xuất quân đánh Khiết Đan và lại thảm bại. Sau thất bại, Tiết Nột đổ lỗi thất bại cho Thôi Tuyên Đạo và tám tướng sĩ trong quân Đường không phải người nhà Đường. Minh Hoàng ra lệnh xử tử Thôi Tuyên Đạo và tám tướng sĩ trong quân Đường không phải người nhà Đường đó tại U Châu, nhưng tha cho Tiết Nột và chỉ cách chức ông ta khỏi tất cả chức vụ của mình. Riêng Đỗ Tân Khách không bị trừng phạt.

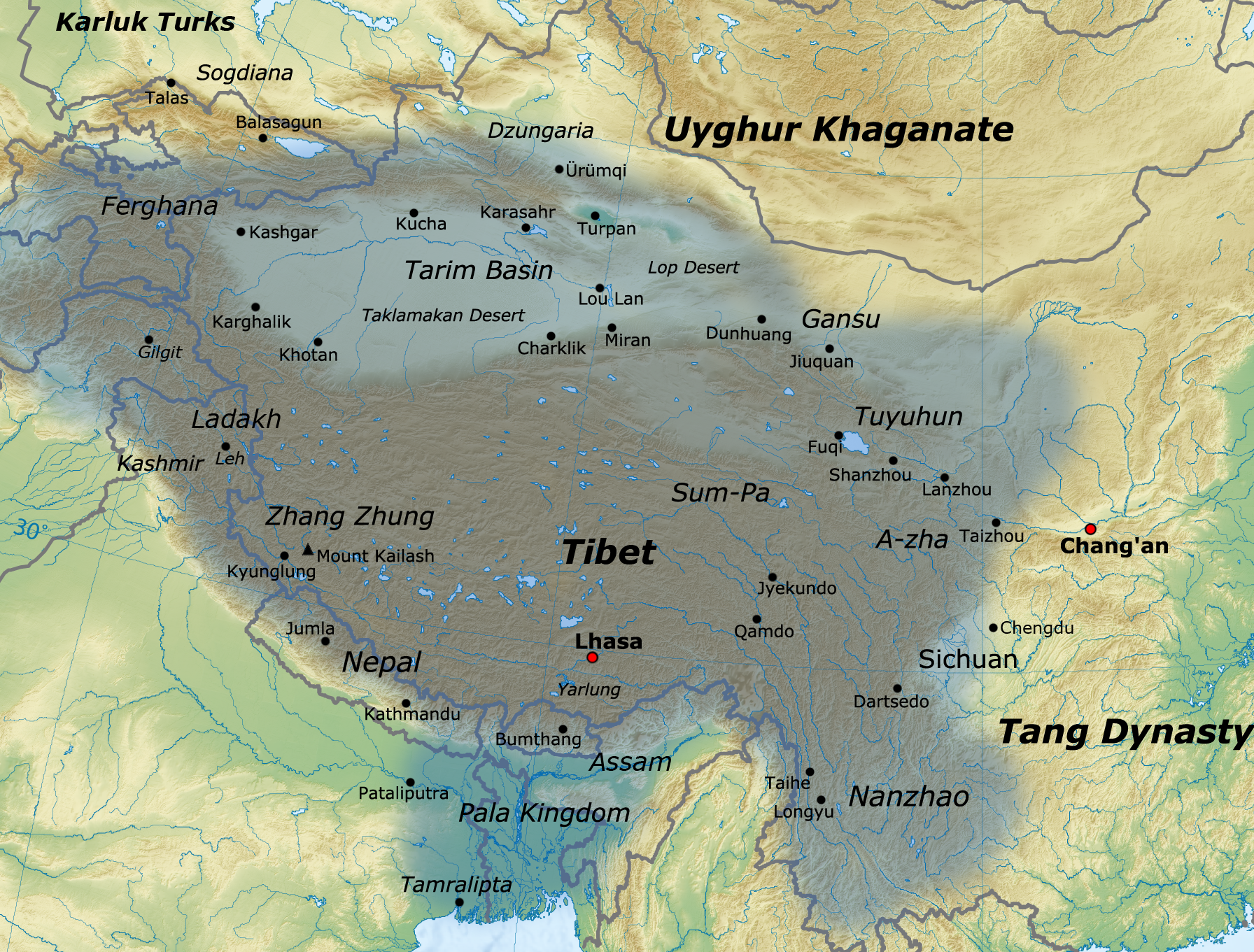
Bản đồ Thổ Phiên của Xích Đức Tổ Tán (Mes Ag Tshoms) khi giao tranh với nhà Đường của Đường Minh Hoàng.

Tháng 12 năm 713, nước Thổ Phiên (Tây Tạng) sau nhiều lần xung đột đã gửi sứ sang giảng hoà với nhà Đường. Tuy nhiên không lâu sau hai nước tiếp tục xảy ra xung đột. Tháng 6 năm 714, tướng Thổ Phiên Bộn Đạt Diên dâng thư xin giảng hòa, triều đình nghi ngờ đó là kế li binh của Thổ Phiên, nên Minh Hoàng cử 10 vạn quân ở hai châu Tần, Vị để đề phòng. Về sau, tuy cũng nhiều lần dâng thư minh ước nhưng Thổ Phiên vẫn dòm ngó nhà Đường. Mùa thu cùng năm, tướng Thổ Phiên là Bộn Đạt Diên lại dẫn quân cướp phá Lâm Thao. Minh Hoàng sai Tiết Nột cùng Quách Tri Vận ra chống cự, lần này quân Đường của Tiết Nột đánh bại quân Thổ Phiên ở Võ Nhai, đẩy lui được Thổ Phiên. Vua Đường Huyền Tông phục chức cho Tiết Nột. Mùa đông, khi Thổ Phiên lại đến xâm lấn Vị Nguyên, Minh Hoàng cho chuẩn bị hơn 10 vạn quân và 4 vạn con ngựa, dự định đích thân xuất chiến. Sau đó, Tiết Nột lại thắng được quân Thổ Phiên ở Võ Nhai, Minh Hoàng bèn bỏ ý định thân chinh. Sau này, hai bên cố gắng đi đến một thỏa thuận việc hôn nhân: Minh Hoàng phong cho con gái của Lý Thủ Lễ làm công chúa, gả cho hoàng đế Thổ Phiên Xích Đức Tổ Tán (Mes Ag Tshoms). Tuy nhiên những xung đột không dừng lại, quân đội hai nước vẫn đối đầu nhau năm này sang năm khác. Để đối phó với Thổ Phiên, vua Minh Hoàng thành lập Lũng Hữu tiết độ sứ, đặt trị sở ở Hải Đông đất Thanh Hải, gồm quân 12 châu dưới quyền một tướng cai quản với chức danh Tiết độ sứ. Về sau, chế độ Tiết độ sứ mở rộng sang các nơi khác và trở thành mầm mống cho họa loạn của phiên trấn về sau này.
Năm 716, Thiên Thiện Khả hãn A Sử Na Mặc Xuyết của Hãn quốc Hậu Đột Quyết đang trên đường trở về sau khi trấn áp các bộ lạc Thiết Lạc đang nổi dậy gồm Huihe, Tongluo, Baixi, Bạt Duệ Cố và Bộc Cố, đã bị phục kích bởi một người bộ lạc Bạt Duệ Cố tên là Hiệt Chí Lược (颉质略) vào ngày 22 tháng 7 năm 716 khi A Sử Na Mặc Xuyết đi qua một khu rừng. Cái đầu bị chặt của Thiên Thiện Khả hãn A Sử Na Mặc Xuyết được Hiệt Chí Lược phái người gửi đến Trường An và bộ lạc Bạt Duệ Cố đầu hàng nhà Đường. Con của A Sử Na Mặc Xuyết là A Sử Na Bặc Câu lên kế vị, xưng là Thác Tây Khả hãn. Từ đó, Hãn quốc Hậu Đột Quyết suy yếu dần và không còn đe dọa lớn tới nhà Đường nữa. Tuy nhiên quân Đường vẫn đôi lúc gặp bất lợi. Đầu năm 717, ở Hãn quốc Hậu Đột Quyết, Khuyết Đặc Cần và A Sử Đức Nguyên Trân không công nhận Thác Tây Khả hãn A Sử Na Bặc Câu là người thừa kế hợp pháp của Thiên Thiện Khả hãn A Sử Na Mặc Xuyết. Khuyết Đặc Cần và A Sử Đức Nguyên Trân gây dựng một đội quân, rồi làm binh biến tấn công và giết chết Thác Tây Khả hãn A Sử Na Bặc Câu, A Sử Na Đoát Tất Bặc và những người thân tín của A Sử Na Bặc Câu. Khuyết Đặc Cần và A Sử Đức Nguyên Trân đưa anh trai mình là A Sử Na Mặc Cức Liên lên ngôi Khả hãn của Hãn quốc Hậu Đột Quyết. A Sử Na Mặc Cức Liên xưng là Bì Gia Khả hãn (“Khả hãn thông minh” trong ngôn ngữ Đột Quyết). Những cải cách mới của Bì Gia Khả hãn A Sử Na Mặc Cức Liên và sự ổn định của chế độ đã khiến các bộ lạc từng chạy trốn khỏi Hãn quốc Hậu Đột Quyết lần lượt quay trở lại. Tể tướng nhà Đường là Wang Jun, tin rằng những người Đột Quyết đã đầu hàng nhà Đường sẽ cố gắng chạy trở về Hãn quốc Hậu Đột Quyết, nên đã buộc người Đột Quyết phải di chuyển vào trung tâm của nhà Đường để ngăn cản họ. Tuy nhiên, trước khi đề nghị của Wang Jun có thể được thực hiện, đã có một cuộc nổi dậy của người Đột Quyết, những người đã đầu hàng nhà Đường, dưới sự lãnh đạo của Hiệt Điệt Tư Thái (𨁂跌思泰) và A Tất Lạn (阿悉爛). Minh Hoàng lệnh cho Tiết Nột đuổi theo, nhưng trước khi Tiết Nột có thể đến, hai tướng Đường là Wang Jun và Quách Tri Vận đã đánh bại quân nổi dậy của Hiệt Điệt Tư Thái và A Tất Lạn trong trận chiến, mặc dù quân nổi dậy vẫn có thể rút lui và quay trở lại Hãn quốc Hậu Đột Quyết. Đây cũng có thể được coi là một thất bại của Tiết Nột. Ngay sau đó, Tiết Nột xin từ quan, cáo lão hồi hương. Vào năm 720, khi tướng quân của Hãn quốc Hậu Đột Quyết Bilge Tuňuquq (Thôn Dục Cốc) xâm lấn hai châu Cam, Lương, đã đánh bại liên quân Đường và chư hầu Bạt Tất Mật. Triều đình nhà Đường kêu gọi Khiết Đan và Khố Mạc Hề (Kumo Xi) đem quân hỗ trợ, nhưng hai nước không cử quân, khiến quân Đường bị thua trận. Sang năm 721, hai nước mới giảng hòa. Đến giữa năm 726, Minh Hoàng cho bố trí quân ở năm châu Định, Hằng, Mạc, Dịch, Thương để phòng bị Hãn quốc Hậu Đột Quyết xâm lấn.

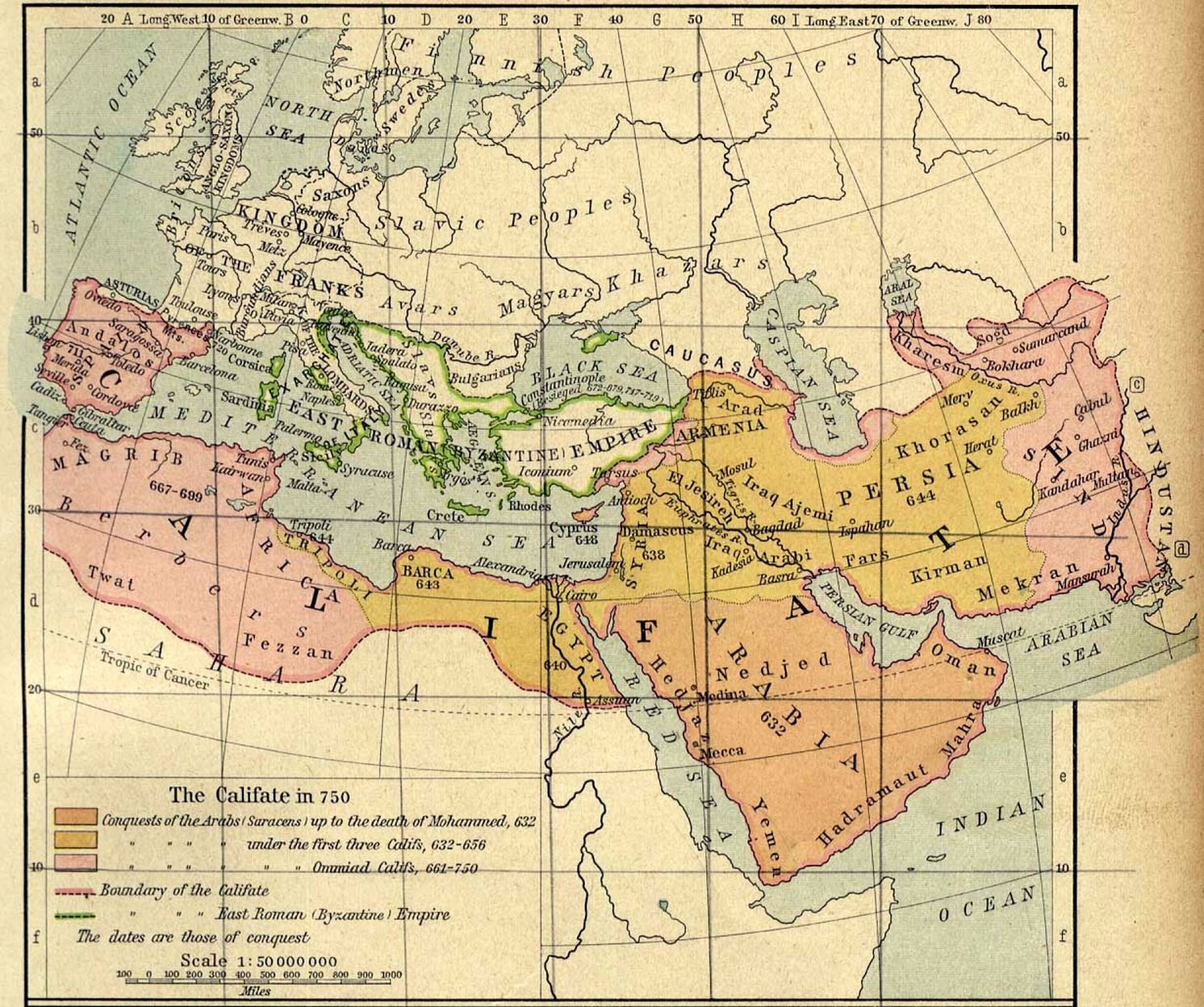
Bản đồ nhà Umayyad khi giao tranh với nhà Đường của Đường Minh Hoàng.

Trong khoảng thời gian này, nhà Đường đang tranh giành ảnh hưởng ở Tây Vực với Thổ Phiên và nhà Umayyad. Vào năm 715, vua Bạt Hãn Na bị liên quân Thổ Phiên - Umayyad lật đổ và thay thế bằng một vị vua được họ ủng hộ, Minh Hoàng sai tướng Trương Hiếu Tung dẫn quân can thiệp, đuổi vị tân vương và khôi phục lại cựu vương. Năm 717, quân đội nhà Đường lại đánh bại liên quân Thổ Phiên - Umayyad tại Trận Asku (717). Cuộc chiến này có sự tham gia của Sulu (Tô Lộc Khả Hãn) của Đột Kị Thi (Turgesh). Quân Đột Kị Thi, Thổ Phiên và Umayyad tấn công Uch Turfan và Aksu - hai thành phố nằm dưới sự bảo hộ của nhà Đường - vào ngày 15 tháng 8 năm 717, nhưng bị thảm bại nặng nề và quân Ả Rập phải tháo chạy về Tashkent.
Năm 717, đại thần Tống Khánh lại dâng biểu xin thu phục lại Doanh châu. Đầu mùa hạ cùng năm cùng năm, Minh Hoàng cho xây thành trong địa phận gần Doanh châu để chuẩn bị việc tấn công, từ đó nhà Đường thu phục lại 13 quận Doanh châu. Thành xây xong trong ba tuần, nhiều người dân lưu tán trong vùng cũng nhân cơ hội được tụ họp trở về làm ăn. Mấy năm sau, vùng đất đó lại sung túc. Thấy nhà Đường giàu mạnh, Khả hãn Lý Thất Hoạt của Khiết Đan tạm thời xin quy phục nhà Đường, giao trả lại Liễu Thành (柳城, ở Triều Dương, Liêu Ninh ngày nay) và 13 quận Doanh Châu cho nhà Đường. Cuối năm 717, Khả hãn Khiết Đan là Lý Thất Hoạt đến triều kiến Minh Hoàng. Sang cuối năm 719, vua mới của Khiết Đan là Lý Sa Cố (李娑固) cùng công chúa được hoàng đế gả sang trước đó cũng đến triều kiến. Sang năm 721, hoàng đế lại phong cho Diêu huyện chúa Mộ Dung thị làm Yến Quận công chúa, gả cho Khả hãn Khiết Đan mới là Lý Úc Vu.
Ở Lĩnh Nam thuộc An Nam đô hộ phủ, vào năm 713, có Mai Thúc Loan (sử nhà Đường gọi là Mai Huyền Thành) dựng cờ khởi nghĩa ở Rú Đụn, tự xưng là Mai Hắc Đế. Năm 714, Mai Hắc Đế mang quân 32 châu chiếm được thủ phủ của An Nam đô hộ phủ là thành Tống Bình, phát triển lực lượng lên tới 40 vạn người, lại kết minh với Lâm Ấp (nay là miền Trung Việt Nam), Chân Lạp (nay là Campuchia) và Kim Lân (nay là Malaysia) làm ngoại viện, chiếm cứ Hải Nam. Quan đô hộ Quang Sở Khách hốt hoảng chạy về Trung Quốc. Tám năm sau (năm 722), nhà Đường ổn định được An Bắc đô hộ phủ, An Tây đô hộ phủ và An Đông đô hộ phủ thì huy động 10 vạn quân do Dương Tư Húc, Quang Sở Khách chỉ huy theo lộ trình xưa của Mã Viện mà tiến vào đất Việt để chiếm lại An Nam đô hộ phủ. Mai Hắc Đế bại trận, rút vào rừng, sinh bệnh rồi qua đời cùng năm 722. Năm 723, Mai Thúc Huy kế vị làm Mai Thiếu Đế tiếp tục chống lại quân Đường. Mai Thiếu Đế bị quân Đường giết thì Mai Kỳ Sơn kế vị làm Bạch Đầu Đế tiếp tục chống lại quân Đường. Cuối năm 723, Bạch Đầu Đế tử chiến khi đang chiến đấu với quân Đường, cuộc khởi nghĩa bị dập tắt hoàn toàn.
Năm 725, quốc vương nước Vu Điền nổi dậy chống lại nhà Đường nhưng sau đó bị quân từ phủ đô hộ An Tây đánh bại, bản thân ông ta bị phế truất và thay thế bằng một vị vua khác
Đến khi củng cố xong lực lượng, Thổ Phiên lại bắt đầu xuất quân gây hấn, nhưng vẫn bị quân Đường áp đảo. Năm 727, theo thỉnh cầu của Vương Quân Xước (王君㚟), hoàng đế ủy nhiệm cho ông ta thống lĩnh đại quân giao tranh với Thổ Phiên. Trước đó vào cuối năm 726, Vương tiến hành phản kích cuộc tấn công của tướng Thổ Phiên là Xinuoluogonglu (Tất Nặc La Cung Lộc). Tuy nhiên vào cuối năm đó, Xinuoluogonglu và một tướng khác là Zhulongmangbuzhi (Chúc Long Mãng Bố Chi) tấn công lần nữa và chiếm được cố hương của Vương là Qua châu, bắt giam cha của ông này là Vương Thọ. Vì cớ này mà Vương không dám phản công, và sau đó đổ lỗi thất bại cho các tù trưởng dân tộc thiểu số dưới trướng rồi bắt họ đi lưu đày. Yaoluoge Hushu (Dược Cát La Hộ Thâu), cháu của một trong những tù trưởng kể trên - Yaoluoge Chengzong (Dược Cát La Thừa Tông) đã tiến hành phục kích và giết chết Vương; sau đó chạy trốn. Minh Hoàng lại cho bố trí từ các châu quận khác khoảng 56.000 quân đến Lũng Đạo, 40.000 quân ở Hà Tây, 10.000 quân đến âm Thao, 20.000 đến Hội châu để phòng thủ với người Thổ. Đến đầu mùa đông năm 727, thấy Thổ Phiên không đánh nữa, số quân này được lệnh về quê cũ.
Năm 728, tướng Tất Mạc Lang của Thổ Phiên xâm nhập Quá châu. Đô đốc Trương Thủ Khuê được lệnh xuất quân bình dẹp. Sau đó các tướng Tiêu Tung và Trương Trung Lượng tiếp tục đại phá Thổ Phiên ở Khát Ba Cốc rồi tiến sang đất Thổ Phiên, bắt nhiều người dân đem về. Về sau, quân Thổ Phiên lại bại trận ở Liên Thành. Khi Thổ Phiên lại sang cướp bóc, Tiêu Tung sai Tương Cương đem quân đánh dẹp, bắt 7 đại tướng của Thổ Phiên. Tháng 3 ÂL năm 729, quân Thổ Phiên tiếp tục bị đánh bại bởi các tướng Trương Thủ Khuê và Giả Sư Thuận ở đất Tây Ninh. Tháng sau, Thổ Phiên công đánh thành Thạch Bảo, nhưng cũng thua trận. Còn đối với các bộ tộc Nam Man, trong mùa xuân năm đó, tướng Đường là Trương Thủ Tố cũng chiếm được Côn Minh và Diêm Thành, giết và bắt hơn 10.000 người. Sang tháng 5 ÂL năm 730, Thổ Phiên gửi sứ giả sang cầu hòa.. Trong nhiều năm tiếp theo, nhà Đường không tham gia vào các chiến dịch quân sự lớn nào trong khu vực này nữa.
Năm 730, đại tướng Khiết Đan là Khả Đột Vu giết vua Lý Thiệu Cố, sau đó uy hiếp vua Hề quốc Lý Lỗ Tô cùng mình hàng Đột Quyết. Vua Hề vội vã cùng thê thiếp bỏ trốn, cầu cứu nhà Đường, Khả Đột Can nhân đó chiếm lấy luôn Hề quốc. Minh Hoàng cử Triệu Hàm Chương, Vương Tuấn Lĩnh, Lý Triều Ẩn đem quân thảo phạt, và chiêu mộ thêm dũng sĩ. Để có thể tập trung lực lượng cho chiến trường Hề - Khiết Đan, nhà Đường tạm giảng hòa với Thổ Phiên. Năm 732, Minh Hoàng cử thêm Lý Y dẫn thêm quân chi viện. Quân của Y đại phá được quân hai nước, giết và bắt giữ rất nhiều người, nhưng để Khả Đột Can chạy thoát. Sau đó Hề Quốc gửi sứ sang đầu hàng. Mùa xuân năm 732, theo đề nghị của công chúa Kim Thành, Đường Minh Hoàng sai cắm bia phân định biên giới giữa Đường và Thổ Phiên.

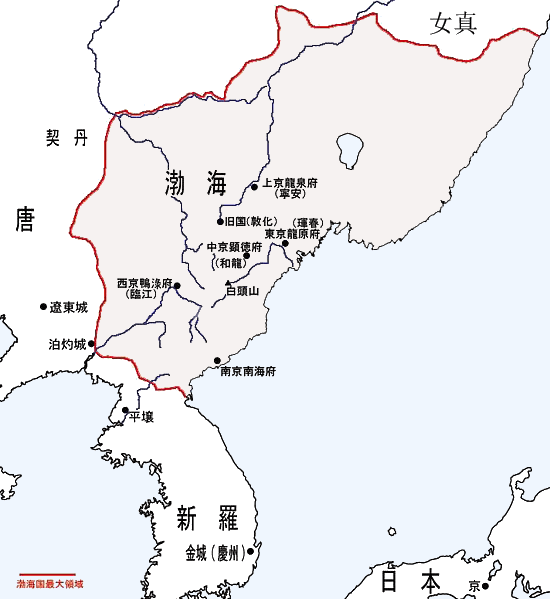
Bản đồ vương quốc Bột Hải (Balhae) khi giao tranh với nhà Đường của Đường Minh Hoàng.

Ở phía đông bắc, vương quốc Bột Hải vốn giữ hòa hiếu với nhà Đường. Năm 713, Minh Hoàng sai sứ sang vương quốc Bột Hải phong cho Bột Hải vương Đại Tộ Vinh làm Bột Hải quận vương (Bột Hải là tên của vùng biển bao quanh Liêu Đông và Sơn Đông nhà Đường). Cả nhà Đường và Tân La đều không công nhận vương quốc Bột Hải của Đại Tộ Vinh là quốc gia kế vị Cao Câu Ly (Goguryeo). Nhà Đường coi vương quốc Bột Hải là một công quốc của người Mạt Hạt trong khi Tân La coi vương quốc Bột Hải là chư hầu của họ. Năm 714, Minh Hoàng dời nhiệm sở của An Đông đô hộ phủ từ U Châu (nay là Bắc Kinh, Trung Quốc) sang Bình Châu (nay là Lư Long, Hà Bắc, Trung Quốc), đồng thời gọi An Đông đô hộ Đan Tư Kính (单思敬) về Trường An. Minh Hoàng phong cho Hứa Khâm Thấu (许钦凑) làm An Đông đô hộ. Sau khi vua Đại Tộ Vinh của vương quốc Bột Hải qua đời năm 719, vua Bột Hải Vũ Vương (Đại Vũ Nghệ) của vương quốc Bột Hải được Minh Hoàng sắc phong vương vị là Quế Lâu Vương (Gyeru wang) - Vương của tỉnh Quế Lâu (Gyeru). Bột Hải Vũ Vương tuyên bố niên hiệu Nhân An (In-an) cùng năm 719 (niên hiệu thay thế cho niên hiệu Thiên Thống của vua Bột Hải Cao Vương Đại Tộ Vinh), một hành động nhằm thể hiện tính độc lập với nhà Đường của Trung Quốc dù ông ta đã nhận mọi sắc phong của nhà Đường. Trên một phương diện khác, Bột Hải Vũ Vương thường xuyên cứ sứ thần sang nhà Đường, trong đó có cả con trai và các em trai của ông ta. Năm 721, nhà Đường yêu cầu Bột Hải Vũ Vương hỗ trợ quân sự cho nhà Đường chống lại tộc Khiết Đan (đời Khả hãn Lý Úc Vu) nhưng Bột Hải Vũ Vương đã từ chối. Năm 722) Minh Hoàng đã bổ nhiệm một thủ lĩnh của bộ lạc Hắc Thủy Mạt Hạt làm Thái thú Bozhou (ngày nay thuộc Khabarovsk, Nga) để kiểm tra ảnh hưởng của vương quốc Bột Hải. Năm 725), An Đông đô hộ Tiết Thái (薛泰) của An Đông đô hộ phủ tại Bình Châu đề nghị Minh Hoàng cho đóng quân Đường trong khu vực. Đáp lại, các quan chức nhà Đường đã cử một chính quyền gồm các thủ lĩnh của các bộ lạc nhỏ hơn dưới sự chỉ huy của Thứ sử U Châu. Bột Hải Vũ Vương tin rằng bộ lạc Hắc Thủy Mạt Hạt và nhà Đường đang âm mưu tấn công vương quốc Bột Hải của mình và Bột Hải Vũ Vương đã yêu cầu một cuộc tấn công phủ đầu. Bột Hải Vũ Vương đã ra lệnh cho em trai mình là Đại Môn Nghệ (大門藝, Dae Mun-ye) dẫn quân Bột Hải đi tấn công bộ lạc Hắc Thủy Mạt Hạt. Đại Môn Nghệ, người đã ở lại kinh đô Trường An nhà Đường làm con tin kể từ khi bắt đầu quan hệ hòa bình giữa Bột Hải và nhà Đường từ năm 705 đến năm 725 mới được về nước, và hiểu ý nghĩa của việc tấn công đồng minh của nhà Đường, đã miễn cưỡng thực hiện mệnh lệnh. Bộ lạc Hắc Thủy Mạt Hạt bị đánh bại, lãnh thổ vương quốc Bột Hải được mở rộng. Điều này đã dẫn đến xích mích ngoại giao chống lại Minh Hoàng. Việc mở rộng lãnh thổ của Bột Hải Vũ Vương đã bị hiểu lầm là một mối ràng buộc chính trị với một số bộ lạc Mạt Hạt, và Bột Hải Vũ Vương bị ép buộc phải gửi con trai trưởng của mình là Đại Đô Lợi Hành (大都利行) đến nhà Đường làm con tin. Đại Môn Nghệ đã hai lần khuyên Bột Hải Vũ Vương nên từ bỏ kế hoạch tấn công bộ lạc Hắc Thủy Mạt Hạt. Bột Hải Vũ Vương không để ý đến em trai mình và lấy sự miễn cưỡng của Đại Môn Nghệ làm cái cớ để loại bỏ Đại Môn Nghệ ra khỏi quyền chỉ huy quân đội Bột Hải. Đại Môn Nghệ bỏ trốn sang Trường An nhà Đường. Bột Hải Vũ Vương dẫn quân Bột Hải đi đánh chiếm nhiều thành của nhà Đường ở An Đông đô hộ phủ vào năm 727 dù Minh Hoàng đã sắc phong vương vị Quế Lâu Vương cho Bột Hải Vũ Vương. Năm 728 vua Bột Hải Vũ Vương (Đại Vũ Nghệ) phái bộ binh tấn công vào đông bắc nhà Đường. Khi quân Đường chuẩn bị phản công thì quân Bột Hải lui quân. Năm 732 Bột Hải Vũ Vương cử một đoàn sứ giả Bột Hải đến triều đình nhà Đường yêu cầu Minh Hoàng xử tử Đại Môn Nghệ. Đáp lại, nhà Đường đã bí mật gửi Đại Môn Nghệ đến Trung Á trong khi thông báo cho Bột Hải Vũ Vương rằng em trai của ông ta đã bị đày đến miền nam nhà Đường. Tuy nhiên, sự thật của các sự kiện đã bị rò rỉ ra ngoài, khiến Bột Hải Vũ Vương vô cùng tức giận. Thêm vào đó, con trai trưởng của ông ta là Đại Đô Lợi Hành đang làm con tin ở nhà Đường được 7 năm thì qua đời. Điều này càng khiến Bột Hải Vũ Vương] hạ quyết tâm tuyên chiến với nhà Đường.
Sau đó Bột Hải Vũ Vương phái Trương Văn Hưu (장문휴, 張文休) dẫn hải quân Bột Hải đi tấn công Đăng Châu (nay là Yên Đài) thuộc bán đảo Sơn Đông nhà Đường cùng năm 732. Hải quân Bột Hải của Trương Văn Hưu đã giết chết quan thái thú nhà Đường ở bán đảo Sơn Đông là Vĩ Tuấn (偉俊), chiếm đóng Đăng Châu và tiếp tục đi đánh chiếm các thành trì nhà Đường khác ở Sơn Đông, bắt rất nhiều thủy thủ và thường dân nhà Đường giải về Bột Hải.. Đăng Châu là trung tâm của các tuyến thương mại hàng hải ở Đông Á, và là địa điểm mà cả sứ thần Tân La và vương quốc Bột Hải đã ở lại khi đến triều cống cho Hoàng đế nhà Đường. Kết quả là, cuộc tấn công của hải quân Bột Hải vào Đăng Châu không chỉ đơn thuần được thúc đẩy bởi sự trả đũa địa chính trị chống lại nhà Đường mà còn xuất phát từ mong muốn khẳng định sức mạnh hàng hải mới hình thành của mình cũng như ngăn cản Hắc Thủy Mạt Hạt thiết lập quan hệ thương mại với nhà Đường, vốn đã bị suy yếu. Bột Hải thống trị các tuyến đường thương mại phía bắc. Cuộc tấn công thành công của hải quân Bột Hải vào Đăng Châu cũng thể hiện sức mạnh hàng hải đáng kinh ngạc của một quốc gia ba mươi bốn năm tuổi, nơi có các tàu hải quân quân sự có thể vượt biển cũng như các tàu buôn có thể thực hiện các hoạt động thương mại. Lúc đầu Minh Hoàng cho rằng quân Bột Hải của Trương Văn Hưu chỉ là đám hải tặc hoành hành ở bờ biển Sơn Đông, đến khi thái thú Vĩ Tuấn bị giết hại, Minh Hoàng mới nhận thấy đây là hành động gây chiến tranh với nhà Đường của vương quốc Bột Hải. Một thời gian ngắn sau, Trương Văn Hưu cho rút quân chiến thuật ra khỏỉ thành Đăng Châu nhưng quân Bột Hải của Trương Văn Hưu vẫn còn chiếm đóng nhiều thành trì thuộc Sơn Đông nhà Đường. Để đối phó với các cuộc tấn công, nhà Đường đã ra lệnh cho Kim Chungsin, cháu trai của vua Tân La Thánh Đức vương và là cận thần trong triều đình nhà Đường, quay trở lại Tân La và tổ chức một cuộc tấn công vào vương quốc Bột Hải. Kim Chungsin bào chữa cho yêu cầu này bằng cách yêu cầu ở lại nhà Đường với tư cách là cận vệ của Minh Hoàng. Thay thế vị trí của Kim Chungsin, nhà Đường cử Kim Saran, một nhà ngoại giao cấp thấp của Tân La, và một hoạn quan của nhà Đường. Đại Môn Nghệ cũng được Minh Hoàng triệu hồi từ Trung Á về để tuyển binh ở U Châu nhà Đường. Bột Hải Vũ Vương thân chinh dẫn bộ binh Bột Hải tiến đến Mã Đô Sơn (馬都山) tại Du Quan của nhà Đường và tiến hành đánh chiếm nhiều quận huyện của nhà Đường gần đó. Bột Hải Vũ Vương cho quân đi cướp phá thị trấn Matoushan (phía tây bắc Sơn Hải quan ngày nay), và giết chết 10.000 binh lính nhà Đường. Quân Bột Hải còn đột kích và cướp bóc biên giới nhà Đường dọc theo Liêu Hà và bờ biển của Tiểu Cao Câu Ly ở bán đảo Liêu Đông cũng bị quân Bột Hải đột kích. Tháng 9 năm 732, quân Bột Hải do Trương Văn Hưu chỉ huy tấn công thành Đăng Châu ở Sơn Đông nhà Đường lần 2. Minh Hoàng cử quân đến phòng thủ và chi viện cho Đăng Châu. Cùng năm 732, tướng Đường là Cát Phúc Thuận đánh bại quân Bột Hải một trận lớn ở Sơn Đông khiến hải quân Bột Hải của Trương Văn Hưu phải rút khỏi Sơn Đông theo đường biển về nước.
Năm sau (733), Minh Hoàng phong cho Tân La Thánh Đức vương làm Ninh Hải quân sứ (Ninghai junshi 寧海軍使) với lệnh trừng phạt vương quốc Bột Hải. Sau đó, Minh Hoàng lệnh cho Đại Môn Nghệ (大門藝, Dae Mun-ye) dẫn quân Đường tấn công vương quốc Bột Hải cùng với các lực lượng của nước Tân La (đời vua Tân La Thánh Đức vương), song đã không thành công. Liên quân Đường - Tân La gặp tuyết lớn chặn mọi con đường. Bão tuyết đã giết chết một nửa trong số 100.000 quân Đường - Tân La nên buộc bọn họ phải lui quân. Bột Hải Vũ Vương chớp thời cơ xua quân đánh tan liên quân Đường - Tân La. Đại Môn Nghệ theo quân Đường rút về nhà Đường. Bột Hải Vũ Vương tiếp tục cố giết em trai Đại Môn Nghệ của mình. Ông ta cử một thích khách đến Lạc Dương nhà Đường để ám sát Đại Môn Nghệ. Đại Môn Nghệ bị tấn công vào ban ngày gần cầu Tianjin bên ngoài hoàng cung Lạc Dương nhưng không hề hấn gì.
Bột Hải Vũ Vương sau đó phái sứ giả mang thư đến nhà Đường có nội dung chỉ trích Minh Hoàng như sau:
Một đế chế vĩ đại (như nhà Đường) phải thể hiện sự chân thành, tại sao Ngài (Minh Hoàng) lại lừa dối chúng tôi? Làm ơn, hãy giết hắn (Đại Môn Nghệ) với yêu cầu cũ của tôi!.— Theo Cựu Đường thư
Năm 733, Quách Anh Kiệt bị quân Khiết Đan giết ở Đô Sơn. Sau đó, Tiết độ sứ Tiết Sở Ngọc dẫn 10.000 quân hợp sức với Hề quốc cùng công đánh Khiết Đan, nhưng quân Hề sợ hãi bỏ trốn. Quân Đường gặp cảnh bất lợi, cuối cùng Anh Kiệt bị giết, hơn 6000 quân còn lại không đầu hàng đều bị Khả Đột Vu giết hại. Khoảng năm 735, Khả Đột Vu bị giết trong cuộc chiến tranh giành quyền lực. Khiết Đan lại xin quy phục nhà Đường, nhưng chỉ trong một thời gian ngắn, lại nổ ra chiến sự. Về nước Đột Kị Thi, một phần lãnh thổ Hãn quốc Hậu Đột Quyết cũ cũng thường cất quân xâm phạm biên giới, nhưng cũng đều bị quân Đường nhanh chóng đẩy lui. Mùa thu năm 735, Đột Kị Thi tấn công vào đất Đình châu song thất bại và phải cầu hòa với nhà Đường.

#### Nội loạn
Năm 721, người châu Lan Trì ở biên cương là Hồ Khang Đãi chiêu tập dân chúng các bộ tộc ít người nổi lên kháng Đường. Tháng 4 ÂL cùng năm công đánh Lục Hồ châu rồi tập hợp 70.000 người đánh tới Hạ châu. Minh Hoàng sang Quách Tri Vận tiến đánh, đến tháng 7 ÂL thì bình định xong. Nhà Đường triệu tập tù trưởng các nơi đến xem tử hình Khang Đãi, để tỏ rõ uy thế. Sang năm 722, dư đảng của Hồ Khang Đãi là Khang Nguyện Tử lại nổi loạn, tự xưng Khã hãn. Minh Hoàng sai Trương Thuyết đi đánh, bình dẹp xong.
Cũng năm đó, Tả Lĩnh quân Quyền Sở Bích cùng Lý Tề Tổn lại nổi loạn chống triều đình, tôn Quyền Lương Sơn làm Quang đế, trá xưng là con trai của Thương Đế Lý Trọng Mậu. Quân nổi loạn hơn 100 người tiến vào cung thành, nhưng bị quân hộ vệ đánh tan, Sở Bích bị chém đầu.
Năm 725, tướng Úy Trì Thiếu Âm hợp mưu với các bộ tộc phương bắc phản loạn, An Tây phó đô hộ là Đỗ Xiêm đem quân đánh dẹp và giết Thiếu Âm. Cùng năm 725, yêu tặc Lưu Định Cao nổi loạn, dẫn quân công đánh cửa Thông Lạc, bị quân triều đình giết chết. Năm 726, có người ở Thái Nguyên tự xưng là hoàng tử con Triệu Lệ phi, nhưng Minh Hoàng không tin, sai giết chết.
Đầu năm 728, Trần Hành Phạm ở Lung Đẳng châu, Hà Du Lỗ ở Quảng châu cùng nhau làm loạn, vây hơn 40 thành. Hành phạm xưng hoàng đế còn Du Lỗ xưng Định Quốc đại tướng quân. Nhà vua sai Dương Tư Úc dẫn quân từ Quê châu và các vùng lân cận đánh dẹp. Tư Úc trảm được 6 vạn quân phản loạn, giết Hành Phạm.

### Văn hoá, khoa học và xã hội

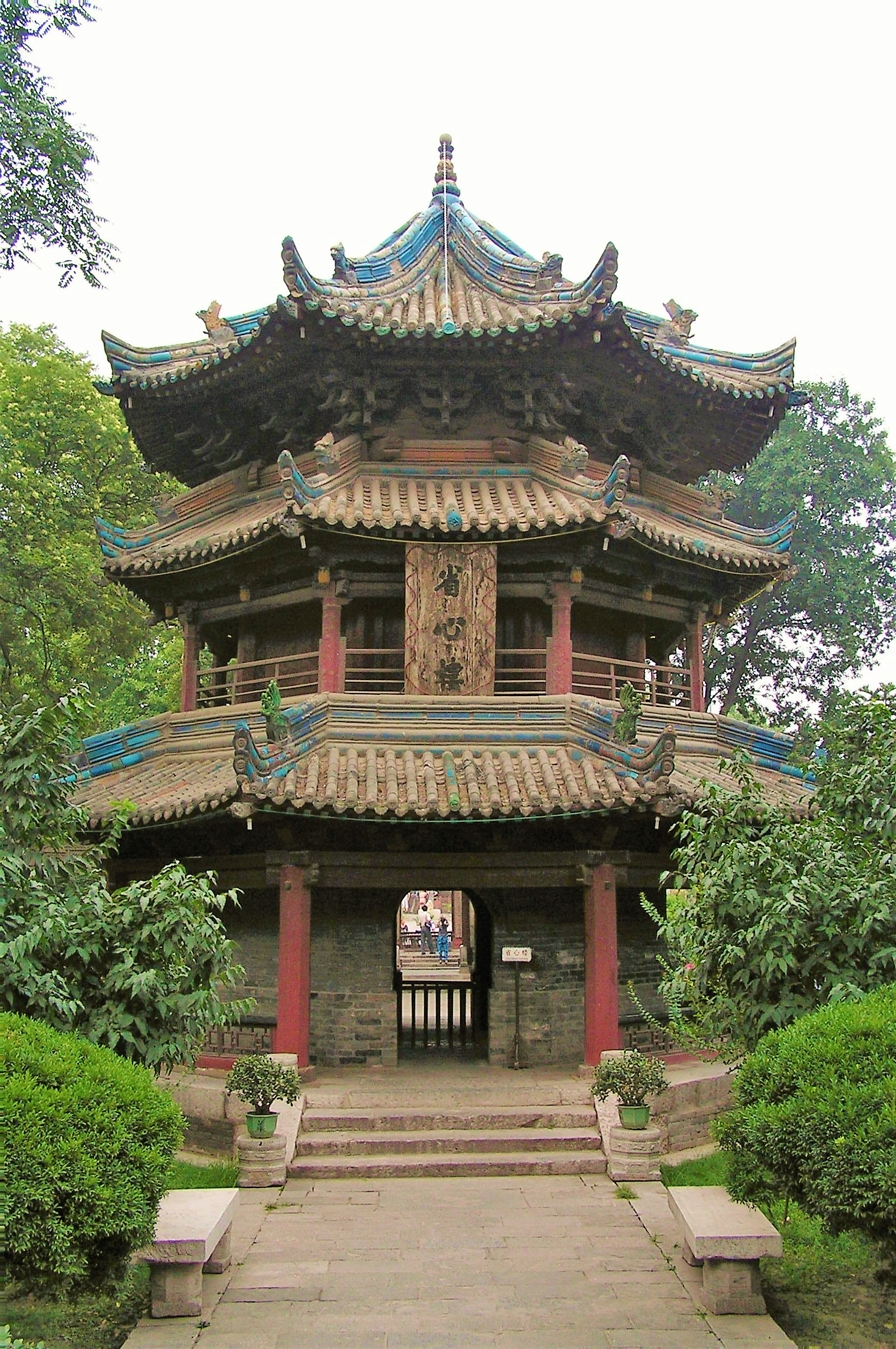
Tây An Đại Thanh chân tự, công trình kiến trúc được xây dựng dưới thời Đường Minh Hoàng

Minh Hoàng từ lúc nhỏ cũng giỏi về âm nhạc. Khi lên ngôi, ông tiếp tục chú ý phát triển các hình thức ca vũ, thường sai thân tín giỏi âm nhạc đến các phường hát chỉ dạy cho nghệ sĩ. Năm 714, ông tuyển hơn 100 nhạc công, sai sáng tác khúc Hoàng Đế lê viên đệ tử, sai cung nữ diễn tập. Sau đó còn tuyển kĩ nữ múa hát vào cung, lập Nghi Xuân Viện, để họ sống ở đó và thường sai biểu diễn ở các hội lễ trong triều..
Từ thời Võ Tắc Thiên và Đường Trung Tông, hoàng đế sùng đạo Phật, người trong nước rủ nhau xuất gia đi tu làm mất nhiều nhân lực cho sản xuất. Trong chùa nhiều nhà sư không biết giữ giới làm mất thanh uy nhà Phật. Tháng 2 năm 714, Minh Hoàng theo lời Diêu Sùng, cho trục xuất hơn 12000 nhà sư khỏi chùa. Ông cũng hạ lệnh cấm quan lại quan hệ mật thiết tăng ni để tránh chuyện nhà sư dính dáng vào triều chính, đồng thời cũng ra lệnh cấm nhân gian chú thích các kinh Phật.
Tể tướng Tống Cảnh dưới thời đảm nhiệm chức vụ cũng không thân thiện với những quan lại mê tín dị đoan, thích việc quỷ thần. Để giảm tình trạng này, ông ta cũng nhiều lần dâng sớ xin bãi miễn nhiều quan lại như vậy lên Minh Hoàng, điển hình là năm 718, Minh Hoàng theo lời Tống Cảnh, bãi chức của hai đại thần Lý Ung và Trịnh Miễn. Còn về dân chúng ở biên cương nhiều lần nổi loạn, nhà vua cho dời dân ở sáu châu Hà Khúc (hầu hết là người Hồ) đến các châu Hứa, Nhữ, Đường, Đặng, Tiên, Dự để dễ bề quản lý.
Ngoài ra ông cũng chú trọng tới việc sưu tầm sách vở. Lúc đầu, ông lập Thư viện Lệ Chánh, chiêu tập nhiều trí thức học giả trong nước đến đàm đạo. Năm 723, có xá nhân Lục Kiên xin miễn việc này vì không có ích gì, nhưng Minh Hoàng nghe theo Trương Thuyết rằng từ xưa khi quốc gia vô sự thì đế vương có thể chú tâm đến sách vở văn học, phát huy điển tịch. Cuối năm 723, Minh Hoàng tổ chức tế nam giao.
Về khoa học, Minh Hoàng cũng chú trọng đến ngành thiên văn. Đặc biệt là vào thời chấp chính của tể tướng Trương Thuyết - một đại thần có sự quan tâm đặc biệt đối với thiên văn học. Năm 724, ông bố trí cho Nam Cung Thuyết, một nhà thiên văn nổi tiếng, thực hiện một cuộc quan sát thiên tượng ở nhiều địa điểm khác nhau trong nước. Nhân ngày sanh nhật của mình vào năm 729, Đường Minh Hoàng triệu các đại thần đến Hoa Ngạc Lâu dự yến. Tại buổi lễ, các đại thần đề nghị nhà vua mỗi năm vào giữa tháng 8 tổ chức Tiết thiên thu. Từ đó, hằng năm người dân đều tổ chức Trung thu, dần đà đây trở thành một lễ hội lớn ở Trung Quốc và các nước lân cận.

### Kinh tế
Đường Minh Hoàng rất chú trọng về việc phát triển kinh tế xã hội. Để nông dân có đất để ăn ở, ông đã thẳng tay trừng trị những bọn địa chủ, quý tộc tham lam dám chiếm đoạt ruộng đất của dân. Đồng thời từ năm 712 đến năm 715, Ông đã triển khai phong trào Kiểm điền quát hộ trong phạm vi cả nước. Hoàng đế bổ nhiệm Võ Văn Dung làm quan khuyến nông khác và quan phụ tá phân công nhau đi đến khắp nơi trong nước để kiểm tra ruộng đất ở đó. Nếu bọn địa chủ có thừa đất thì phải ép chúng cắt một miếng đất cho dân nghèo. Còn những người tá túc trong nhà bọn cường hào thì phải đăng ký hộ tịch. Kết quả là phong trào nói trên đem lại nhiều lợi ích đáng kể, làm cho nhà nước tăng thêm 88 vạn hộ, còn nếu tính thêm tiền của những người tá túc thì nhiều không kể xiết. Để phát triển ngành sản xuất nông nghiệp, Đường Minh Hoàng cho xây dựng những công trình thủy lợi trong cả nước. Tổng số công trình thủy lợi mà Minh Hoàng cho xây dựng đã vượt hơn cả hai thời Đường Cao Tông và Võ Tắc Thiên, chiếm gần một nửa với cả công trình thủy lợi của nhà Đường.
Ở trong cung, Đường Minh Hoàng trong thời kì này chủ trương tiết kiệm, không khuyến khích cung nhân dùng nhiều đồ trang sức xa xỉ. Mùa thu năm 714, ông ra lệnh rằng những đồ dùng thừa trong cung cần được giao cho hữu ti tiêu hủy bớt, chỉ giữ lại một phần đủ dùng. Trong triều, ông cấm quan lại dưới ngũ phẩm dùng các loại trang sức quý phái vương giả, những phẩm trật trên cũng chỉ cho dùng theo một hạn nhất định.
Năm 716, trong nước phát sinh nạn châu chấu phá hoại mùa màng của nông dân. Minh Hoàng theo lời Diêu Sùng, mở chiến dịch lớn tiêu diệt châu chấu, và giành được một số thành công nhất định, đẩy lùi nạn châu chấu và ngăn chặn nguy cơ về một nạn đói có thể xảy đến. Minh Hoàng cũng hạ lệnh cấm phát hành và lưu hành tiền giả trong nước. Lệnh này được ban bố đầu năm 718 theo đề nghị của tể tướng Tống Cảnh. Ngoài ra ông cũng cho xuất 2 vạn tiền trong Thái phủ để bình ổn giá cả trên thị trường. Sang năm 719, ông ra lệnh cho quan lại các phủ tìm kiếm và thiêu hủy những đồng tiền giả.
Sau đó, năm 721, ông còn ra lệnh cho những người dân li tán có thể trở về quê cũ hoặc định cư ở làng mới, nhưng phải đăng ký vào hộ khẩu để triều đình dễ kiểm soát, đồng thời cấp tiền trong ngân khố để giúp họ sinh sống do đó số hộ trong nước tăng lên rõ rệt, đến 800.000 hộ. Đời sống của người dân cũng được nâng cao và dân số cũng gia tăng rõ rệt. Theo thống kê năm 726, trên toàn lãnh thổ Đại Đường có tới 7.069.565 hộ, 41.419.712 người.. Sang năm 732, con số này là 7.861.236 hộ, 45.431.265 người, năm 734 có 8.018.710 hộ, 46.285.161 người và năm 742 là 1528 huyện, 8.525.763 hộ, 48.909.800 người; gấp khoảng 3 lần so với Trinh Quán chi trị của Đường Thái Tông. Nông nghiệp nhân đó cũng phát triển mạnh với những bánh xe nước được phát minh, các công trình đập nước được tu bổ, diện tích khai hoang mở rộng... Thủ công nghiệp cũng có những bước nhảy vọt đáng kể, với những làng nghề dệt tơ ở Định Châu, Ích Châu, Dương Châu, nghề gồm ở Việt Châu, nghề làm giấy ở Tuyền Châu, Ích Châu....

### Trong hậu cung
Sau khi lên ngôi, Đường Minh Hoàng cho lập vợ chánh là Vương thị làm Hoàng hậu. Vương thị lúc trẻ từng hiến kế cho ông dẹp loạn chư Vi. Tuy nhiên về sau Vương hoàng hậu ngày càng già đi, nhan sắc ngày càng suy kém, không còn được sự sủng ái của Minh Hoàng nữa. Bấy giờ đắc sủng là Võ Huệ phi, con gái của Võ Du Chỉ, một người cháu trong họ của Võ Tắc Thiên. Huệ phi sinh được bảy người con trong khi hoàng hậu không con. Võ Huệ phi có mưu đồ chiếm ngôi hoàng hậu, khiến Vương hoàng hậu rất bất bình và tức giận, nhiều lần tố cáo trước mặt nhà vua. Tuy nhiên Minh Hoàng lại đồng ý với Võ Huệ phi, nghe những lời của bà thì càng chán ghét hơn, và cũng muốn phế Vương hoàng hậu. Có một dịp, hoàng hậu nhắc nhở nhà vua rằng thuở còn hàn vi, có lần cha của hoàng hậu đã phải nhào bột làm mì để mừng sinh nhật Minh Hoàng, đến nỗi tay ông ta bị bầm tím cả lên. Nhà vua có tỏ ra xúc động, nhưng không lâu sau thì đâu lại vào đấy.
Năm 722, ông cùng đại thần Khương Kiểu bàn kế hoạch phế hậu, tuy nhiên Khương Kiểu lại tiết lộ việc này tới tai Vương hậu. Trương Gia Trinh, người nắm tướng vị khi đó, là người thân thiết với Vương Thủ Nhất - em trai Vương hoàng hậu; cùng với Đằng vương Lý Kiểu (em rể của hậu) đều dâng thư hỏi lý do lên hoàng đế, ông sinh bực bội với Khương Kiểu, bèn cho đánh Kiểu 60 trượng, đày ra Khâm Châu, Khương Kiểu chết trên đường bị lưu đầy.
Sau vụ Khương Kiểu, Vương hoàng hậu tâm trạng lo lắng sợ bị phế. Sử sách ghi rằng hoàng hậu rất có uy tín với bọn thái giám và cung nữ, nên không ai nói gì về những việc làm tiêu cực của bà. Vì thế nhà vua cũng không có lý do gì thích hợp để phế bà cả, và có lúc đã do dự. Tuy nhiên phía Vương Thủ Nhất lại cùng với đạo sĩ Minh Ngộ làm lễ cúng Nam Tào và Bắc Đẩu, và đưa cho hoàng hậu đeo một miếng ngọc bội làm bằng gỗ khắc hình trời đất và tên húy của Minh Hoàng, với ý cầu cho hậu có con và sẽ được như Võ Tắc Thiên lúc xưa. Năm 724, sự việc bị phát giác, Minh Hoàng xuống chiếu phế Vương Hoàng hậu làm thứ nhân, biếm Thủ Nhất bị biếm khỏi triều đình, sau ép tự tử. Cựu tể tướng Trương Gia Trinh cũng bị nghi ngờ có thông đồng với Hoàng hậu, nên cũng bị biếm làm Thứ sử Thái Châu Tháng sau Vương thứ nhân chết, trong cung nhiều người khóc thương. Minh Hoàng cũng cảm thấy hối hận, bèn an táng bà theo nghi lễ dành cho nhất phẩm. Năm 762, dưới thời Đường Đại Tông (cháu nội của Đường Minh Hoàng), Vương thị được truy tặng lại làm hoàng hậu, song không có thụy hiệu.
Sau cái chết của Vương hoàng hậu, Võ Huệ phi trở thành người nắm giữ nhiều quyền lực nhất trong hậu cung. Năm 726, hoàng đế đem ý muốn lập bà ta làm hoàng hậu nói với quần thần, nhưng quần thần cho rằng thái tử Lý Hồng không phải con đẻ của Huệ phi, sợ về sau Huệ phi mà chính vị trung cung sẽ đe dọa đến ngôi thái tử của Lý Hồng, hơn nữa Võ Huệ phi cũng là cháu của Võ Tắc Thiên. Minh Hoàng không cưỡng lại được, đành chấp nhận, nhưng ông cũng dành cho Võ Huệ phi nghi trượng và đồ dùng giống hệt hoàng hậu để an ủi.

## Cuối Khai Nguyên và Thiên Bảo: mầm mống loạn lạc

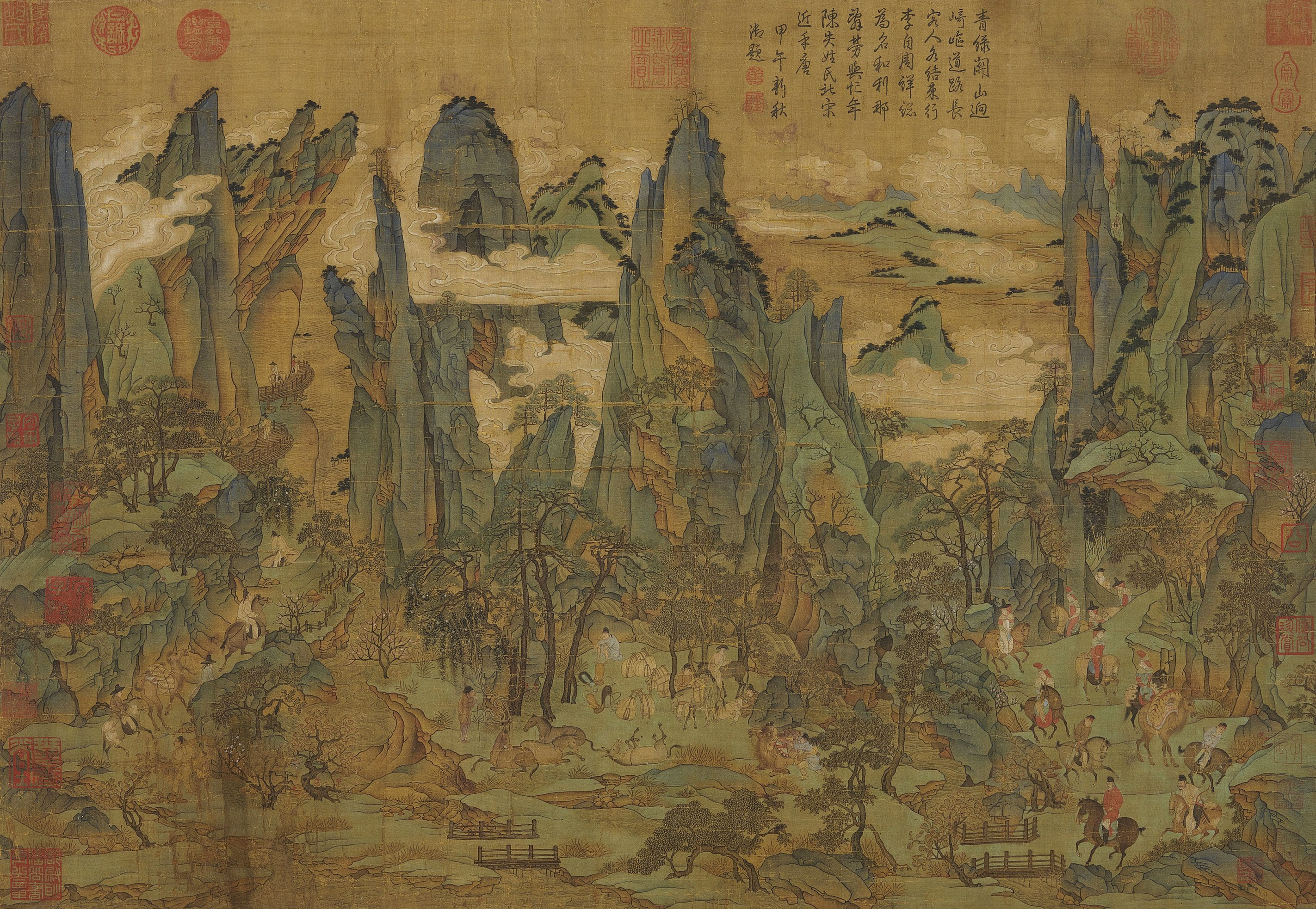
Đường Minh Hoàng đến đất Thục, tranh vẽ vào thế kỉ VIII, được tái họa vào thế kỉ XI

Từ cuối đời Khai Nguyên, Minh Hoàng lao vào ăn chơi xa xỉ, lại sủng ái Quý phi Dương Thái Chân mà bỏ bê chánh sự, mầm mống của sự diệt vong dần xuất hiện. Để có chi phí cho chiến tranh, nhà Đường lại tăng mức sưu thuế mà nhân dân phải đóng góp, lại thêm nạn tham quan, nên đời sống nhân dân khổ cực hơn. Chính trị xuống dốc, gian thần Lý Lâm Phủ được trọng dụng, ngăn chặn đường tiến thân của kẻ sĩ, ý đồ độc chiếm triều đình. Bên ngoài, chính sách trong nặng ngoài nhẹ của Lý Lâm Phủ góp phần giúp cho thế lực ngoại tộc phát triển, An Lộc Sơn (người Đột Quyết) có thế lực ở Đông Bắc, phát triển thế lực, đến năm 755 phản Đường, gây ra Loạn An Sử. Nhà Đường do đó mà suýt nữa bị diệt vong.

### Đuổi trung thần, dùng gian thần
Thị lang bộ binh Lý Lâm Phủ là người giảo hoạt, xu nịnh. Hắn ta mua chuộc các hoạn quan và tì nữ thân cận của Minh Hoàng để biết được các hoạt động và sở thích của Minh Hoàng, lại kết giao với Võ Huệ phi, hứa giúp con bà ta là Thọ vương Lý Mạo làm Hoàng thái tử. Do đó Huệ phi tín nhiệm Lâm Phủ, nhiều lần tiến cử hắn lên Minh Hoàng. Tháng 4 năm 734, hắn được phong làm Lễ bộ thượng thư. Sang tháng 6, nhà vua phong Bùi Quang Đình làm Thị trung, Trương Cửu Linh làm Trung thư lệnh, Lâm Phủ làm Đồng trung thư môn hạ tam phẩm. Ba người trở thành ba tể tướng trong triều.
Cũng năm đó, hoàng đế thấy Trương Thủ Khuê có nhiều công trạng, muốn phong làm Tể tướng, nhưng Trương Cửu Linh lo sợ mất quyền lực, bèn thuyết phục ông bỏ ý định. Dù vậy, Trương Thủ Khuê cũng được thăng lên các chức vụ cao trong triều. Từ năm 736, nhà vua ngày càng tỏ ra không còn tha thiết với việc chánh sự, và bắt đầu trở nên lãng phí và thích tiêu khiển. Trương Cửu Linh nhiều lần khuyên gián, khiến ông không vừa ý và từ đó Cửu Linh dần bị thất sủng. Hơn nữa, Cửu Linh ủng hộ thái tử Lý Anh, trong khi Lý Lâm Phủ đứng về phe Thọ vương Lý Mạo (con trai của Võ Huệ phi). Năm 736, Lý Lâm Phủ bày mưu khiến Minh Hoàng tin rằng Trương Cửu Linh và Bùi Diên Linh kết bè kết đảng trong triều, khiến hai ông này bị bãi chức. Lâm Phủ đưa Ngưu Tiên Khách là người cùng phe cánh vào triều, để củng cố quyền lực. Mùa hạ năm năm 737, Giám sát ngự sử Chu Tử Lượng phát hiện Ngưu Tiên Khách là kẻ bất tài, đưa bằng chứng lên Minh Hoàng. Nhưng hoàng đế đã bị Lý Lâm Phủ làm mờ mắt, chẳng những không nghe mà còn biếm chức Tử Lương, đánh trượng và đày sang Nhương châu. Lý Lâm Phủ nhân đó tố cáo rằng Chu Tử Lượng là do Trương Cửu Linh tiến cử, do đó Cửu Linh bị bãi chức Tể tướng, đày sang Kinh châu. Trong khoảng 15 năm tiếp theo, Lý Lâm Phủ độc chưởng quyền hành, và dùng nhiều thủ đoạn để có thể giữ được quyền lực, bao gồm cả việc nói xấu những người tài năng có khả năng đe dọa vị trí của mình, và tìm cách ngăn chặn những công văn nói xấu mình tới tai hoàng đế. Không khí tự do trong triều đình những năm đầu Khai Nguyên đến đây đã không còn nữa. Điều này thường được các nhà sử học truyền thống xem là bước ngoặt trong thời đại của Minh Hoàng, chấm dứt một thời kỳ hoàng kim trong lịch sử, mở ra một thời kỳ suy thoái. Nhận xét của Tư Mã Quang trong Tư trị thông giám
| “ | Trong số các tể thần mà Thượng ủy thác từ sau khi ông lên ngôi, Diêu Sùng hành xử mềm dẻo, Tống Cảnh thượng tôn pháp luật, Trương Gia Trinh có khả năng quản lý hành chính, Trương Thuyết có tài văn học, Lý Nguyên Hoành, Đỗ Xiêm và Trương Cửu Linh được cái trung thực. Tất cả bọn họ đều có ưu điểm riêng. Tuy nhiên, sau khi Trương Cửu Linh bị giáng chức, mọi người trong triều chỉ lo khư khư giữ ghế, và những lời nói trung thực không còn có chỗ đứng trong triều đình. | ” |

### Một lúc giết ba con
Tiếp đó đầu năm 737, Lý Lâm Phủ bày kế hãm hại thái tử Lý Anh. Gian thần Dương Hồi căm ghét Thái tử Lý Anh cùng Ngạc vương Lý Dao, Quang vương Lý Cư. Hắn ta tố cáo rằng thái tử liên kết với anh vợ Tiết Tố Tiềm có mưu đồ đại sự. Còn Lý Lâm Phủ giả vờ không dám bàn tới việc này. Từ lúc Trương Cửu Linh bị bãi chức, thái tử Lý Anh mất đi chỗ dựa, đến đó khi bị gièm pha, thái tử không sao giải thích được. Minh Hoàng bèn ra lệnh đày ba người con Lý Anh, Lý Dao, Lý Cư làm thứ nhân, đày đến Nhương châu, không lâu sau, đích thân ông ra lệnh ép ba hoàng tử phải tự sát ở Lam Điền.
Lý Lâm Phủ sau đó được phong làm Tấn quốc công, Ngưu Tiên Khách làm Bân quốc công. Hai người này muốn đưa Thọ vương Lý Mạo, hoàng tử thứ 18, con của Võ Huệ phi làm thái tử, nhưng nhà vua do dự, chần chừ gần 1 năm không quyết định được. Đến năm 738, hoạn quan Cao Lực Sĩ lên tiếng khuyên ông nên lập con trưởng, do đó đến tháng 6 cùng năm, Minh Hoàng lập người con trai lớn tuổi nhất còn sống là Trung vương Lý Dư làm Thái tử, sau đó đổi tên thành Lý Thiệu rồi Lý Hanh.
Tháng 1 năm 738, Võ Huệ phi mất, Minh Hoàng vô cùng xót thương, bèn truy phong bà ta làm Trinh Thuận hoàng hậu. Sử sách ghi nhận rằng Đường Minh Hoàng đã buộc hơn 4 vạn người phụ nữ vào cung để phục vụ cho ông, nhiều hơn bất kỳ nhà Đường hoàng đế nào khác. Nhiều người trong số họ đến năm 60 tuổi vẫn không được cho phép xuất khỏi cung.

### Lý Lâm Phủ lộng quyền
Tháng 2 năm 739, Lý Lâm Phủ được phong làm Thượng thư bộ Lại, Trung thư lệnh. Từ đó hắn trở thành người nắm quyền lực cao nhất trong triều. Có chức Tể tướng, Lý Lâm Phủ tìm mọi cách để củng cố chức vị của mình, dùng thủ đoạn ngăn chặn đường tiến thân của hiền sĩ. Năm 740, Minh Hoàng bất ngờ bãi Ngưu Tiên Khách khỏi triều đình, đày đến Sóc Phương mà không rõ lý do tại sao, nhưng sau lại sử dụng trở lại. Sang đầu năm 742, ông cho đổi niên hiệu Khai Nguyên thứ 30 thành Thiên Bảo nguyên niên.
Ngày 5 tháng 1 năm 742, trưởng huynh của Minh Hoàng là Ninh vương Lý Thành Khí (đổi tên thành Lý Hiến từ năm 716) qua đời. Minh Hoàng vì ngày xưa Ninh vương nhường lại đế vị cho mình, nên đối với Vương luôn dành nhiều sự tôn trọng; đến đây thì truy tôn là Nhượng hoàng đế, táng ở Huệ lăng theo nghi lễ dành cho thiên tử, vợ là Nguyên thị là Cung hoàng hậu. Mùa thu năm đó, Ngưu Tiên Khách chết, nhà vua dùng một thành viên trong tông thất Lý gia là Lý Thích Chi được đảm nhiệm ngôi Tả thừa tướng.
Năm 743, Minh Hoàng muốn phong cho Dương Thận Căng làm Ngự sử trung thừa, nhưng Dương Thận Căng sợ Lý Lâm Phủ sẽ hãm hại nên không dám nhận. Từ đó, các đại thần hầu hết sợ uy Lý Lâm Phủ, việc gì cũng nghe theo hắn, không còn ai dám can ngăn thẳng thắn nữa. Nền chính trị tốt đẹp thời Khai Nguyên đã trở thành quá khứ. Đầu năm 745, do thấy Minh Hoàng trọng dụng Thượng thư bộ Hộ Bùi Khoan Tố, Lý Lâm Phủ lo sợ chức Tể tướng bị lung lay, bèn gièm pha Khoan Tố. Do đó Khoan Tố bị đày đến Tuy Dương.
Tuy nhiên Lý Lâm Phủ cũng gặp phải sự chống đối từ Lý Thích Chi, một tể tướng khác. Đến giữa năm 746, anh của thái tử phi Vi thị là Vi Kiên bị Lý Lâm Phủ mưu hại. Tương tác thiếu tượng Vi Lâm cùng Binh bộ ngoại lang Vi Chi mượn lời của thái tử Lý Hanh xin tha cho Vi Kiên. Minh Hoàng rất tức giận còn Lý Hanh rất lo sợ, bèn xin ly hôn với Thái tử phi Vi thị. Sau đó nhiều thành viên trong gia tộc họ Vi bị lưu đày xuống phương nam. Nhân đó Lý Lâm Phủ tố cáo cả Lý Thích Chi có liên hệ với họ Vi. Do đó Lý Thích Chi bị bãi chức, giáng làm Thái thú Nghi Xuân. Các đại thần khác như Vi Bân, Bùi Khoan, Lý Tề Vật,... tổng cộng hơn 10 người bị đuổi khỏi triều đình, riêng Vi Kiến, Lý Ung và Bùi Đôn Phục bị xử tử. Thay thế tướng vị bỏ trống của Lý Thích Chi là Trần Hy Liệt, người được Minh Hoàng cất nhắc chỉ bởi vì thông hiểu Đạo Giáo và các phép phù thủy. Sang năm 747, Hoàng Phủ Duy Minh cùng bốn anh em họ Vi bị ban chết. Lý Thích Chi, Vương Cư - những người theo Minh Hoàng từ thời còn công chúa Thái Bình - sợ hãi, đều uống rượu độc tự tử. Con Lý Thích Chi là Lý Thích Nghiêng đem thi hài cha về Trường An, cũng bị Lý Lâm Phủ tố cáo và bị đánh cho tới chết.
Cùng năm đó, Minh Hoàng muốn tìm người tài giỏi trong nước ra phục vụ cho triều đình. Lý Lâm Phủ rất lo sợ, bèn nghĩ kế xin Minh Hoàng rằng nếu như có nhiều người ứng tuyển làm quan thì sẽ khó xem xét hết được, nên chia làm hai vòng, sau khi khảo sát kẻ sĩ trong một địa phương rồi mới chọn những người giỏi lên cho triều đình xem xét và bổ dụng. Kết quả Lý Lâm Phủ uy hiếp quan lại địa phương, nên không có sĩ tử nào vượt qua vòng khảo thí ở quận huyện. Lâm Phủ bèn chúc mừng nhà vua rằng nhân tài trong thiên hạ đã về phục vụ triều đình hết rồi, nên trong nhân gian không còn sót một ai nữa. Mùa hạ năm 749, Thái thú Hàm Ninh Triệu Phụng Chương dâng sớ kể 20 tội lớn của Lý Lâm Phủ. Lâm Phủ tức giận, bèn gièm pha Phụng Chương với nhà vua rồi sai triệu ông ta vào cung, đánh cho tới chết.

### Sách lập Dương Quý phi

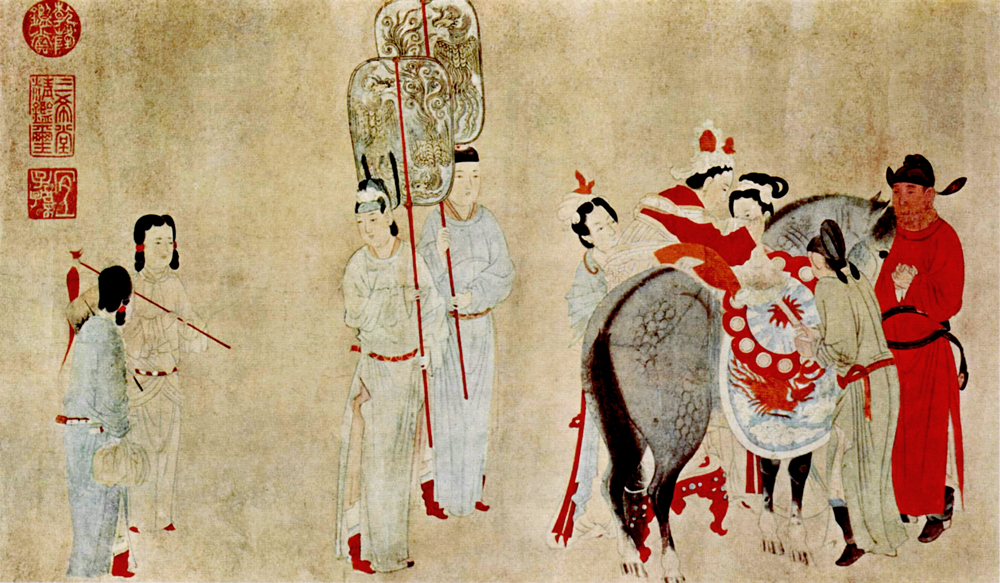
Tranh vẽ Dương Quý Phi tập cưỡi một con ngựa của Tiền Tuyển thời Nam Tống

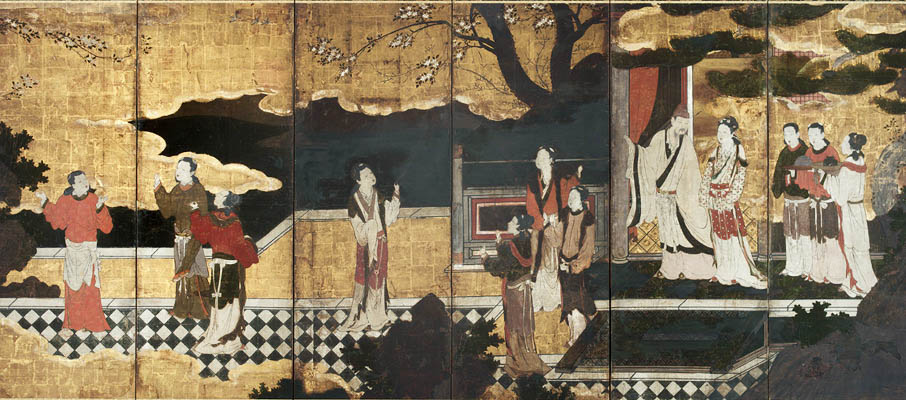
Đường Minh Hoàng và Dương quý phi cùng những người khách mời đi dạo vườn ngự uyển, tranh vẽ của họa sĩ người Nhật Kanō Eitoku (1543 - 1590).

Từ sau cái chết của Võ Huệ phi, Minh Hoàng trở nên buồn rầu không vui. Đến khi ông gặp được Thọ vương phi là Dương Ngọc Hoàn, vợ Lý Mạo, thấy Ngọc Hoàn có sắc đẹp, bèn bắt cô ta làm nữ quan trong cung, rồi đem Vi Chiêu Huấn cho Lý Mạo làm vương phi. Ngọc Hoàn được ban pháp hiệu Thái Chân. Thái Chân pháp sư chẳng những đẹp mà còn giỏi về âm luật. Năm 745, Minh Hoàng đưa bà ta vào cung, và hết mực sủng ái, người trong cung đều gọi là Nương tử. Nghi phục Minh Hoàng dành cho bà ta cũng chẳng khác gì hoàng hậu.. Khi đó Đường Minh Hoàng đã 60 tuổi, còn Dương Thái Chân chỉ mới có 27.
Mùa thu năm 746, Minh Hoàng phong Dương Thái Chân làm Quý phi, truy tặng cha Quý phi Dương Huyền Diễm làm Binh Bộ thượng thư, thúc phụ Huyền Khuê làm Quang Lộc Khanh, anh họ Quý phi là Dương Tiêm được phong làm Điện trung thiếu giám. Từ đó, Dương quý phi trở thành người được Minh Hoàng yêu quý nhất và nắm quyền trong hậu cung. Người hầu hạ trong viện của Quý phi có đến hơn 100. Các đại thần bên ngoài muốn được hoàng đế trọng dụng đều chủ động dâng lễ vật quý cho Quý phi. Nhiều người được thăng tiến bằng con đường này. Trong hậu cung, từ khi Dương Quý phi xuất hiện thì các phi tần khác đều rất khó được ân hạnh nữa. Hoàng đế gặp Dương Quý phi lúc tuổi đã ngoài 50, cơ thể suy nhược vì trải qua những thú vui sắc dục thái quá. Hoàng đế nhờ An Lộc Sơn dâng một thứ linh đan gọi là "Trợ tình hoa" giúp có nhiều sức khỏe để được hòa hợp vui say cùng Dương Quý phi. Để làm vui lòng quý phi, Minh Hoàng không tiếc tốn kém bao nhiêu tiền của. Bấy giờ núi Ly Sơn có cung Ôn Tuyền nằm gần một suối nước nóng. Năm 747, nhà vua cho sửa chữa cung Ôn Tuyền và đổi tên là Hoa Thanh cung. Mỗi năm, cứ đến mùa đông, ông lại cùng Quý phi đến đấy nghỉ và ngắm nàng tắm ở con suối này.
Mùa đông năm 748, ba người anh của Dương Quý phi là Dương Quốc Trung, Dương Tiêm, Dương Kĩ ngày càng trở nên giàu có; mà ba người chị của Quý phi làm Thôi thị, Bùi thị, Liễu thị cũng được phong làm Hàn quốc, Quắc quốc và Tần quốc phu nhân. Ba người này đều có nhan sắc, cũng được Minh Hoàng yêu mến, trở thành những người giàu có bậc nhất trong thành Trường An. Thấy chỉ nhờ một Dương quý phi mà khiến cả gia tộc được hậu ái đến cùng cực, người Trung Hoa thời kì đó lại thích sinh con gái hơn là con trai.
Dương Quý phi tuy có nhan sắc nhưng tính nết ương ngạnh, nhiều lần đắc tội và xung đột với Minh Hoàng. Tháng 3, năm 750, sau một lần xung đột, Quý phi bị đuổi khỏi cung. Nhưng có hoạn quan Cao Lực Sĩ cầu xin cho Quý phi, do đó nhà vua lại hối hận, sai Lực Sĩ đến thăm, Quý phi cắt tóc gửi về dâng vua. Vua trông thấy mà xúc động quá, lại vời Quý phi về và sủng ái hơn trước.

### Quân sự và ngoại giao

Lãnh thổ Đại Đường năm 742

Trong khi đó ở bán đảo Triều Tiên, nhà Đường dần để mất ưu thế vào tay Vương quốc Tân La. Trong nỗ lực kiềm chế tham vọng của vương quốc Bột Hải, nhà Đường đã chấp nhận yêu cầu của Tân La (đời Tân La Thánh Đức vương) là bố trí quân đội Tân La ở Hwanghae và sông Đại Đồng vào năm 735. Điều đó chứng tỏ rằng nhà Đường đã chính thức trao cho Tân La vùng lãnh thổ phía nam sông Đại Đồng, vùng đất được nhà Đường quản lý ít nhất là từ thế kỷ 7 trong các chiến dịch của họ với Tân La nhằm đánh bại Cao Câu Ly. Một biểu hiện cải thiện quan hệ giữa Tân La với nhà Đường.
Bối cảnh bất lợi về chiến lược bắt đầu chuyển sang vương quốc Bột Hải vào năm 734 – 735, khi thủ lĩnh người Khiết Đan là Khả hãn Khuất Liệt, Khả hãn Lý Qua Chiết và Khả Đột Vu và đồng minh Hãn quốc Hậu Đột Quyết (các đời Bì Gia Khả hãn A Sử Na Mặc Cức Liên, Y Nhiên Khả hãn A Sử Na Y Nhiên) của Khả Đột Vu bị quân đội nhà Đường đánh bại. Ngoài ra, một lực lượng gồm 5.000 kỵ binh Khố Mạc Hề (Kumo Xi) đã đầu hàng nhà Đường. Sự thất bại của người Khiết Đan và người Đột Quyết trước nhà Đường, và sự phục tùng của Khố Mạc Hề với nhà Đường đã loại bỏ vùng đệm đã hình thành giữa vương quốc Bột Hải và nhà Đường. Cảm nhận được sự thay đổi trong diễn biến chiến lược, Bột Hải Vũ Vương quyết định cầu hòa với nhà Đường. Hai nước Bột Hải và nhà Đường đã ký hòa ước, với điều kiện Bột Hải phải cống nạp cho nhà Đường.
Tháng 2 năm 737 một sứ thần nhà Đường đến Tân La để sắc phong cho người kế vị của vua Tân La Thánh Đức vương là vua Tân La Hiếu Thành vương) làm quốc vương Tân La, và được xác nhận rằng vua Tân La Thánh Đức vương thực tế đã mất vào năm 736.
Cùng năm 737, các thủy thủ và thường dân nhà Đường bị giam giữ ở Bột Hải từ năm 732 được Bột Hải Vũ Vương cho hồi hương về lại nhà Đường (đời vua Đường Huyền Tông). Trong năm 737 Bột Hải Vũ Vương (Đại Vũ Nghệ) qua đời. Con trai thứ ba của ông ta là Đại Khâm Mậu (Dae Heummu) lên kế vị, tức là vua Bột Hải Văn Vương. Vua Bột Hải Văn Vương của vương quốc Bột Hải cũng thiết lập quan hệ ngoại giao với nhà Đường.
Cuối năm 737, ở nước Đột Kị Thi (vốn bị chia rẽ thành hai phái Hoàng và Hắc) tù trưởng Mạc Hạ Đạt Can giết Khã hãn Tô Lộc. Tướng Đô Ma Độ, đồng minh cũ của Mạc Hạ Đạt Can là Đô Ma Độ chống lại ông ta, lập Cốt Xuyết là Thổ Hỏa Tiên Khả hãn, phân tranh với Mạc Hạ Đạt Can. Mạc Hạ Đạt Can sai người đến cầu viện Thích Tây Tiết độ sử Cái Gia Vận. Minh Hoàng được tin, sai Gia Vận dẫn quân công đánh Đột Kị Thi. Thổ Hỏa Tiên và Đô Ma Đô chiếm cứ thành Toái Diệp, cùng Hắc Tính Khã hãn Nhĩ Vi Đặc Lặc cát cứ ở thành La Tư bèn liên kết với nhau kháng Đường.
Năm 738, một đoàn sứ giả từ vương quốc Bột Hải (đời vua Bột Hải Văn Vương) đã yêu cầu nhà Đường thực hiện các quy tắc nghi lễ và lịch sử triều đại trong một cử chỉ mang tính biểu tượng hướng tới hòa bình giữa Bột Hải và nhà Đường. Đồng thời, rắc rối với Thổ Phiên ở phía tây đã buộc nhà Đường phải rút toàn bộ lực lượng quân sự khỏi mảnh đất Cao Câu Ly cũ và áp dụng thế phòng thủ trước Bột Hải (trước đó nhà Đường luôn áp dụng thế tấn công trước Bột Hải). Vua Bột Hải Văn Vương cử nhiều du sinh sang nhà Đường để học tập (giống như nước Tân La đang làm) và nhiều người thậm chí đã vượt qua kỳ thi khoa cử của Trung Quốc. mở rộng ảnh hưởng của Phật giáo và Nho giáo tại Bột Hải. Bột Hải đã tích cực tiếp nhận văn hóa và hệ thống chính trị của nhà Đường tại Trung Quốc. Các nghiên cứu khảo cổ về cách bố trí của các thành phố Bột Hải đã đưa ra kết luận rằng chúng có chức năng tương tự như các thành phố Cao Câu Ly, đồng thời cũng cho thấy Bột Hải có duy trì sự tương dồng văn hóa với nhà Đường sau khi được thành lập.
Giứa năm 738, tướng Đỗ Hi Vọng đem quân tiến công Thổ Phiên, đoạt được đất Hà Kiều. Thổ Phiên cử 30.000 quân chống trả. Đỗ Hi Vọng vì binh ít lương thiếu, không thể chống lại Thổ Phiên. Nhưng khi đó có tả Uy vệ lang tướng Vương Trung Tự tự đem quân ra ứng chiến trước, giết hơn 100 quân, Hi Vọng nhân đó thừa cơ tập kích, Thổ Phiên bị đại bại. Không bao lâu sau, Minh Hoàng phong cho vua Nam Chiếu Mông Bì La Các làm Vân Nam vương. Mông Bì La Các tuy nhận tước phong của nhà Đường, kỳ thực chính là một vương quốc độc lập. Nước Nam Chiếu sau đó thu phục nhiều bộ lạc Nam Man, dần trở nên lớn mạnh và trở thành mối đe dọa mới ở biên cương nhà Đường.
Mùa thu năm 739, Khả hãn Thổ Hỏa Tiên bị Cái Gia Vận bắt sống. Sau đó Cái Gia Vận đánh thành La Tư, bắt sống Hắc Tính Khả Hãn Nhĩ Vi, bắt hơn 10.000 người đem về. Do đó thế lực của nhà Đường càng lớn mạnh. Năm 740, Cái Gia Vận bắt Thổ Hỏa Tiên về Trường An, Minh Hoàng hạ lệnh xá tội, phong làm Kim Ngô tướng quân. Sau đó ông phong cho A Sử Na Hân làm Thập tính Khả hãn, cai trị phương bắc. Minh Hoàng còn muốn thăng chức cho Cái Gia Vận, nhưng sau đó nghe theo tể tướng Bùi Diệu Khanh, cho rằng Gia Vận không có công, bèn không phong thưởng nữa. Mạc Hạ Đạt Can thất A Sử Na Hân làm Khả hãn, tức giận khởi binh. Minh Hoàng sai Cái Gia Vận tìm cách chiêu dụ và phong Mạc Hạ Đạt Can làm Khả hãn. Mạc Hạ Đạt Can bèn quy hàng, đến tháng 6 năm 742 thì giết A Sử Na Hân. Cùng năm đó, Minh Hoàng phong cho Đô Ma Độ làm Tam tính diệp hộ.
Thổ Phiên ngày càng lớn mạnh, liên tục dẫn quân công phá biên giới. Lúc này nhà Đường đã mệt mỏi vì chiến tranh, do đó Thổ Phiên càng xâm lấn nhiều hơn. Tuy quân Đường đánh dẹp được, nhưng quốc lực cũng bị tổn hao rất nhiều. Những năm cuối đời Đường Minh Hoàng, Thổ Phiên lại trở thành mối đe dọa thực sự của nhà Đường.
Mùa hạ năm 741, 140.000 quân Thổ Phiên rầm rộ kéo sang đất Thanh Hải nhà Đường. Tướng Tang Hi Dịch dẫn 5000 quân kích phá thành công, buộc Thổ Phiên rút lui. Sang tháng 7 cùng năm, nước Đột Quyết sinh ra nội loạn của Cốt Đốt Diệp Hộ, nhà vua sai Tả Võ Lâm tướng Tôn Lão Nô liên kết với Hồi Hột và Cát La Lộc chờ thời cơ công đánh.
Cùng năm 741 bộ lạc Đạt Hề khởi binh chống triều đình. Minh Hoàng sai Tiết độ sứ Phu Mông Linh Sát đi đánh. Phu Mông Linh Sát sai Cao Tiên Chi mang 2000 quân ra cự. Quân Đạt Hề hành quân xa, mệt mỏi, chưa muốn giao chiến. Cao Tiên Chi chủ động ra quân đánh bại quân Đạt Hề. Phong Thường Thanh ngồi trong trướng viết tin báo thắng trận, tường thuật tỉ mỉ tình hình mặt trận, mưu kế đánh thắng địch ra sao. Những gì Cao Tiên Chi định nói, Phong Thường Thanh tự viết thay lại hết khiến Cao Tiên Chi cũng cảm thấy bất ngờ. Thắng trận trở về, Phong Thường Thanh được mọi người kính nể, được Minh Hoàng phong làm Địa hạ tuất chủ Lũy châu.
Sang niên hiệu Thiên Bảo (742-756) thời Minh Hoàng, tộc Thổ Phiên gả con gái cho vua nước Tiểu Bột Luật, xúi giục nước Tiểu Bột Luật tấn công nhà Đường. Từ đó, tộc Thổ Phiên khống chế hơn 20 nước phía tây bắc nhà Đường. Nhà Đường ra quân nhiều lần đánh không thắng được.
Cùng năm 743, quân Đường do Hoàng Phủ Duy Minh chỉ huy đánh bại Thổ Phiên ở thành Hồng Tế. Cùng năm 743, Minh Hoàng dời nhiệm sở của An Đông đô hộ phủ từ Bình Châu (nay là Lư Long, Hà Bắc, Trung Quốc) sang Liêu Tây Cổ Thành, tương ứng với Doanh Châu, đồng thời gọi An Đông phó Đại đô hộ Cổ Tuần (贾循) từ Bình Châu sang Liêu Tây Cổ Thành (đến khi An Lộc Sơn nổi dậy năm 756 thì An Đông đô hộ phủ chánh thức bị bãi bỏ).
Sang mùa hạ năm 744, Hà Tây Tiết độ sứ Mông Linh giết chết Mạc Hạ Đạt Can. Minh Hoàng bèn phong cho Cốt Đốt Lộc Bì Già làm Thập tính Khả hãn ở Đột Kị Thi.
Mùa thu năm 744, Bạt Tất Mật Công giết chết Khả hãn Ô Tô của Đột Quyết, dâng thủ cấp đến Trường An. Vương Trung Tự bèn nhân đó công đánh Đột Quyết, liên quân với Hồi Hột và Cát La Lộc, giết được Mật Hiết Điệt Y Khả hãn. Vua Hồi Hột là Cốt Lực Bùi La cũng nhân đó tự xưng Già Khuyết Khả hãn, triều đình nhà Đường công nhận ông ta. Từ đó Đột Quyết diệt vong, lãnh thổ cũ thuộc về Hồi Hột. Trong thời gian này, Hồi Hột chủ trương thần phục nhà Đường.
Năm 745 Minh Hoàng ban cho Nam Chiếu (đời vua Mông Bì La Các) 2 bộ nhạc của người Hồ.
Năm 747, do Thổ Phiên bỏ việc triều cống, Minh Hoàng sai tướng Đường gốc Cao Câu Ly là Cao Tiên Chi làm Tiết độ sứ hành doanh, đem 1 vạn quân kỵ thảo phạt Thổ Phiên. Cao Tiên Chi dẫn quân Đường vượt núi Bá Mật, tấn công hạ được đồn Liên Vân của Thổ Phiên. Từ núi Việt Hưng Đô Khố Thập trên đỉnh Thản Câu, Cao Tiên Chi đánh thẳng xuống sườn núi, giành thắng lợi, thu lại hơn 40 dặm đất cho nhà Đường, đại thắng được quân Thổ Phiên. Sau đó tướng Ca Thư Hàn được Minh Hoàng bố trí lãnh quân chống Thổ Phiên. Tháng 8 năm đó, Cao Tiên Chi mở cuộc tấn công ồ ạt, quét sạch quân Tiểu Bột Luật khiến uy danh của ông ta vang khắp vùng phía tây. Minh Hoàng xét công bèn phong Cao Tiên Chi làm Tiết độ sứ 4 trấn Tây An.
Năm 748, Ca Thư Hàn nhiều lần đánh bại Thổ Phiên, khiến họ không dám vượt qua vùng Thanh Hải. Cùng năm 748, nhà Đường phong Mông Các La Phượng làm Vân Nam vương (雲南王). Có sự giúp sức của nhà Đường, Mông Các La Phượng khống chế và thâu tóm chính quyền các bộ tộc của Thoán Thị (爨氏) và chiếm hầu hết khu vực Vân Nam.
Đến năm 750, Cao Tiên Chi (người Cao Câu Ly) suất quân Đường đi diệt nước Khiết Sư, bắt vua Bột Đặc Một. Do vậy uy thế của nhà Đường mở rộng hơn về phía tây. Cao Tiên Chi giả cách hòa hoãn với một quốc gia phía tây là nước Thạch. Sau đó, nhân lúc họ không phòng bị, Cao Tiên Chi mở một cuộc tấn công bất ngờ, giành được thắng lợi. Ông ta thu lấy rất nhiều vàng bạc châu báu của họ khiến nhiều nước phía tây bất bình.
Vân Nam vương Mông Các La Phượng vì không chịu hối lộ cho thái thú Vân Nam Trương Kiền Đà, và Kiền Đà gièm pha với Minh Hoàng rằng Nam Chiếu có ý gây sự. Do đó Mông Các La Phượng tức giận, cùng năm 750, dẫn quân đánh Vân Nam, giết được Trương Kiền Đà, chiếm 32 châu ở Vân Nam, chính thức phản lại nhà Đường. Nghe tin, Tể tướng nhà Đường là Dương Quốc Trung phái Thiền Vu Trọng Thông đem quân đội đến Nhung Châu, Tây Châu, chia ra 3 đường tiến binh chống lại Mông Các La Phượng. Tháng 4 năm 750, quân Đường do Tiết độ sứ Kiếm Nam Tiên Vu Trọng Thông ra quân thảo phạt Mông Các La Phượng, song bị thua một trận lớn ở Lô Nam. Minh Hoàng sau đó lại cử 80.000 quân, phân hai đường, tiến đánh Mông Các La Phượng. Mông Các La Phượng nhanh chóng phái sứ giả giảng hòa, nhưng Thiền Vu Trọng Thông không chấp nhận, tiếp tục tiến binh. Thế là Mông Các La Phượng bí bách xin Thổ Phồn cứu giúp.
Tuy nhiên đến năm 751, nhà Đường phải chịu thất bại lớn ở Hạ Quan trước quân đội của Vân Nam vương Mông Các La Phượng và quân Thổ Phồn. Quân Đường thiệt hại hơn 6 vạn nhân mạng, tức 3/4 quân số. Ngày nay, mồ tướng (2 km về phía tây Hạ Quan), và mả vạn binh (trong công viên Thiên Bảo) là chứng tích cho thảm bại này của quân đội nhà Đường. Từ trận này, Vân Nam vương Mông Các La Phượng và vua Thổ Phồn kết làm huynh đệ chi bang. Nhưng Dương Quốc Trung đang cầm quyền trong triều lại giấu giếm việc này, nói dối là quân Đường đại thắng. Còn ở phía tây, chuỗi thắng trận liên tục của Cao Tiên Chi bị chặn đứng ở trận Đát Tư La trước quân Abbasid năm 751, khiến nhà Đường không thể xâm nhập sâu hơn về phía tây được nữa.
Năm 754, nhà Đường lại cử Lý Mật đem quân đội sang đánh Vân Nam vương Mông Các La Phượng, lần này từ phía bắc, nhưng khi quân Đường đến thì không công thành được, lại hết lương, bệnh dịch nên Lý Mật phải rút đi. Mông Các La Phượng nhân đó truy kích và tiêu diệt toàn bộ quân Đường của Lý Mật.
Sau đó của Vân Nam vương Mông Các La Phượng nhiều lần xâm nhập biên cương. Quân Đường đối phó một cách chậm chạp và kém hiệu quả. Còn ở phía tây, Cao Tiên Chi lại gặp thất bại trước quân đội Thổ Phiên, thế lực của nhà Đường đối với lân bang do đó suy giảm rõ rệt.

## Hoàng đế lưu vong

### An Lộc Sơn phát triển thế lực

Chân dung An Lộc Sơn.

Năm 735, Minh Hoàng theo lời đề nghị của Trương Thủ Khuê, phong cho hai nghĩa tử của ông ta là A Lạc Sơn và Sử Tốt Cán làm quan trong triều, đổi tên chúng là An Lộc Sơn và Sử Tư Minh. An Lộc Sơn nắm quân ở phía bắc, thường tỏ ra dũng cảm thiện chiến và giả vờ trung thành, do đó Minh Hoàng rất tín nhiệm. Hắn lại mua chuộc nhiều quan lại được nhà vua cử đến giám sát, nên được bọn này nói giúp. Cuối năm 741, Minh Hoàng phong An Lộc Sơn làm Đô đốc Doanh châu, Sung quân sử ở Bình Lư, Kinh lược sứ của bốn phủ.
Trong triều đình trước đó không có chính sách trọng dụng người ngoại tộc. Đến khi Lý Lâm Phủ làm tể tướng đã ra sức khuyên hoàng đế nên dùng người Hồ, vì lẽ người Hồ thì sẽ trung thành hơn người Hán, mặc dù lý do chủ yếu là từ động cơ cá nhân của ông ta: sợ rằng nếu triều đình dùng quá nhiều người Hán thì sẽ có ngày địa vị của mình lung lay. Do đó, một loạt tướng có gốc là người tộc khác như An Lộc Sơn người Hồ, Cao Tiên Chi người Cao Câu Ly được ông trọng dụng. Năm 742, Đường Minh Hoàng cho bố trí quân đội ở các khu vực hiểm yếu, gồm 9 phủ Tiết độ sứ, 1 phủ Đô hộ sứ (Lĩnh Nam) và ba phủ Kinh lược sứ (Trường Lạc, Đông Lai, Đông Mưu)
| Tên phủ đô hộ/tiết độ/kinh lược | Trị sở          | Trách nhiệm                                           | Quân lực |
| ------------------------------- | --------------- | ----------------------------------------------------- | -------- |
| An Tây (安西)                   | Quy Tư          | Bảo vệ hành lang Hà Tây                               | 24,000   |
| Bắc Đình (北庭)                 | Bắc Đình        | phòng giữ với Thổ Phiên, Đột Quyết                    | 20,000   |
| Hà Tây (河西)                   | Lương Châu      | cắt đứt đường qua lại giữa Tây Tạng và Đông Đột Quyết | 73,000   |
| Sóc Phương (朔方)               | Linh Châu       | chống giữ với Đông Đột Quyết                          | 64,700   |
| Hà Đông (河東)                  | Thái Nguyên     | chống giữ với Đông Đột Quyết                          | 55,000   |
| Phạm Dương (范陽)               | U Châu          | chống giữ với Hề và Khiết Đan                         | 91,400   |
| Bình Lư (平盧)                  | Doanh châu      | chống giữ với Thất Ly và Mạt Hạt                      | 37,500   |
| Lũng Hữu (隴右)                 | Thiện Châu      | chống giữ với Thổ Phiên                               | 75,000   |
| Kiếm Nam (劍南)                 | Ích châu        | chống giữ với Thổ Phiên và các bộ lạc Nam Man         | 30,900   |
| Lĩnh Nam (嶺南) (5 phủ)         | Quảng Nam       | chống giữ với các bộ tộc địa phương                   | 15,400   |
| Trường Lạc (長樂)               | Phúc Châu       | phòng giữ bờ biển                                     | 1,500    |
| Đông Lai (東萊)                 | Lai Châu (萊州) | phòng giữ bờ biển                                     | 1,000    |
| Đông Mưu (東牟)                 | Đăng Châu       | phòng giữ bờ biển                                     | 1,000    |

Tổng cộng ở những nơi này có tất cả 490.000 quân và hơn 80.000 ngựa chiến. Từ thời điểm đó, do chính sách bố trí nhiều quân đội như vậy và cũng do các cuộc tấn công liên tiếp của Thổ Phiên, chi phí cho chiến tranh của nhà Đường ngày càng lớn, mọi gánh nặng lại đổ lên vai người dân, do đó tình hình kinh tế đi xuống, dân chúng khổ cực.
Năm 744, Đường Minh Hoàng phong cho An Lộc Sơn làm Tiết độ sứ Phạm Dương. An Lộc Sơn từ đó nắm được hai phiên trấn hiểm yếu, bắt đầu phát triển thế lực lớn mạnh, trở thành mầm họa cho nhà Đường về sau. Nhưng Minh Hoàng không nhận ra việc đó, vẫn một mực tin tưởng An Lộc Sơn. Trong triều, Lý Lâm Phủ cũng có mưu toan riêng, muốn dựa vào thế lực của An Lộc Sơn để làm lợi cho mình, do đó Lộc Sơn nhiều lần làm việc trái phép mà nhà vua không hề hay biết, lại tưởng hắn là người trung thành. Bấy giờ Vương Trung Tự nhìn rõ dã tâm của An Lộc Sơn, bèn tâu lên hoàng đế, nhưng ông không tin. Vốn là người biết nhiều thứ ngôn ngữ, Lộc Sơn dễ dàng thiết lập liên minh với Hề và Khiết Đan, tạo thành thế lực lớn.
Cùng lúc đó ở trong triều, Lý Lâm Phủ e ngại Vương Trung Tự - người Hán - nắm giữ 4 trọng trấn (Hà Tây, Lũng Hữu, Sóc Phương, Hà Đông), sẽ là mối đe dọa với ngôi tể tướng, nên thường nói giúp cho An Lộc Sơn. Năm 747, Lý Lâm Phủ cáo buộc Vương Trung Tự có âm mưu lật đổ nhà vua, đưa thái tử lên thay. Trung Tự bị bắt, và chỉ thoát khỏi án tử hình theo lời khẩn cầu của, Wang bị bắt và hạ cấp, thoát chết nhờ lời cầu xin của phó tướng Kha Thư Hàn. Triều đình sau đó dùng Thư Hàn cai quản Hà Tây, Lũng Hữu; rồi lại giao cho An Lộc Sơn thêm hai trấn Bình Lư, Hà Đông. Lộc Sơn trở thành vị tướng nắm nhiều binh quyền nhất trong khắp đế quốc.
Cũng trong năm đó, An Lộc Sơn một lần vào triều, nhà vua mở tiệc thết đãi Trong buổi tiệc, Lộc Sơn tự mình ra múa điệu Hồ Toàn (một điệu múa xoay tròn của người Hồ) để góp vui. Minh Hoàng thấy ông ta bụng béo mà múa như vậy, không nhịn được cười mà nói
| “ | Trong bụng có những thứ gì mà to đến vậy?. | ” |

An Lộc Sơn trả lời rằng:
| “ | Chỉ có tấm lòng chân chính. | ” |

Vì thế nhà vua rất vui mừng. Trong buổi hôm đó Lộc Sơn gặp được Dương Quý phi thì sinh ra thèm muốn, bèn giả cách nhận Quý phi là mẫu thân, nhân đó được tự do ra vào cung cấm, mà thông gian với Quý phi. Minh Hoàng phong phanh nghe được, nhưng cũng bị An Lộc Sơn qua mặt và lừa gạt một cách dễ dàng. Ở phía đông bắc (lãnh địa An Lộc Sơn cai quản), Lộc Sơn cho tuyển chọn ra 8000 quân thiện chiến làm lực lượng nòng cốt, nhiều người bộ tộc Đồng La, Hề, Khiết Đan rất dũng mãnh, thiện chiến mà ông nuôi dưỡng, huấn luyện thành lực lượng riêng gọi là Duệ lạc hà (tiếng bản tộc có nghĩa là tráng sĩ). Biết thái tử Lý Hanh không ưa mình, An Lộc Sơn càng gấp rút chuẩn bị, phòng ngày sau nhà vua qua đời.

### Dương Quốc Trung lên nắm quyền
Lý Lâm Phủ nắm quyền lâu ngày, rất được Minh Hoàng tin tưởng, tướng vị tưởng chừng vững chắc. Tuy nhiên kể từ năm 750, Dương Quốc Trung và Trần Tiên Kỳ bắt đầu liên minh với nhau mong lật đổ ông ta. Dương Quốc Trung vì là anh họ của Quý phi, nên nhanh chóng được cất nhắc. Từ năm 746 hắn liên tục thăng tiến, ngoi lên chức Ngự sử trung thừa. Hắn liên kết với một số đại thần, tiêu diệt một số thân tín của Lý Lâm Phủ, hòng lên làm Tể tướng. Sau đó Lý Lâm Phủ và Dương Quốc Trung ra mặt đối địch với nhau.
Cuối năm 752, Lý Lâm Phủ bệnh nặng, tâu xin Minh Hoàng đưa Dương Quốc Trung đến đất Thục chống Nam Chiếu. Quốc Trung biết Lâm Phủ muốn hại mình, bèn xin Quý phi nói giúp. Do đó khi Quốc Trung còn chưa tới đất Thục, đã được sai sứ triệu về. Khi đó bệnh tình của Lý Lâm Phủ đã rất nguy cấp, nhân Dương Quốc Trung đến bèn xin hắn bao dung cho con cháu của mình, nhưng Quốc Trung không đáp. Cuối năm 752, Lý Lâm Phủ chết. 19 năm tại vị của Lý Lâm Phủ là lâu nhất trong các vị tể tướng dưới thời Minh Hoàng, và trong 19 năm đó, ông ta đã khiến cho quốc lực nhà Đường suy yếu trầm trọng, là mầm mống là họa loạn về sau. Sau khi Lý Lâm Phủ chết, Dương Quốc Trung lập tức tố cáo ông ta là kẻ đồng lõa trong cuộc nổi dậy của tướng Lý Hiến Trung, kết quả Lâm Phủ hặc tội (dù đã chết), gia đình ông ta bị lưu đày.

### An Lộc Sơn tạo phản
Đầu năm 753, Dương Quốc Trung được phong làm tể tướng. Sau đó, một sự xung đột lại nổ ra giữa Dương Quốc Trung và An Lộc Sơn. Quốc Trung nhiều lần cảnh báo hoàng đế rằng An Lộc Sơn sẽ tạo phản, nhưng Minh Hoàng trước sau không tin. Đến năm 754, Dương Quốc Trung tâu rằng nếu bây giờ mà triệu An Lộc Sơn đến kinh đô, hắn chắc chắn sẽ từ chối, và nhà vua quyết định làm như vậy để thử lòng Lộc Sơn. Lộc Sơn liệu thời cơ chưa chín muồi, nên quyết định vào kinh diện thánh. Sau sự kiện này, Hoàng đế không còn nghi ngờ gì đối với An Lộc Sơn nữa. Tuy nhiên, vì sự phản đối của Dương Quốc Trung, nên Minh Hoàng tạm gác dự định kế hoạch phong An Lộc Sơn làm tể tướng.
Cũng năm đó, Dương Quốc Trung tìm cách loại bỏ tể thần khác là Trần Hi Liệt, bèn tố cáo Hi Liệt. Hi Liệt biết mình sẽ bị Quốc Trung hãm hại, nên chủ động xin từ chức để tránh tai họa. Nhà vua lấy Thị lang Võ bộ Cát Ôn lên thay làm tể tướng thứ hai. Sau đó Dương Quốc Trung còn vu khống và loại bỏ được đại thần Kinh Triệu doãn Lý Hiện.
Năm 754, An Lộc Sơn đề bạt 500 người Hề, Khiết Đan, Cửu Tính, Đồng La lên làm tướng quân và 2.000 người thăng chức Trung lang tướng. Sang đầu năm 755, lại dùng 32 tướng người Hồ thay các tướng người Hán, từ đó toàn bộ tướng lãnh dưới quyền An Lộc Sơn đều là người Hồ. Ngoài ra, An Lộc Sơn còn ra sức tích lương thảo, nuôi nhiều chiến mã, làm số quân và thực lực mạnh hơn hẳn lực lượng của triều đình trung ương nhà Đường.

### Sai lầm liên tiếp
Cuối năm 755, Dương Quốc Trung tiến hành bao vây phủ đệ của An Lộc Sơn ở Trường An, bắt giữ và hành quyết những người thân của ông ta đang ở đây. Lộc Sơn khi đó đang ở Phạm Dương, hết sức tức giận. Ngày 16 tháng 11 năm 755, An Lộc Sơn nghe theo gợi ý của thuộc hạ, triệu chư tướng lại, giả cách tuyên bố mình nhận mật chiếu của thiên tử, đem quân vào tru diệt Dương Quốc Trung. Sau đó, Lộc Sơn khởi binh từ Phạm Dương, liên kết với Hề, Khiết Đan, Đồng La, chính thức phản Đường. Quân An có 15 vạn, nhưng phao lên là 20 vạn. Loạn An Sử bắt đầu.
Các thành phía đông bắc nhanh chóng rơi vào tay An Lộc Sơn. Đến khi thông tin truyền tới Trường An, nhà vua bàng hoàng, còn Dương Quốc Trung dương dương tự đắc vì mình đã đoán đúng, và dự đoán chỉ trong 20 ngày, An Lộc Sơn sẽ bị thuộc hạ giết chết. Tiết độ sứ An Tây Phong Thường Thanh xin mở phủ khố ở Lạc Dương, chiêu mộ sĩ tốt tòng quân, Minh Hoàng nghe theo. Sau đó Thường Thanh mộ 60.000 quân, đóng ở Hà Dương gây thanh thế. Huyền Tông lại phong cho Tiết độ sứ Sóc Phương An Tư Thuận làm Hộ bộ thượng thư, Thái thú Cửu Nguyên Quách Tử Nghi là Tiết độ sứ Sóc Phương, Lý Quang Bật làm Tiết độ sứ Hà Đông phòng thủ các trấn này; Vương Thừa Nghiệp làm Thái Nguyên doãn, Vinh vương Lý Uyển làm Nguyên soái, Cao Tiên Chi làm phó, suất quân đông chinh, đóng ở đất Thiểm châu.
Nhưng các thành của nhà Đường vẫn lần lượt bị mất: Bác Lăng, Hao Thành rồi Trần Lưu, Bình Nguyên, Huỳnh Dương, Vĩnh Dương, Thường Sơn... sau đó quân Yên kéo đến Lạc Dương. Tướng Đường giữ Lạc Dương là Phong Thường Thanh thua trận, bỏ chạy tới Thiểm châu hội quân với Cao Tiên Chi cùng giữ thành. Minh Hoàng bèn cho giết chết con trai An Lộc Sơn là An Khánh Tông đang làm con tin ở kinh đô, và bắt vợ Khánh Tông là Vinh Nghĩa quận chúa tự vẫn.
An Lộc Sơn sai thuộc tướng Thôi Càn Hựu mang quân tiếp tục tiến quân đánh Thiểm châu. Hai tướng Đường giữ Thiểm châu là Phong Thường Thanh và Cao Tiên Chi chống cự không nổi, bị quân An Lộc Sơn đánh bại ở Võ Lao. Cao Tiên Chi và Phong Thường Thanh phải chạy về giữ Đồng Quan. Phong Thường Thanh bị Minh Hoàng cách chức Tiết độ sứ Phạm Dương vì để thua trận mất Đông đô. Cao Tiên Chi lệnh cho Phong Thường Thanh tuần tra giám sát các trại xung quanh. Cùng lúc, Thôi Càn Hựu đóng quân tại Thiểm châu, cùng đối lũy với Cao Tiên Chi. Minh Hoàng cũng muốn thân chinh đánh An Lộc Sơn, để thái tử Lý Hanh giám quốc, nhưng Dương Quốc Trung tâu rằng Lý Hanh có dã tâm lớn, không thể một lúc phó thác hết chính sự cho được. Ông bèn bỏ lệnh thân chinh.
Vua sai hoạn quan Biên Lệnh Thành ra làm Giám quân, giám sát quân Cao Tiên Chi. Biên Lệnh Thành thường hạch sách bắt Cao Tiên Chi thỏa mãn yêu cầu cá nhân, nhưng đều bị Cao Tiên Chi từ chối. Biên Lệnh Thành thù hận Cao Tiên Chi, trở về kinh tâu với Minh Hoàng rằng:
| “ | Cao Tiên Chi vô cớ bỏ thành, giải tán quân và tự ý giảm khẩu phần của binh lính nên mới bị mất Thiểm châu. | ” |

Minh Hoàng không đánh giá hết thực lực của quân An Lộc Sơn và không xem xét diễn biến thực tế ngoài mặt trận, nghe theo lời gièm của hoạn quan Biên Lệnh Thành, nổi cơn tức giận, sai Biên Lệnh Thành cầm lệnh ra Đồng Quan, xuống tay giết cả Phong Thường Thanh và Cao Tiên Chi, và cử tướng Ca Thư Hàn ra trấn thủ Đồng Quan. Ngày 18 tháng chạp (đầu năm dương lịch 756), cả Cao Tiên Chi và Phong Thường Thanh đều bị chém đầu. Việc chém tướng khi đang lâm trận của Minh Hoàng bị xem là phạm phải điều đại kỵ không nên làm.
Sau đó Minh Hoàng cử Ca Thư Hàn (đang dưỡng bệnh ở nhà) dẫn 80.000 quân đến trấn thủ Đồng Quan. Tháng 1 năm 756, An Lộc Sơn tiếm xưng hoàng đế, lấy quốc hiệu là Yên. Cùng lúc đó, nhà vua sai Lý Quang Bật 5000 quân tiến về phía đông, đánh phá Thường Sơn. Lý Quang Bật đánh tan quân của Sử Tư Minh, thu phục 10 huyện ở Thường Sơn. Kế đó, tháng 5 ÂL, đại tướng Quách Tử Nghi chiếm lại hai quận Vân Trung, Mã Ấp. An Lộc Sơn phải rút về Lạc Dương củng cố lực lượng, và sai Sử Tư Minh cứu Hà Bắc, lệnh cho con trai An Khánh Tự ở lại Đồng Quan.
Sử Tư Minh tuy bị quân Đường áp đảo ở Hà Bắc nhưng thế lực còn lớn. Quách Tử Nghi dùng kế đánh lâu dài để làm tiêu hao sinh lực địch, tình thế trên chiến trường đã chuyển sang nghiêng về phía quân Đường khi Sử Tư Minh bị đánh phải lui về Bác Lăng.
Ở Đồng Quan, Ca Thư Hàn dùng chiến thuật phòng thủ không ra khiến quân Yên mắc kẹt không tiến lên được. Tuy nhiên ngay lúc này, Đường Minh Hoàng lại mắc sai lầm. Tại Trường An và xung quanh kinh thành nổ ra dư luận trong các tướng lĩnh quy trách nhiệm cho Dương Quốc Trung lộng hành và kích động ra cuộc phản loạn của An Lộc Sơn. Các tướng đang trấn giữ Đồng Quan như Ca Thư Hàn, Vương Tư Lễ khuyên có ý mang quân về kinh thanh trừng Dương Quốc Trung. Dương Quốc Trung sợ, bèn mộ 10.000 quân để tự vệ. Quách Tử Nghi, Lý Quang Bật và Ca Thư Hàn đều chủ trương đánh lâu dài, chờ An Lộc Sơn mất lòng dân. Nhưng nhà vua nôn nóng thắng trận, nghe lời sàm tấu của Dương Quốc Trung, ép Kha Thư Hàn xuất kích từ Đồng Quan ra đánh quân Yên, nhanh chóng chiếm lại Lạc Dương. Thang 8 năm đó, Ca Thư Hàn đành phải nghe lệnh, kết quả đại quân vừa kéo ra thì rơi vào phục kích, 100.000 quân bị tiêu diệt bởi mai phục của Yến quân, Đồng Quan bị mất, bản thân Ca Thư Hàn bị giết. Bức tường Đồng Quan chắn ngay trước thành Trường An đã rơi vào tay kẻ địch.

### Bỏ khỏi kinh đô

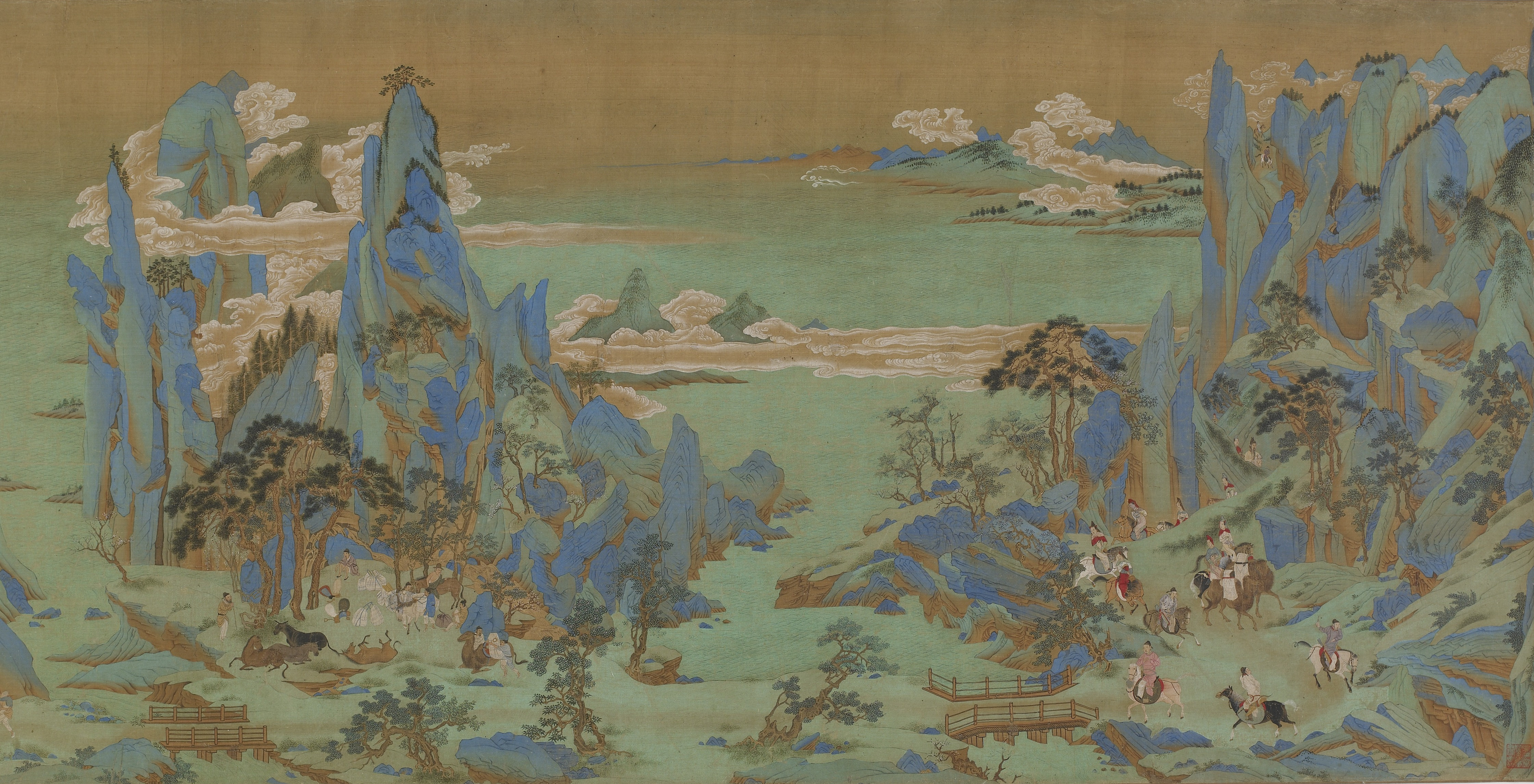
Đường Minh Hoàng chạy đến Tứ Xuyên, tranh vẽ của họa sĩ Cừu Anh đời Minh mạt

Chiếm được Đồng Quan, An Lộc Sơn kéo về Trường An. Cả triều đình nhà Đường nhốn nháo, người dân cuống cuồng thu dọn đồ đạc, chuẩn bị rút khỏi kinh đô.
Ngày 14 tháng 7 năm 756, trước tình thế quân Yên đã sắp đánh tới Trường An; Đường Minh Hoàng vội vã thu dọn hành lý, bỏ khỏi kinh đô, cùng Dương Quý phi, Dương Quốc Trung, Cao Lực Sĩ... chuẩn bị chạy sang đất Thục, nhưng bề ngoài tuyên bố là hoàng thượng thân chinh. Khi ông ra khỏi kinh đô, Dương Quốc Trung sai đốt cầu bắc ngang sông để ngăn chặn quân Yên. Ông nói
| “ | Dân chúng cũng muốn trốn nạn tìm đường sống, sao lại cắt sinh lộ của dân như vậy. | ” |

Rồi sai dập lửa. Sau đó Minh Hoàng tới Hàm Dương. Lúc đó, tình cảnh triều đình lưu vong hết sức kham khổ, đến cả Đường Minh Hoàng cũng bị thiếu thức ăn, còn các hoàng tử và tùy tùng vì đói cũng đành tìm vào những thôn xóm để xin ăn.
Lúc đó, một bô lão đến nói với nhà vua
| “ | Lộc Sơn nuôi tâm phản loạn đã lâu, không phải chỉ một ngày. Trong dân cũng có người đến cửa khuyết tâu trình âm mưu phản loạn của hắn, nhưng thấy bệ hạ thường kết tội những người can gián, khiến cho âm mưu của An Lộc Sơn có cơ hội thực hiện. Trước kia thần thấy Tống Cảnh làm tướng, thiên hạ được thái bình. Từ cuối đời Khai Nguyên đến nay, đình thần a du xu nịnh, chinh sự suy đồi nhưng chí tôn không biết được. Sự việc nay đến nỗi này, thần đến để cảnh báo với Bệ hạ | ” |

Nhà vua đáp rằng
| “ | Đó là do trẫm bất minh, có hối cũng chẳng kịp. | ” |

Sau đó đoàn tùy tùng tiếp tục lên đường, đến Kim Thành. Khi đó viên lệnh đã trốn mất, lại nghe tin Kha Thư Hàn bại trận; nhiều người bỏ trốn không theo nhà Đường nữa.

### Ban chết Dương quý phi
Ngày 15 tháng 7, đoàn tùy tùng của Đường Minh Hoàng đến trạm dịch Mã Ngôi. Lúc đó binh sĩ tùy hành đói khát mệt mỏi, tình cảnh nguy cấp. Đại tướng Trần Huyền Lễ thấy rằng cảnh loạn lạc là bởi Dương Quốc Trung mà ra, nên muốn diệt trừ. Thái tử Lý Hanh biết việc nhưng không dám hợp tác với Huyền Lễ. Không lâu sau, có tiếng hô hoán ngoài trạm dịch:
| “ | Dương Quốc Trung âm mưu phản loạn | ” |

Rồi xông vào giết Dương Quốc Trung. Sau đó lại giết luôn người con của Trung là Dương Huyên cùng Hàn quốc, và Tần quốc phu nhân. Ngự Sử Đại Phu là Ngụy Phương Tiến lên tiếng mắng lại, cũng bị giết nốt. Minh Hoàng nghe có biến động, bèn hỏi nguyên do, mới biết quân sĩ làm phản. Ông bèn chống gậy ra ngoài xem, ra lệnh cho binh sĩ phải trở về đội ngũ, hứa sẽ không hỏi tội. Nhưng binh sĩ không chịu. Trần Huyền Lễ thưa:
| “ | Quốc Trung mưu phản, không nên để quý phi hầu hạ ở bên bệ hạ nữa, xin bệ hạ vì quốc pháp mà cắt bỏ tình riêng. | ” |

Minh Hoàng do dự, vào bên trong. Lát sau, cúi đầu đi ra. Kinh Triệu doãn Triệu Tư Lục cùng Vi Ngạc đều khuyên ông phải thuận theo tình thế. Ông nói với Cao Lực Sĩ:
| “ | Quý phi ở trong thâm cung với ta, sao biết được Quốc Trung mưu phản?. | ” |

Lực Sĩ nói
| “ | Quý phi quả thật vô tội, nhưng nay tướng sĩ đã giết Quốc Trung rồi, mà quý phi còn sống bên cạnh bệ hạ, tướng sĩ đâu có yên lòng? Xin bệ hạ suy xét kỹ lại. Tướng sĩ được yên lòng, tức bệ hạ được bình an. | ” |

Đường Minh Hoàng không còn cách nào để đối phó, đành phải nghe theo ý của Cao Lực Sĩ, ban chết cho Quý phi. Theo các sử sách cổ như Tư trị thông giám, Cựu Đường thư, Đường quốc sử bổ... thì Quý phi bị tử hình bằng cách treo cổ dưới gốc cây lê. Tuy nhiên các thi nhân đương thời trong những tác phẩm của mình mô tả quý phi bị tử hình bằng hình thức khác: Đỗ Phủ và Đỗ Mục cho rằng bà bị loạn quân giết chết, Lý Ích nói bà bị dìm chết dưới vũng bùn, lại có ý kiến nói bà bị ngựa giẫm nát thây, hay đổ bột vàng đã nấu sôi vào họng cho đến chết. Lúc Quý phi qua đời, nhà vua cực kì đau xót, cũng không dám chứng kiến cảnh ấy. Sau khi Dương quý phi mất, đoàn tùy tùng lại rời khỏi Mã Ngôi. Các tướng sĩ muốn đến Linh Võ, Thái Nguyên hoặc về Trường An. Minh Hoàng lại muốn chạy tiếp vào Tứ Xuyên, nhưng bị phụ lão giữ lại. Ông bèn để thái tử ở lại trấn an phụ lão ở xung quanh kinh đô còn mình tiếp tục chạy về phía tây. Phụ lão trong thành thất vọng về ông, bèn nảy ý tôn phò thái tử. Sau đó ngày 12 tháng 8, được sự ủng hộ của các đại thần, Lý Hanh lên ngôi hoàng đế tại Linh Vũ, đó là vua Đường Túc Tông. Túc Tông tôn Huyền Tông làm Thái thượng hoàng.

## Làm Thái thượng hoàng

### Công nhận Túc Tông
Trong khi đó tình cảnh của đoàn tùy tùng đi theo Thái Thượng hoàng ngày một bi đát hơn, các binh sĩ đào ngũ ngày một nhiều, Trần Huyền Lễ cũng không kiềm chế được. Thượng hoàng bèn triệu các tướng lại, hứa sẽ hậu thưởng xứng đáng cho họ nếu còn trung thành với triều đình nhà Đường, sau đó ông dùng lời lẽ thân tình để phủ dụ tướng sĩ, do đó họ rất cảm động, thề chết để bảo vệ ông. Tình trạng đào ngũ và phản bội không còn nữa.
Lúc đó Thượng hoàng chưa biết việc Túc Tông đã đăng cơ, bèn phong cho một số người con và tướng lĩnh dẫn quân đến phòng thủ một số nơi dưới sự chỉ huy chung của Hoàng thái tử (tức là Túc Tông). Túc Tông được Thượng hoàng phong làm Thiên hạ binh mã nguyên soái, Đô thống Sóc Phương, Hà Đông, Hà Bắc, Bình Lư đẳng tiết độ binh mã để chỉ huy việc khôi phục hai kinh.
Ngày 1 tháng 9, Thượng hoàng đến Thành Đô, Thục quận, lúc bấy giờ bên cạnh ông chỉ còn khoảng 1300 binh sĩ và 24 cung nữ. Sang ngày 10 tháng 9, Thượng hoàng mới nhận được tin trong nước đã có tân đế, quyết định công nhận ngôi vị của Túc Tông, tự xưng Thái thượng hoàng, đổi mệnh lệnh của mình là cáo (thay vì chiếu). Ngày Kỉ Hợi (16 tháng 9), Thượng hoàng triệu bá quan đến tuyên chỉ dụ
| “ | Từ giờ trở đi, mệnh lệnh của trẫm thì gọi là cáo, trong văn thư gửi cho trẫm thì gọi là Thái thượng hoàng. Những đại sự trong nước trước tiên cho kim thượng xử định, sau đó mới báo với trẫm. Sau này khi khôi phục lưỡng kinh rồi, trẫm sẽ an dưỡng trong cung, không hỏi đến chính vụ nữa. | ” |

Về sau, để tránh bị nghi ngờ rằng mình và vua Túc Tông đang đối đầu nhau, Thượng hoàng đã hạ lệnh cho một số văn thần võ tướng được phép rời khỏi Thành Đô, đến Linh Vũ để phụng sự cho Túc Tông.

### Trở về kinh đô
Đến tháng 10 năm 757, Quách Tử Nghi đánh bại quân của An Khánh Tự, khôi phục được hai kinh, đón Đường Túc Tông về kinh. Tháng sau, Túc Tông sai Đạm Đình Dao đến Thành Đô rước Thượng hoàng về Trường An. Ngày Đinh Mão tháng 9 Âm lịch, Thượng hoàng rời khỏi Thành Đô, đến quận Phụng Tường. Sau khi qua trạm dịch Mã Ngôi, Thượng hoàng sai tìm di thể của Dương Quý Phi để cải táng nhưng lúc đó di thể đã mục nát thối rữa, không thể nhận ra được, chỉ còn một túi gấm bên cạnh vẫn tỏa hương thơm. Thượng hoàng bèn giữ lấy, đem về và thường xuyên ngắm nhìn, như thể Quý phi còn sống. Ông truy tặng mẹ ruột của Túc Tông là Dương Quý tần làm Hoàng hậu. Lại nhớ xưa kia Trương Cửu Linh từng cảnh báo ông về sự nguy hiểm của An Lộc Sơn, bèn sai sứ giả đến mộ của Cửu Linh để viếng tế.
Túc Tông sai 3000 tinh kị đến Phù Phong để hộ vệ cho Thượng hoàng, và có ý muốn đón ông về kinh. Ban đầu Thượng hoàng e ngại không muốn về, mà muốn ở lại Kiếm Nam. Túc Tông cảm thấy do dự, sau đó nghe theo lời của Lý Bí, không đả động gì đến việc trả lại ngôi vua, khi đó Thượng hoàng mới yên tâm.
Ngày 29 tháng 1 năm 758, Túc Tông đích thân đến Hàm Dương cung nghênh đón Thượng hoàng, sau đó yết kiến ông ở Nam Lâu. Túc Tông muốn trả ngôi lại cho Thượng hoàng, nhưng ông từ chối, nói:
| “ | Trước đây trẫm làm thiên tử 50 năm, cũng không lấy gì làm vinh dự. Nay trẫm lại thấy vinh dự vì là cha của Thiên tử. | ” |

Ngày 5 tháng 3 năm 758, Thượng hoàng về lại Trường An sau 2 năm rời khỏi, được bá quan văn võ và dân chúng đón tiếp long trọng. Sau đó ông được bố trí ở cung Hàm Nguyên trong điện Đại Minh. Sau đó, ông đến tạ lỗi với tổ tiên vì thần chủ của nhiều tiên đế đã bị quân Yên phá hủy trước đó, rồi chuyển sang sống ở cung Hưng Khánh.
Lúc này Thượng hoàng hầu như không can thiệp vào việc chánh sự, song vẫn gây ảnh hưởng nhất định đối với Túc Tông. Ví dụ như khi Túc Tông vì cảm ích ơn Trương Duyệt từng cứu mình lúc còn trong bụng mẹ và khi bị Lý Lâm Phủ hãm hại, nên khi hai con của Trương Duyệt là Trương Quân và Trương Tể theo giúp giặc Yên và bị quân Đường bắt lại, Túc Tông có ý muốn tha cho họ. Nhưng do Thượng hoàng không hài lòng với những hành động phản bội này, nên cuối cùng Trương Quân bị giết, còn Trương Tể bị đày ra Lĩnh Nam.
Mùa xuân năm 758, Đường Túc Tông suất quần thần đến tôn xưng Thượng hoàng là Thái thượng Chí Đạo Thánh hoàng đế.

### Qua đời trong uất hận

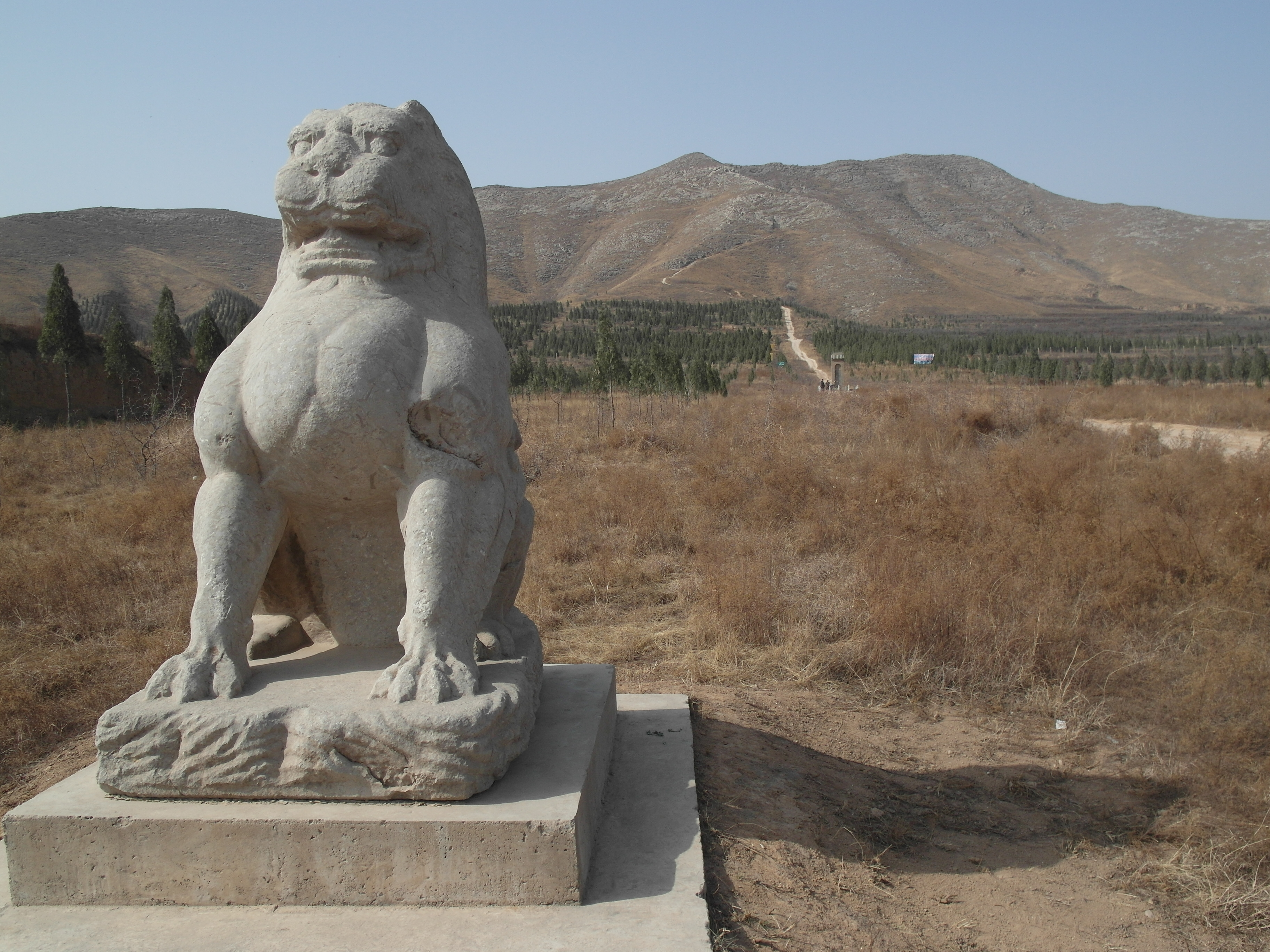
Lăng mộ của Đường Minh Hoàng ở Bồ Thành, Sơn Tây, tức Thái lăng.

Vợ Túc Tông là Trương hoàng hậu, vốn lăng loàn thô bạo, thấy Thượng hoàng già cả yếu đuối, cũng không thèm tôn trọng gì cả. Trong triều, hoạn quan Lý Phụ Quốc lộng quyền, đến cả Túc Tông cũng không dám làm gì. Túc Tông nhiều lần muốn thăm Thượng hoàng cũng bị Trương hoàng hậu ngăn trở. Tại cung Hưng Khánh, Thượng hoàng có những người thân tín tháp tùng như Cao Lực Sĩ, Trần Huyền Lễ, thị nữ Lưu Tiên Viện cùng các hoạn quan như Vương Thừa Ân, Ngụy Duyệt. Ngoài ra ông cũng thường đi dạo cùng em gái là công chúa Ngọc Chân Lý Trì Doanh cùng các hoạn quan hầu hạ mình khi xưa, và hay mời nhạc sư đến biểu diễn giúp vui, và mở những tiệc rượu khao thưởng binh sĩ Kiếm Nam, để Lưu Tiên Viên và Lý Trì Doanh đại diện ra rót rượu mời. Có lúc Thượng hoàng còn đến ngự ở lầu Trường Khánh, gần khu dân cư, khi người đi đường thấy ông đều dừng lại mà bái vọng. Đôi khi Thượng hoàng còn sai Cao Lực Sĩ lấy một số thức ăn ban cho họ, nên được tung hô.
Lý Phụ Quốc nhân đó gièm pha với Túc Tông, rằng Thượng hoàng có ý trở lại làm vua. Cuối cùng vào năm 760, Phụ Quốc liên kết với Trương hoàng hậu, nhân Thượng hoàng ra cưỡi ngựa, Lý Phụ Quốc ép buộc ông phải trở về cung điện, không lâu sau giả lệnh Túc Tông, xin Thượng hoàng đến Tây Nội bàn việc. Khi sắp tới Tây Nội, Thượng hoàng thấy Lý Phụ Quốc mặc võ phục, đeo kiếm, dẫn mấy trăm quân sĩ, vác thương, cầm kiếm, xếp hàng hai bên đường, nên lo sợ. Cao Lực Sĩ mắng Lý Phụ Quốc, do đó Phụ Quốc phải lui ra. Nhưng Thượng hoàng bị giữ lại ở điện Cam Lộ trong Tây Nội.
Sau đó, Lý Phụ Quốc lập mưu hãm hại, vu khống Cao Lực Sĩ rồi đày ông ta đến Ba Thục, Ngọc Chân công chúa cũng bị bắt đi làm trở về đạo quán. Thượng hoàng do đó rơi vào cảnh cô đơn, không có ai bầu bạn, cuối cùng sinh ra bệnh trầm cảm, từ chối không chịu ăn thịt nữa mà chỉ ăn chay. Khi Đường Túc Tông biết chuyện, rất tức giận, muốn giết Lý Phụ Quốc, nhưng khi đó Lý Phụ Quốc nắm hết binh quyền trong cung, Túc Tông không làm gì được.
Ngày 3 tháng 5 năm 762, Thượng hoàng băng hà ở Tây Nội, hưởng thọ hơn 76 tuổi, được truy tôn là Chí Đạo Đại Thánh Đại Minh Hiếu hoàng đế (至道大圣大明孝皇帝), miếu hiệu là Huyền Tông (玄宗). Lúc ấy Cao Lực Sĩ được ân xá đang trên đường về kinh, thì nghe tin Thượng hoàng chết, cũng đau buồn than khóc đến nỗi thổ huyết ra mà chết theo..
13 ngày sau cái chết của Thượng hoàng, vua Túc Tông cũng qua đời, trong triều đình xảy ra nhiều vụ biến động, cuối cùng Đường Đại Tông Lý Dự tiêu diệt được Trương hoàng hậu, Lý Phụ Quốc, bình định xong loạn An Sử, khôi phục lại nhà Đường.
Tháng 3 ÂL năm 763, triều đình làm lễ an táng cho Đường Minh Hoàng, chôn cất vào Thái Lăng.

## Đánh giá
Triều đại của Đường Minh Hoàng có thể chia ra làm hai giai đoạn rõ rệt: thời kì cực thịnh ứng với niên hiệu Khai Nguyên, và thời kì đãi chính cuối Khai Nguyên và Thiên Bảo. Lý Long Cơ từ nhỏ sống trong cảnh khổ cực: 8 tuổi mất mẹ, và phải trải qua một cuộc sống không khác gì bị giam cầm, nhưng sau đó bằng tài năng và lòng quả cảm, ông đã đánh bại được những tranh chấp, đấu đá trong triều đình và chấm dứt luôn một giai đoạn oanh liệt của những người phụ nữ trên chính trường Trung Quốc. Nửa đầu những năm trị vị, Đường Minh Hoàng kế thừa những chính sách cai trị của ông cố nội là Đường Thái Tông, ông chú trọng người hiền, chỉnh đốn mọi việc, tuyển chọn nhân tài, thưởng phạt nghiêm minh, tạo sự liên kết chặt chẽ giữa nhà vua và các quan, triều Đường xuất hiện một thời kỳ phát triển rực rỡ về mọi mặt mà các nhà viết sử thường gọi là "Khai Nguyên thịnh thế" - coi đó như một thời đại hoàng kim của lịch sử phong kiến Trung Quốc, thuế khóa lao dịch rộng rãi, hình phạt rõ ràng, dân chúng ấm no.
Trong triều đình, ông dùng các tể tướng trong những năm này như Diêu Sùng, Tống Cảnh, Trương Cửu Linh... đều là những người hiền năng, có tài trị lý. Các nhà sử học đều khen ngợi Đường Minh Hoàng biết chọn nhân tài
| “ | Tất cả các Tể tướng, Diêu Sùng thượng thông, Tống Cảnh thượng pháp, Trương Gia Trinh thượng lại, Trương Thuyết thượng nghĩa, Lý Nguyên Hoành, Đỗ Xiêm thượng kiệm, Triều Hưu, Trương Cửu Linh thượng trực, ai cũng có ưu điểm riêng. | ” |

Đối với địa phương, ông quy định chế độ thuyên chuyển quan lại, tăng cường việc biên phòng. Về kinh tế thì chủ trương tiết kiệm, thay đổi lối sống xa xỉ trong hậu cung từ thời Võ Tắc Thiên. Vì thế, tài chính ngày càng dồi dào, kho tàng đầy đủ, vật giá bình ổn. Khoa học kĩ thuật cũng được quan tâm phát triển. Sự giàu mạnh trong nước cũng dẫn đến sự tăng cường uy tín của nhà Đường đối với lân bang, các nước lân cận như Cao Câu Ly, Bách Tế, Nhật Bản, Thiên Trúc (Ấn Độ), Thổ Phiên, Lâm Ấp, Chân Lạp... cho đến miền Trung Á, Bắc Phi thường cử sứ giả đến Trường An thiết lập quan hệ ngoại giao, buôn bán. Việc quan hệ với nước ngoài đã được đa dạng hoá, tạo nhiều cơ hội để học tập, sự giao lưu với nhiều nước Âu á có nền văn minh lâu đời đã khiến cho triều Đường trở thành cầu nối văn minh lớn nhất ở Đông Á. Nhà thơ Đỗ Phủ có bài thơ "Ức tích" ca ngợi về thời đại này. Bản dịch của Phan Ngọc
Nhớ ngày xưa thời Khai Nguyên thịnh đức
Áp nhỏ còn đông đúc trên vạn nhà.
Thóc chứa chan gạo trắng xóa tràn trề,
Kho công với kho tư đều chật ních.
Bài Vân Môn trong cung vua tấu nhạc
Bạn bè ương thiên hạ gắn keo sơn...
Tuy nhiên về cuối đời, Đường Minh Hoàng nảy sinh chán nản với chính sự, đỉnh điểm của sự tha hóa này chính là sự xuất hiện của Dương quý phi. Những năm cuối đời ông bị nhiều sử gia chỉ trích vì thói lãng phí và việc trọng dụng bọn gian thần như Lý Lâm Phủ, Dương Quốc Trung, An Lộc Sơn, đồng thời cũng do ông trọng dụng Cao Lực Sĩ mà mở ra tiền lệ hoạn quan tham chính rồi tiến tới chuyên quyền những năm sau đó của nhà Đường. Một trong những sai lầm lớn nhất của ông có lẽ làm áp dụng chính sách "trong nhẹ ngoài nặng" của tể tướng Lý Lâm Phủ, tức là tăng cao quân đồn trú ở các vùng biên giới, mà lại coi nhẹ kinh sư vốn phải là nơi căn bản. Ngoài ra Lâm Phủ còn kêu gọi Minh Hoàng sử dụng người Hồ tiếp quản các trọng trấn thay vì người Hán. Chính điều này đã giúp cho An Lộc Sơn có cơ hội khuếch trương thế lực và gây thành loạn An Sử. Lại đến khi họa loạn nổ ra, tuy nhà Đường đã xuống dốc nhưng lực lượng vẫn nhiều hơn gấp 4 lần so với quân Yên cùng hàng loạt các
tướng lĩnh trung thàh sẵn sàng xả thân nơi chiến trường vì hoàng thất, cộng thêm với đất đai rộng lớn nhất trong lịch sử cùng tài nguyên chiến lược, nếu Đường Minh Hoàng biết cách dùng binh đúng cách thì cũng không đến nỗi gây thành một mối họa lớn. Tuy nhiên ngay khi đó chính ông lại phạm liên tiếp các sai lầm mà đỉnh điểm là khi Kha Thư Hàn cố thủ ở Đồng Quan, ông lại nóng lòng muốn thắng lợi, nghe lời Quốc Trung, ép Kha Thư Hàn xuất kích, kết quả dẫn đến thảm bại, thất thủ Đồng Quan và coi như đã mở toang cổng thành Trường An cho quân Yên. Cái giá phải trả cho vị hoàng đế già buộc phải bỏ trốn khỏi kinh đô chạy loạn, không thể cứu được vị phi tử mà mình thương yêu, và cuối cùng bị hoạn quan bức hiếp, chết trong sự cô đơn và phẫn uất. Nhà Đường tuy cuối cùng đã đánh dẹp được An Sử nhưng không bao giờ có thể khôi phục lại nền thịnh trị như trước được nữa.
Sử gia Nguyễn Hiến Lê đánh giá cao tâm hồn thi sĩ của Đường Minh Hoàng song lại xem thường khả năng trị quốc của ông
| “ | Minh Hoàng có lẽ là tên người đương thời tặng vua Huyền Tông. Thực ra Huyền Tông yêu mĩ nhân, ca hát quá, yêu thơ văn quá, rất tầm thường về chính trị, không đáng gọi là minh quân; ông chỉ là một vị hoàng đế rất tài hoa, yêu tất cả cái gì đẹp, có nhiều nghệ sĩ tính, biết làm thơ, đặt ra ca nhạc, vũ nữa; nghệ sĩ tính đó làm cho đời ông về già thật bi đát, dân chúng lầm than, quốc gia điêu tàn, và nhà Đường suy luôn, để rồi sau cùng bị diệt. | ” |

Cố Chủ tịch Cộng hòa Nhân dân Trung Hoa Mao Trạch Đông cho rằng triều đại của Đường Minh Hoàng là nửa sáng, nửa tối. Chế độ Tiết độ sứ do ông lập ra đã nhanh chóng phát triển sau khi nhà Đường dẹp xong loạn An Sử, dẫn đến một giai đoạn xung đột và mất ổn định, kéo dài đến tận khi nhà Đường diệt vong và mở ra thời đại Năm đời Mười nước.

## Giai thoại

### Di hoa tiếp mộc
Đạt Hề Doanh Doanh là tiểu thiếp của một hoạn quan được Đường Minh Hoàng sủng ái. Doanh Doanh chẳng những tài sắc vẹn toàn mà còn là người rất phong lưu, lãng mạn. Có một hôm nàng giấu một tên Thiên Ngưu vệ vào trong phòng của mình đến nhiều ngày. Việc tên Thiên Ngưu vệ mất tích truyền đến tai nhà vua, thế là có chiếu lệnh cho lục soát khắp toàn thành. Cha của viên Thiên Ngưu vệ khai rằng hắn ta trước từng đến thăm bệnh viên hoạn quan là "chồng" của Đạt Hề Doanh Doanh. Tên Thiên Ngưu vệ biết chuyện rất sợ hãi, nhưng Doanh Doanh đã nghĩ ra một kế để giải nguy cho hắn ta. Sau đó viên Thiên Ngưu vệ lẻn trốn khỏi nhà hoạn quan rồi chạy đến yết kiến Đường Minh Hoàng. Nhà vua giận dữ, hỏi mấy hôm nay hắn đã đi đâu. Hắn trả lời với nhà vua một điều gì đó mà khiến ông chẳng những không trị tội mà còn bật cười nữa.
Ngày hôm sau Quắc Quốc phu nhân đến, Minh Hoàng trách rằng tại sao lại giấu trai trong phủ lâu đến vậy. Thì ra Đạt Hề Doanh Doanh đã dụng kế để tên Thiên Ngưu vệ miêu tả lại cách bày trí phòng ốc và thói quen ăn uống của Quắc Quốc phu nhân, mà chuyện phu nhân giấu trai trong nhà cả thành Trường An không ai lạ gì, nhà vua dù có biết được cũng vì cả nể Dương quý phi nên không thể trị tội. Sách Mưu trí thời Tùy Đường gọi đây là kế "di hoa tiếp mộc", nghĩa đen là lấy cành hoa này mà cắm lên cây khác.

### Lực Sĩ cởi giày, Quý phi mài mực

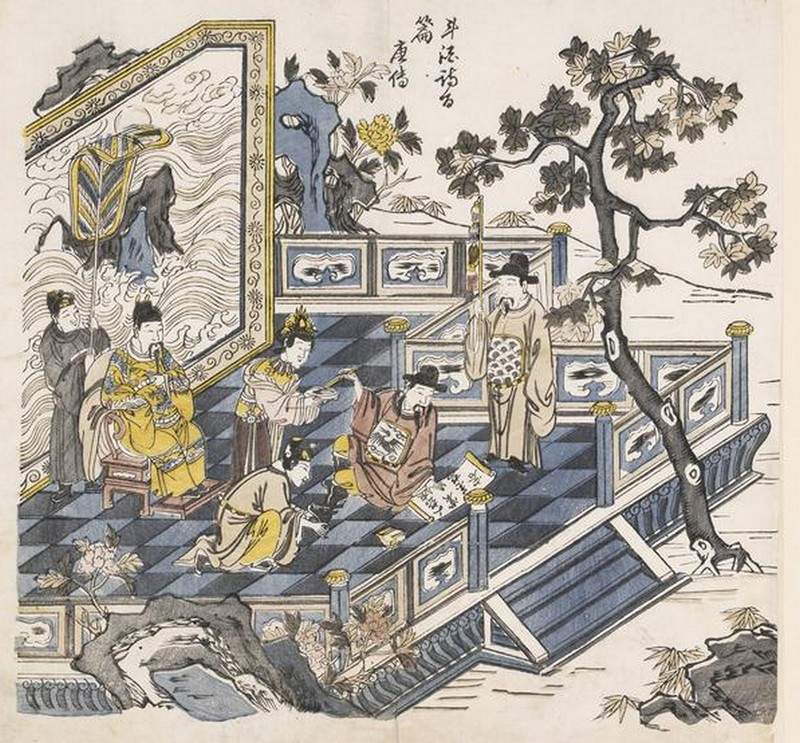
Tranh vẽ Lực Sĩ cởi giày, Quý phi mài mực thời Thanh.

Bấy giờ Đường Minh Hoàng nghe danh tiếng của Lý Bạch, nên hạ lệnh triệu tập ông ta đến Trường An phục vụ cho triều đình. Ở đây, nhiều đạo sĩ và văn nhân mến tài của Lý Bạch, trong đó có Hạ Tri Chương, người đã đặt cho ông biệt danh Trích Tiên giáng trần. Đường Minh Hoàng nhiều lần thử tài Lý Bạch, cuối cùng cũng phải công nhận tài năng của ông ta, và tổ chức một bữa tiệc lớn để thết đãi, đích thân chuẩn bị món canh cho ông, và ban cho chức Học sĩ viện Hàn lâm. Vì Lý Bạch biết tiếng Phiên, nên Minh Hoàng đã nhờ ông viết giùm bức thư trả lời công văn của vua Thổ Phiên gửi sang. Lý Bạch mặt đỏ, liểng xiểng đi đến Cao Lực Sĩ, đưa chân cho y tháo giày, rồi ngoắc Dương Quốc Trung (có thuyết cho là Dương Quý phi) lại mài mực ông mới chịu viết. Hai người này đành phải làm theo.
Nhà vua dẫn Dương Quý phi ra ngắm hoa, sai nhạc đội ca hát, lại vời Lý Bạch đang say rượu vào viết lời nhạc chúc tụng cho Quý phi. Lý Bạch đang say viết liền 3 bài Thanh Bình điệu. Vua và Quý Phi rất thích. Dương Quốc Trung và Cao Lực Sĩ căm giận bị Lý Bạch làm nhục, bèn lấy một đoạn trong bài, nói rằng Lý Bạch có ý so Quý phi với Triệu Phi Yến đời nhà Hán. Nhà vua vì nể sợ Quý phi, đành phải đem vàng lụa ra tặng rồi đuổi khéo Lý Bạch về vườn.

### Gặp Quý phi trên cung trăng
Có truyền thuyết cho rằng sau khi dẹp xong An Lộc Sơn, Đường Minh Hoàng nhớ thương Dương Quý Phi không nguôi. Đêm rằm tháng tám, gió mát, trăng tròn thật đẹp, một vị tiên xuất hiện tình nguyện đưa vua đi gặp Quý Phi. Vị tiên hóa phép tạo một chiếc cầu vồng, một đầu giáp cung trăng, một đầu chấm mặt đất, nhà vua trèo lên cầu vồng đi lên cung Quảng, nhìn thấy Quý Phi xưa trong đoàn vũ. Trở về trần thế, vua luyến tiếc cảnh cung trăng đầy thơ mộng, đặt ra tết Trung Thu. Trong ngày tết này, lúc đầu chỉ uống rượu thưởng trăng nên còn gọi là Tết Ngắm Trăng.

## Tài tử

### Thơ văn
Là một Hoàng đế đa tài về nghệ thuật, Đường Minh Hoàng đã để lại rất nhiều thành tựu về thư pháp và thơ ca. Đặc biệt, ông có một bài thơ nằm trong danh sách Đường thi tam bách thủ do học giả Tôn Thù (1722 - 1778) đời nhà Thanh sưu tập. Bài thơ viết theo phong cách luật thi, thể loại hoài cổ, có tựa đề là "Kinh Lỗ, tế Khổng Tử nhi thán chi", đề cập đến Khổng Tử và Lỗ quốc thời Xuân Thu, bày tỏ sự tiếc nuối và hoài tưởng về quá khứ, và nói lên cái nhìn về sự sống và cái chết của tác giả.
| 经鲁祭孔子而叹之 夫子何为者 栖栖一代中 地犹鄹氏邑 宅即鲁王宫 叹凤嗟身丕 伤麟怨道穷 今看两楹奠 当與梦时同 | Kinh Lỗ, tế Khổng Tử nhi thán chi Khổng phu tử đã làm gì, Một đời vội vã đi về những đâu. Quê hương ở ấp họ Châu, Nhà xưa cung điện Lỗ hầu bao vi. Than thân tiếc phượng lâm nguy, Thương lân oán đạo suy vi khốn cùng. Nay xem miếu mạo tôn sung, Rõ như trong mộng thật không khác gì !. (Bản dịch của Trần Trọng Kim) |

### Âm nhạc
Đường Minh Hoàng còn được biết đến là một người có tài năng thiên bẩm về âm nhạc, có ảnh hưởng nhất định đối với sự phát triển của âm nhạc dưới triều nhà Đường. Ông có thể tự diễn tấu các loại nhạc cụ như tì bà, yết cổ, có sở trường viết các ca khúc dài, nổi bật có "Nghê thường hữu y khúc", "Tiểu phá trận nhạc", "Xuân quang hảo", "Thu phong cao"... tổng cộng được hơn 100 nhạc khúc. Minh Hoàng mỗi khi rảnh rang việc nước thường ra vườn lê, dạy ca vũ, diễn xuất, đàn hát, thổi sáo... cho con em nhạc công. Kể từ đó người ta hay gọi đoàn hí kịch là lê viên, gọi diễn viên là "Lê viên đệ tử" (con em vườn lê); những gia đình đời đời theo đuổi nghệ thuật hí khúc là "Lê viên thế gia"; gọi giới hí khúc là "Lê viên giới"...

## Tể tướng tiêu biểu
- Sầm Hi (712–713)[158]
- Lưu U Cầu (712, 713)[159]
- Trừng Lan (712–713)[160]
- Lục Tượng Tiên (712–713)[161]
- Ngụy Tri Cổ (712–713)[162]
- Đậu Hoài Trinh (712–713)[163]
- Tiêu Chí Trung (713)[164]
- Quách Nguyên Chấn (713)[165]
- Trương Thuyết (713, 721–726)[166]
- Diêu Sùng (713–716)[167]
- Lư Hoài Thận (713–716)[168]
- Tiết Nột (713)[169]
- Nguyên Can Diệu (716, 720–729)[170]
- Tống Cảnh (716–720)[171]
- Tô Đĩnh (716–720)[172]
- Trương Gia Trinh (720–723)[173]
- Vương Tuấn (723)[174]
- Lý Nguyên Hoành (726–729)[175]
- Đỗ Xiêm (726–729)[176]
- Tiêu Tung (728–733)[177]
- Bùi Quang Đình (729–733)[178]
- Vũ Văn Dung (729)[179]
- Hàn Hưu (733)[180]
- Bùi Diệu Khanh (733–736)[181]
- Trương Cửu Linh (733–736)[182]
- Lý Lâm Phủ (734–752)[183]
- Ngưu Tiên Khách (736–742)[184]
- Lý Quát Chi (742–746)[185]
- Trần Hy Liệt (746–754)[186]
- Dương Quốc Trung (752–756)[187]
- Vi Kiến Tố (754–756)[188]
- Thôi Viên (756)[189]
- Phùng Quản (756)[190]

## Niên hiệu
- Tiên Thiên (先天, 712 - 713).
- Khai Nguyên (開元; 713 - 741).
- Thiên Bảo (天寶; 742 - 756).

## Gia quyến

### Tổ tiên
|  |                                                                |  |  |  |  |  |  |  |  |  |  |  |  |  |  |  |
|  | 16. Đường Cao Tổ Lý Nguyên 高祖李渊 566–635                    |  |  |  |  |  |  |  |  |  |  |  |  |  |  |  |
|  |                                                                |  |  |  |  |  |  |  |  |  |  |  |  |  |  |  |
|  |                                                                |  |  |  |  |  |  |  |  |  |  |  |  |  |  |  |
|  | 8. Đường Thái Tông Lý Thế Dân 太宗李世民 598–649               |  |  |  |  |  |  |  |  |  |  |  |  |  |  |  |
|  |                                                                |  |  |  |  |  |  |  |  |  |  |  |  |  |  |  |
|  |                                                                |  |  |  |  |  |  |  |  |  |  |  |  |  |  |  |
|  | 17. Thái Mục hoàng hậu Đậu thị 太穆皇后窦氏 569–613            |  |  |  |  |  |  |  |  |  |  |  |  |  |  |  |
|  |                                                                |  |  |  |  |  |  |  |  |  |  |  |  |  |  |  |
|  |                                                                |  |  |  |  |  |  |  |  |  |  |  |  |  |  |  |
|  | 4. Đường Cao Tông Lý Trị 高宗李治 628–683                      |  |  |  |  |  |  |  |  |  |  |  |  |  |  |  |
|  |                                                                |  |  |  |  |  |  |  |  |  |  |  |  |  |  |  |
|  |                                                                |  |  |  |  |  |  |  |  |  |  |  |  |  |  |  |
|  | 18. Tề Hiến công Trưởng Tôn Thịnh 齐献公长孙晟 551–609         |  |  |  |  |  |  |  |  |  |  |  |  |  |  |  |
|  |                                                                |  |  |  |  |  |  |  |  |  |  |  |  |  |  |  |
|  |                                                                |  |  |  |  |  |  |  |  |  |  |  |  |  |  |  |
|  | 9. Văn Đức hoàng hậu Trưởng Tôn Vô Cấu 文德皇后长孙氏 601–636  |  |  |  |  |  |  |  |  |  |  |  |  |  |  |  |
|  |                                                                |  |  |  |  |  |  |  |  |  |  |  |  |  |  |  |
|  |                                                                |  |  |  |  |  |  |  |  |  |  |  |  |  |  |  |
|  | 19. Cao phu nhân                                               |  |  |  |  |  |  |  |  |  |  |  |  |  |  |  |
|  |                                                                |  |  |  |  |  |  |  |  |  |  |  |  |  |  |  |
|  |                                                                |  |  |  |  |  |  |  |  |  |  |  |  |  |  |  |
|  | 2. Đường Duệ Tông Lý Đán 睿宗李旦 662–716                      |  |  |  |  |  |  |  |  |  |  |  |  |  |  |  |
|  |                                                                |  |  |  |  |  |  |  |  |  |  |  |  |  |  |  |
|  |                                                                |  |  |  |  |  |  |  |  |  |  |  |  |  |  |  |
|  | 20. Vũ Hoa, truy tôn Chu Hiển Tổ 周显祖武华                    |  |  |  |  |  |  |  |  |  |  |  |  |  |  |  |
|  |                                                                |  |  |  |  |  |  |  |  |  |  |  |  |  |  |  |
|  |                                                                |  |  |  |  |  |  |  |  |  |  |  |  |  |  |  |
|  | 10. Võ Sĩ Hoạch, truy tôn Chu Thái Tổ 周太祖武士彟 559–635     |  |  |  |  |  |  |  |  |  |  |  |  |  |  |  |
|  |                                                                |  |  |  |  |  |  |  |  |  |  |  |  |  |  |  |
|  |                                                                |  |  |  |  |  |  |  |  |  |  |  |  |  |  |  |
|  | 21. Triệu thị, truy tôn Văn Mục hoàng hậu 周文穆皇后赵氏       |  |  |  |  |  |  |  |  |  |  |  |  |  |  |  |
|  |                                                                |  |  |  |  |  |  |  |  |  |  |  |  |  |  |  |
|  |                                                                |  |  |  |  |  |  |  |  |  |  |  |  |  |  |  |
|  | 5. Tắc Thiên hoàng hậu Võ Chiếu 则天皇后武曌 624–705           |  |  |  |  |  |  |  |  |  |  |  |  |  |  |  |
|  |                                                                |  |  |  |  |  |  |  |  |  |  |  |  |  |  |  |
|  |                                                                |  |  |  |  |  |  |  |  |  |  |  |  |  |  |  |
|  | 22. Thủy An Ý hầu Dương Đạt 始安懿侯杨达 548–612               |  |  |  |  |  |  |  |  |  |  |  |  |  |  |  |
|  |                                                                |  |  |  |  |  |  |  |  |  |  |  |  |  |  |  |
|  |                                                                |  |  |  |  |  |  |  |  |  |  |  |  |  |  |  |
|  | 11. Vinh quốc phu nhân Dương thị                               |  |  |  |  |  |  |  |  |  |  |  |  |  |  |  |
|  |                                                                |  |  |  |  |  |  |  |  |  |  |  |  |  |  |  |
|  |                                                                |  |  |  |  |  |  |  |  |  |  |  |  |  |  |  |
|  | 1. Đường Huyền Tông Lý Long Cơ 玄宗李隆基 685–762              |  |  |  |  |  |  |  |  |  |  |  |  |  |  |  |
|  |                                                                |  |  |  |  |  |  |  |  |  |  |  |  |  |  |  |
|  |                                                                |  |  |  |  |  |  |  |  |  |  |  |  |  |  |  |
|  | 24. Đậu Kháng 窦抗 ? - 621                                     |  |  |  |  |  |  |  |  |  |  |  |  |  |  |  |
|  |                                                                |  |  |  |  |  |  |  |  |  |  |  |  |  |  |  |
|  |                                                                |  |  |  |  |  |  |  |  |  |  |  |  |  |  |  |
|  | 12. Tân An công Đậu Đán 莘安公窦诞 580–648                     |  |  |  |  |  |  |  |  |  |  |  |  |  |  |  |
|  |                                                                |  |  |  |  |  |  |  |  |  |  |  |  |  |  |  |
|  |                                                                |  |  |  |  |  |  |  |  |  |  |  |  |  |  |  |
|  | 6. Đậu Hiếu Kham, Bân quốc công 邠国公窦孝谌 ? - 693           |  |  |  |  |  |  |  |  |  |  |  |  |  |  |  |
|  |                                                                |  |  |  |  |  |  |  |  |  |  |  |  |  |  |  |
|  |                                                                |  |  |  |  |  |  |  |  |  |  |  |  |  |  |  |
|  | 21. Đường Cao Tổ Lý Nguyên 高祖李渊 566–635                    |  |  |  |  |  |  |  |  |  |  |  |  |  |  |  |
|  |                                                                |  |  |  |  |  |  |  |  |  |  |  |  |  |  |  |
|  |                                                                |  |  |  |  |  |  |  |  |  |  |  |  |  |  |  |
|  | 13. Tương Dương công chúa Lý Trị 襄阳公主李氏                  |  |  |  |  |  |  |  |  |  |  |  |  |  |  |  |
|  |                                                                |  |  |  |  |  |  |  |  |  |  |  |  |  |  |  |
|  |                                                                |  |  |  |  |  |  |  |  |  |  |  |  |  |  |  |
|  | 3. Đậu Đức phi, tức Chiêu Thành hoàng hậu 昭成皇后窦氏 ? - 693 |  |  |  |  |  |  |  |  |  |  |  |  |  |  |  |
|  |                                                                |  |  |  |  |  |  |  |  |  |  |  |  |  |  |  |
|  |                                                                |  |  |  |  |  |  |  |  |  |  |  |  |  |  |  |
|  | 7. Bàng thị 庞氏                                               |  |  |  |  |  |  |  |  |  |  |  |  |  |  |  |
|  |                                                                |  |  |  |  |  |  |  |  |  |  |  |  |  |  |  |
|  |                                                                |  |  |  |  |  |  |  |  |  |  |  |  |  |  |  |

- Thân phụ: Đường Duệ Tông Lý Đán.
- Thân mẫu: Chiêu Thành Thuận Thánh hoàng hậu Đậu thị (昭成順聖皇后竇氏; ? - 693), xuất thân từ đại gia tộc Hà Nam Đậu thị (河南窦氏), là Đức phi (德妃) của Đường Duệ Tông, bị Võ Tắc Thiên giết hại. Truy tôn Hoàng hậu năm 711.

### Thê thiếp
- Hoàng hậu:

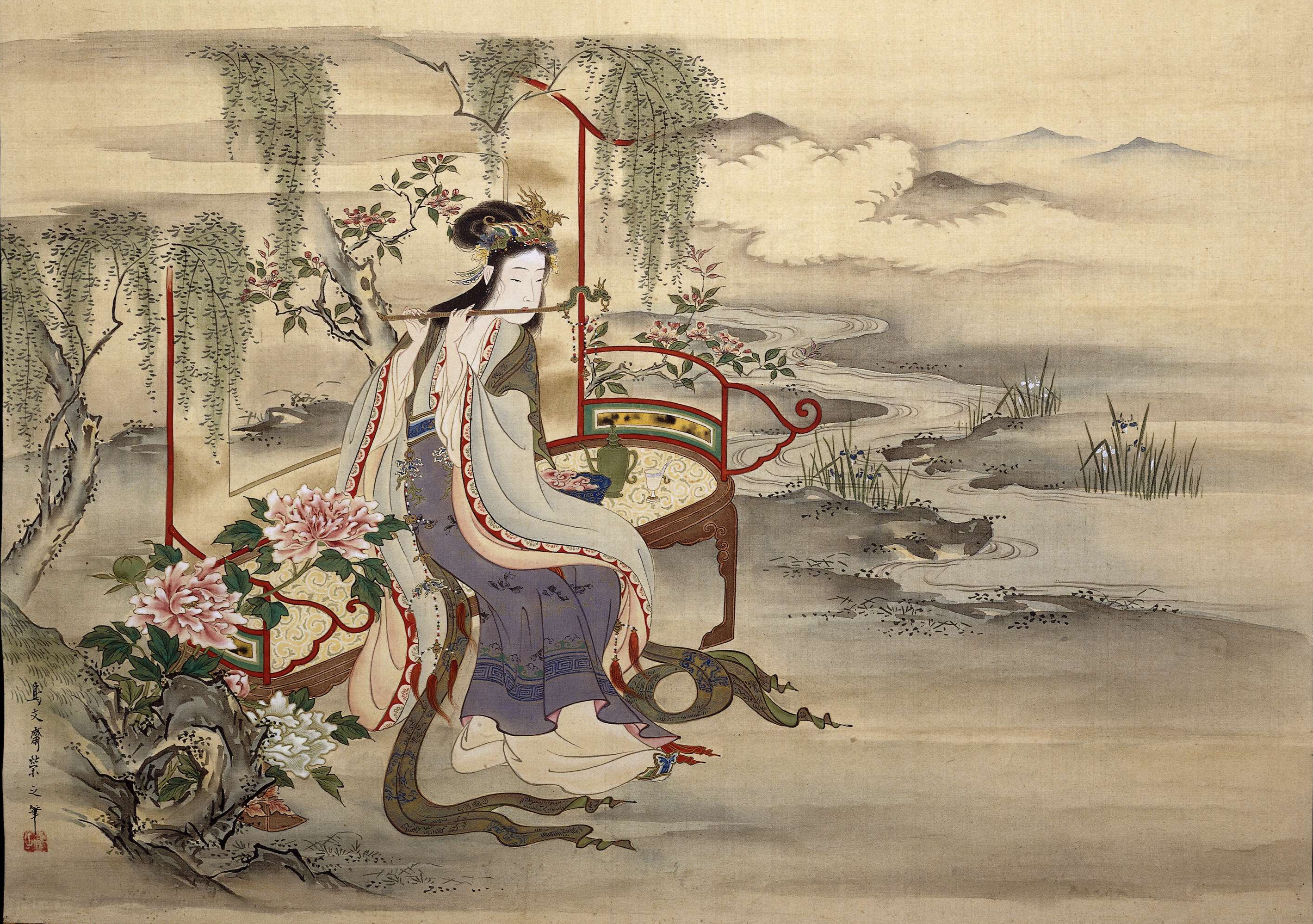
Dương Quý Phi - người đẹp hoa nhường
Tranh của Hosoda Eishi đầu thế kỷ XIX tại [http://www.britishmuseum.org/explore/highlights/highlight_objects/asia/h/hosoda_eishi,_the_chinese_beau.aspx Viện bảo tàng Anh

1. Hoàng hậu Vương thị (皇后王氏, ? - 725), xuất thân từ sĩ tộc Thái Nguyên Vương thị, tổ phụ là Ký Châu Thứ sử nhà Lương Vương Thần Niệm (王神念), cha là Vương Nhân Hiệu (王仁皎). Bị phế năm 724 do dùng yêu chú tà thuật, sau Đường Túc Tông truy lại danh vị Hoàng hậu. Không con.
2. Trinh Thuận hoàng hậu Võ thị (貞順皇后武氏, ? - 738), sinh thời phong Võ Huệ phi (武惠妃), xuất thân nội tộc Võ Tắc Thiên, nhập cung từ nhỏ, tư sắc diễm lệ, âm trầm thâm sâu. Sinh Hạ Điệu vương Lý Nhất, Hoài Ai vương Lý Mẫn, Thọ vương Lý Mạo, Thịnh vương Lý Kỳ, Thượng Tiên công chúa, Hàm Nghi công chúa và Thái Hoa công chúa. Sau khi qua đời được Minh Hoàng truy phong thụy hiệu Hoàng hậu.
3. Nguyên Hiến hoàng hậu Dương thị (元獻皇后楊氏, 699 - 729), sinh thời phong Dương Quý tần (楊貴嬪), xuất thân hoàng tộc nhà Tùy, ngoại tộc của Võ Tắc Thiên. Sinh Đường Túc Tông Lý Hanh và Tề Quốc công chúa. Sau khi qua đời được Túc Tông truy phong thụy hiệu Hoàng hậu.

- Phi tần:

1. Dương Quý phi (楊貴妃, 719 – 756), xuất thân dòng họ ở Hoằng Nông, một chi của hoàng tộc nhà Tùy. Khi trước thành hôn với Thọ vương Lý Mạo, sau trở thành Nhất phẩm hậu cung Quý phi của Đường Minh Hoàng[191]. Bà bị các tướng sĩ nhà Đường giết hại vì bị cho là nguyên nhân dẫn đến Loạn An Sử.
2. Đổng Quý phi (董貴妃), nguyên là Lương đệ của Minh Hoàng khi còn là Thái tử[192]. Theo ý chỉ của Thái thượng hoàng (Đường Duệ Tông), sách phong vị Quý phi, không rõ mất khi nào.
3. Hạng Quý phi (项贵妃), chị gái Hạng Thừa Huy, một quan viên trong triều. Sinh hạ một công chúa không rõ tên[193].
4. Hoàng Phủ Thục phi (皇甫淑妃, 694 - 735), cháu nội Việt Châu Thứ sử Hoàng Phủ Túy (皇甫粹), trở thành Trắc thất khi Minh Hoàng còn là Thái tử. Sơ phong Đức nghi (德儀), sau khi qua đời truy phong Thục phi. Sinh Ngạc vương Lý Dao và Lâm Tấn công chúa.
5. Dương Thục phi (杨淑妃, 692 - 749), tiểu tự Chân Nhất (真一), nguyên là Lương đệ của Minh Hoàng khi ông còn là Thái tử[192]. Xuất thân từ nhà họ Dương ở Hoằng Nông, được Thái Bình công chúa cất nhắc vào hầu Minh Hoàng. Sau khi Thái Bình công chúa qua đời, bà xuất gia làm đạo sĩ.
6. Tiền Đức phi (錢德妃), không rõ xuất thân, sinh Lệ vương Lý Diễm.
7. Võ Hiền phi (武贤妃), nguyên là Lương viên của Minh Hoàng khi ông còn là Thái tử[192].
8. Triệu Lệ phi (趙麗妃, 693 - 726), người Thiên Thủy, vốn là danh kỹ Lộ Châu, ca hay múa đẹp. Qua đời được đặc cách ban thụy Lệ Hoà phi (麗和妃). Sinh ra Phế Thái tử Lý Anh.
9. Lưu Hoa phi (劉華妃), sinh ra Phụng Thiên hoàng đế Lý Tông, Tĩnh Cung thái tử Lý Uyển và Nghi vương Lý Toại.
10. Giang Mai phi (江梅妃, 710 - 755)[194], nổi tiếng với điệu múa Kinh Hồng Vũ và bài Lâu Đông phú. Các học giả Trung Quốc cho rằng bà chỉ là một nhân vật được hư cấu trong thi ca[195].
11. Lâm chiêu nghi (林昭仪).
12. Võ hiền nghi (武賢儀), phụ thân là Cao Bình vương Võ Trọng Quy ([武重规) của Võ Chu, tổ phụ là Hà Gian quận vương Võ Nhân Phạm (武仁范), tằng tổ phụ là tam bá phụ Võ Sĩ Dật (武士逸) của Võ Tắc Thiên. Sanh người con trai thứ 29 cho Đường Minh Hoàng Lương vương Lý Tuyền, đứa con trai thứ 30 là Biện vương Lý Kính.
13. Quách thuận nghi (郭順儀).
14. Đổng phương nghi (董芳儀).
15. Liễu tiệp dư (柳婕妤).
16. Cao tiệp dư (高婕妤).
17. Chung mỹ nhân (鍾美人).
18. Lư mỹ nhân (盧美人).
19. Vương mỹ nhân (王美人).
20. Đỗ mỹ nhân (杜美人).
21. Lưu tài nhân (劉才人).
22. Diêm tài nhân (閻才人).
23. Trần tài nhân (陳才人).
24. Trịnh tài nhân (鄭才人).
25. Cao tài nhân (高才人).
26. Thường tài nhân (常才人).
27. Hạng thị (项氏).
28. Tào Dã Na Cơ (曹野那姬)[196][197][198][199][200][201][202][203][204][205][206][207][208][209][210].

### Hậu duệ
Đường Huyền Tông Minh hoàng đế có rất nhiều Hoàng tử và Hoàng nữ, tổng cộng 52 người con, trong đó có 23 Hoàng tử và 29 Hoàng nữ, chưa loại trừ đi số người chết yểu khi còn nhỏ. Danh sách được liệt kê dựa theo Đường thư, quyển 107 và Tân Đường thư, quyển 83:
- Hoàng tử:

1. Phụng Thiên hoàng đế Lý Tông [李琮; ? - 732], tự Tự Trực (嗣直) con trưởng của Minh Hoàng, mẹ là Lưu Hoa phi. Sơ phong Hứa Xương quận vương (許昌郡王; 710), sau phong Đàm vương (郯王; 712) rồi Khánh vương (慶王). Khi mất, truy tặng làm Tĩnh Đức Thái tử (靖德太子), được truy phong Phụng Thiên Hoàng đế (奉天皇帝) dưới thời Đường Túc Tông.
2. Phế thái tử Lý Anh [廢太子李瑛; 706 - 737], tự Tự Khiêm (谦,) mẹ là Triệu Lệ phi. Sơ phong Chân Định quận vương (真定郡王; 710), sau phong Dĩnh vương (郢王; 712), rồi Thái tử vào năm 715. Sau bị Võ Huệ phi mưu hại mà bị xử tử. Về sau, ông được phục hồi danh hiệu Thái tử dưới triều Đường Túc Tông.
3. Đường Túc Tông Lý Hanh [李亨], tự Tự Thăng (升),mẹ là Nguyên Hiến Hoàng hậu Dương thị.
4. Lệ vương Lý Diễm [棣王李琰; ? - 752], mẹ là Tiền Đức phi.
5. Ngạc vương Lý Dao [鄂王李瑶; ? - 738], bị phế thành thứ dân và bị xử tử năm 737, phục hồi tước vị năm 762, mẹ là Hoàng Phủ Thục phi.
6. Tĩnh Cung Thái tử Lý Uyển [靖恭太子李琬; ? - 755], tự Tự Huyền (玄),mẹ là Lưu Hoa phi. Sơ phong Chân vương (甄王; 714), rồi Vinh vương (荣王). Khi mất, được truy phong làm Thái tử.
7. Quang vương Lý Cư [光王李琚], bị phế thành thứ dân và bị xử tử năm 737, phục hồi tước vị năm 762, mẹ là Lưu Tài nhân.
8. Hạ Điệu vương Lý Nhất [夏悼王李一; 716 - 717], mẹ là Võ Huệ phi.
9. Nghi vương Lý Toại [儀王李璲; ? - 765], mẹ là Lưu Hoa phi.
10. Toánh vương Lý Kiểu [潁王李璬; 718 - 783], mẹ là Cao Tiệp dư.
11. Hoài Ai vương Lý Mẫn [懷哀王李敏; 719 - 720], mẹ là Võ Huệ phi.
12. Vĩnh vương Lý Lân [永王李璘], nổi loạn và bị giết năm 757, mẹ là Quách Thuận nghi.
13. Thọ vương Lý Mạo [壽王李瑁; ? - 775], mẹ là Võ Huệ phi.
14. Diên vương Lý Doãn [延王李玢; ? - 784], mẹ là Liễu Tiệp dư.
15. Thịnh vương Lý Kỳ [盛王李琦; ? - 764], mẹ là Võ Huệ phi.
16. Tế vương Lý Hoàn [濟王李環; ? - 768], mẹ là Chung Mỹ nhân.
17. Tín vương Lý Võ [信王李瑝; ? - 774], mẹ là Lư Mỹ nhân.
18. Nghĩa vương Lý Hiểm [義王李玼; ? - 784], mẹ là Diêm Tài nhân.
19. Trần vương Lý Khuê [陳王李珪; ? - 784], mẹ là Vương Mỹ nhân.
20. Phong vương Lý Củng [豐王李珙; ? - 763], mẹ là Trần Tài nhân.
21. Hằng vương Lý Thiến [恆王李瑱], mẹ là Trịnh Tài nhân.
22. Lương vương Lý Tuyền [涼王李璿; ? - 774], mẹ là Võ Hiền nghi.
23. Biện Ai vương Lý Kính [汴哀王李璥; 730 - 736], mẹ là Võ Hiền nghi.

- Hoàng nữ[212]:

1. Vĩnh Mục công chúa (永穆公主), mẹ là Liễu Tiệp dư, lấy Vương Dao (王繇).
2. Thường Phân công chúa (常芬公主), lấy Trương Khứ Xa (张去盈).
3. Hiếu Xương công chúa (孝昌公主), chết non.
4. Đường Xương công chúa (唐昌公主), lấy Tiết Tú (薛锈).
5. Linh Xương công chúa (靈昌公主), chết non.
6. Thường Sơn công chúa (常山公主), lấy Tiết Đàm (薛谭), sau lấy Đậu Trạch (窦泽).
7. Vạn An công chúa (萬安公主), xuất gia làm Đạo sĩ năm 716 sau khi Đường Duệ Tông qua đời.
8. Thượng Tiên công chúa (上仙公主), mẹ là Võ Huệ phi, chết non.
9. Hoài Tư công chúa (懷思公主), chết non.
10. Tấn Quốc công chúa (晉國公主), trước phong Cao Đô công chúa (高都公主), lấy Thôi Huệ Đồng (崔惠童).
11. Tân Xương công chúa (新昌公主), lấy Tiêu Hành (萧衡).
12. Lâm Tấn công chúa (臨晉公主), mẹ là Hoàng Phủ Thục phi, lấy Trịnh Tiềm Diệu (鄭潜曜).
13. Vệ Quốc công chúa (衛國公主), trước phong Kiến Bình công chúa (建平公主), lấy Đậu Lư Kiến (豆卢建), sau lấy Dương Thuyết (杨说).
14. Chân Dương công chúa (真陽公主), lấy hạ giá Nguyên Thanh (源清), sau lấy Tô Chấn (苏震).
15. Tín Thành công chúa (信成公主), mẹ là Diêm Tài nhân, lấy Độc Cô Minh (独孤明).
16. Sở Quốc công chúa (楚國公主), trước phong Thọ Xuân công chúa (寿春公主), lấy Ngô Trừng Giang (吴澄江).
17. Xương Nhạc công chúa (昌樂公主), mẹ là Cao Tài nhân, lấy Đậu Ngạc (窦锷).
18. Vĩnh Ninh công chúa (永寧公主), lấy Bùi Tề Khâu (裴齐丘).
19. Tống Quốc công chúa (宋國公主), trước phong Bình Xương công chúa (平昌公主), lấy Ôn Tây Hoa (温西华), sau lấy Dương Huy (杨徽).
20. Tề Quốc công chúa (齊國公主), mẹ là Nguyên Hiến Hoàng hậu Dương thị, trước phong Hưng Tín công chúa (兴信公主), sau lại đổi nữa thành Ninh Thân công chúa (宁亲公主). Trước lấy Trương Bành (张垍), sau lại lấy lấy Bùi Toánh (裴颍), sau nữa lấy Dương Phu (杨敷).Có một con gái với Trương Bành mất khi còn nhỏ được minh hôn với anh họ Thừa Thiên Hoàng đế Lý Đàm,thuỵ là Cung Thuận Hoàng hậu.
21. Hàm Nghi công chúa (咸宜公主), mẹ là Võ Huệ phi, hạ giá lấy Dương Hồi (杨洄), sau lấy Thôi Tung (崔嵩).
22. Nghi Xuân công chúa (宜春公主), mẹ là Lâm Chiêu nghi, chết non.
23. Quảng Ninh công chúa (廣寧公主), mẹ là Đổng Phương nghi, lấy Trình Xương Dận (程昌胤), sau lấy Tô Khắc Trinh (苏克贞).
24. Vạn Xuân công chúa (萬春公主), mẹ là Đỗ Mỹ nhân, lấy Dương Phỉ (杨朏), sau lấy Dương Kỹ (杨锜).
25. Thái Hoa công chúa (太華公主), mẹ là Võ Huệ phi, lấy Dương Kỹ (杨锜).
26. Thọ Quang công chúa (壽光公主), mẹ là Trịnh Tài nhân, lấy Quách Dịch (郭液).
27. Nhạc Thành công chúa (樂城公主), lấy Tiết Lý Khiêm (薛履谦).
28. Tân Bình công chúa (新平公主), mẹ là Thường Tài nhân, lấy Khương Khánh Sơ (姜庆初).
29. Thọ An công chúa (壽安公主), mẹ là Tào Dã Na Cơ, lấy Tô Phát (苏发).

## Trong văn hóa

### Phim ảnh
| Tên phim                                 | Năm sản xuất | Thủ diễn Đường Minh Hoàng |
| ---------------------------------------- | ------------ | ------------------------- |
| Dương Quý phi                            | 1927         | Trần Bảo Kì               |
| Dương Quý phi                            | 1939         | Thư Quát                  |
| Dương Quý phi                            | 1955         | Masayuki Mori             |
| Dương Quý phi                            | 1962         | Nghiêm Tuấn               |
| Dương Quý phi                            | 1976         | Từ Duy                    |
| Kiếm tiên Lý Bạch                        | 1983         | Vương Vĩ                  |
| Dương quý phi truyền kì                  | 1986         | Kim Hán                   |
| Dương quý phi                            | 1986         | Tông Hoa                  |
| Trân Châu truyền kì                      | 1987         | Ngô Phong                 |
| Dương quý phi                            | 1992         | Lưu Văn Trị               |
| Đường Minh Hoàng                         | 1993         | Lưu Uy                    |
| Đại Minh cung từ                         | 2000         | Ngô Quân                  |
| Dương quý phi                            | 2000         | Giang Hoa                 |
| Thiên tử tầm long                        | 2001         | Trần Hạo Dân              |
| Đại Đường ca phi                         | 2003         | Đường Quốc Cường          |
| Thần quỷ bát trận đồ                     | 2006         | Trương Khiêm              |
| Đại Đường phù dung viên                  | 2007         | Triệu Văn Tuyên           |
| Dương quý phi bí sử                      | 2010         | Hoàng Thu Sanh            |
| Thái Bình công chúa bí sử                | 2012         | Trương Hàn                |
| Đường cung yến                           | 2013         | Lý Thừa Huyễn             |
| Vương triều đích nữ nhân - Dương quý phi | 2015         | Lê Minh                   |
| Đại Đường vinh diệu                      | 2016         | Tần Hán                   |
| Yêu miêu truyện                          | 2017         | Trương Lỗ Nhất            |
| Thâm cung kế                             | 2018         | Mã Tuấn Vĩ                |

### Thơ văn
Mối tình của Đường Minh Hoàng và Dương quý phi là cảm hứng cho rất nhiều tác phẩm thơ, văn, tiểu thuyết bất hủ của nền văn học Trung Hoa, như Trường hận ca của Bạch Cư Dị (thời Vãn Đường), Trường hận ca truyện của Hòa Trần Hồng, Con đường lập thân xấu xa ở chốn quan trường (thời Nam Tống), Mai cơ (thời nhà Kim, Đường Minh Hoàng khóc túi hương, Đường Minh Hoàng dạo chơi cung trăng, La Quang Viễn mộng đoạn Dương quý phi, Ngô đồng vũ (thời nhà Nguyên), Thái Hàn cao, Kinh Hồng kí (thời nhà Minh), Tùy Đường diễn nghĩa của Chử Nhân Hoạch:107, Trường sinh điện của Hồng Thăng (đời nhà Thanh). Trong đó, Trường hận ca được coi là một tuyệt tác về mối hận tình muôn thuở, dưới đây là một đoạn trích dẫn theo bản dịch của Tản Đà:
Xin kết nguyện chim trời liền cánh,
Xin làm cây cành nhánh liền nhau,
Thấm chi trời đất dài lâu,
Giận này dằng dặc dễ hầu có nguôi...
Hay
Ba nghìn cung nữ bao người
Mà lòng yêu dấu riêng nơi một nàng.
Tác gia Lý Thương Ẩn thời Vãn Đường (813 - 858) có bài thơ "Long trì" những bài thơ châm biếm hành vi loạn luân cướp vợ của con của Đường Minh Hoàng (bản dịch của Bích Hải)
Long Trì ban rượu mở bình phong,
Tiếng trống vang lên, tiếng nhạc ngừng.
Đêm khuya khắc lậu triền miên nhỏ,
Tiết đã say vùi,Thọ thức chong
Ngoài ra Thương Ẩn còn có bài "Mã Ngôi" với ý trách một đại thiên tử như Đường Minh Hoàng đến cả một mĩ nhân bên cạnh cũng không thể bảo vệ (bản dịch của Trần Trọng San)
Bốn mươi năm lẻ làm Thiên tử,
Mà kém chàng Lư có Mạc Sầu
Tương truyền Dương quý phi rất thích ăn lệ chi (vải), nên cứ đến mùa Minh Hoàng lại người dân đất Huệ Châu - một nơi nổi tiếng về vải ngon, phải vận chuyển vải vào kinh để vừa lòng quý phi, khiến nhiều người phải chết vì sơn lam chướng khí. Tác gia Tô Đông Pha thời Tống có bài "Lệ chi thán" trách Minh Hoàng về việc này (bản dịch của Hoàng Tạo)
Mười dặm một trạm chạy tung bụi
Năm dặm một chòi lính giục vội
Ngã hang, sa hố, chết chồng nhau
Để cho vải quý được mang tới
Như cắt qua khơi, xe vượt núi
Lá mượt cành tươi tuồng mới hái
Người đẹp trong cung một tiếng cười
Nghìn năm máu, bụi còn tung mãi

### Danh sách nguồn
- Lưu Hú, eds. 舊唐書 (Cựu Đường thư), 945. Thượng Hải: Nhà xuất bản Zhonghua, 1975. (16 quyển). quyển 8, 9
- Âu Dương Tu và Tống Kỳ, eds. 新唐書 (Tân Đường thư), 1060. Thượng Hải: Zhonghua Publishing, 1975. (20 quyển). quyển 5.
- Cát Kiếm Hùng (2006), Bước thịnh suy của các triều đại phong kiến Trung Quốc, tập 2, Nhà xuất bản Văn hoá thông tin
- Yu, Pauline (2002). "Chinese Poetry and Its Institutions", in Hsiang Lectures on Chinese Poetry, Volume 2, Grace S. Fong, editor. Montreal: Center for East Asian Research, McGill University.
- Bai, Shouyiauthorlink = Bai Shouyi (2003), 中囯回回民族史 (A History of Chinese Muslims, quyển 2, Beijing: Zhonghua Book Company, ISBN 7-101-02890-X
- Tư Mã Quang, biên tập (1956) [1084]. 資治通鑑 [Tư trị thông giám]. Bắc Kinh: Nhà xuất bản Trung Hoa. các quyển. 204, 205, 209, 210, 211, 212, 213, 214, 215, 216, 217, 218, 219, 220, 221, 222.
- Triệu Kiếm Mẫn (2008), Kể chuyện Tùy Đường, Đà Nẵng: Nhà xuất bản Đà Nẵng
- Trần Trọng Kim (1951), Việt Nam sử lược, Hà Nội: Nhà xuất bản Tân Việt, Hà Nội
- Phạm Kim Thạch (sưu tầm) (2008), Bí sử của nhân loại, Thành phố Hồ Chí Minh: Nhà xuất bản Văn hóa Sài Gòn
- Quốc sử quán triều Nguyễn (1998), Khâm định Việt sử Thông giám Cương mục, Hà Nội: Nhà xuất bản Giáo dục
- Bregel, Yuri (2003), An Historical Atlas of Central Asia, Brill
- Wang, Zhenping (2013), Tang China in Multi-Polar Asia: A History of Diplomacy and War, University of Hawaii Press
- Nguyễn Hiến Lê (1997), Sử Trung Quốc, Thành phố Hồ Chí Minh: Nhà xuất bản Tổng hợp TP. Hồ Chí Minh
- Xiong, Victor Cunrui (2009), Historical Dictionary of Medieval China, United States of America: Scarecrow Press, Inc., ISBN 0810860538
- Wu, John C. H. (1972). The Four Seasons of Tang Poetry. Rutland, Vermont: Charles E. Tuttle. ISBN 978-0-8048-0197-3
- Đường Nhạn Sinh, Bạo Thúc Diễm, Chu Chính Thư (Ông Văn Tùng dịch) (2003), Mưu trí thời Tùy Đường, Nhà xuất bản Văn Nghệ TP. HCM
- Beckwith, Christopher I. (2009): Empires of the Silk Road: A History of Central Eurasia from the Bronze Age to the Present. Princeton: Princeton University Press. ISBN 978-0-691-13589-2.